# Rosja

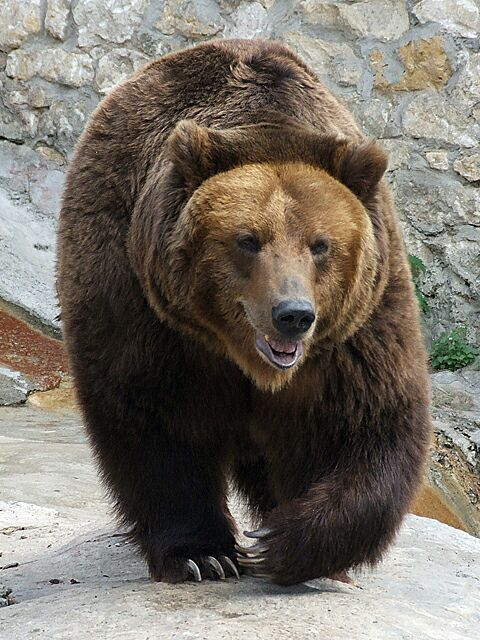
Niedźwiedź brunatny w moskiewskim ogrodzie zoologicznym. Niedźwiedź zajmuje szczególne miejsce w kulturze rosyjskiej, a od czasu kiedy William Szekspir przyrównał Rosję do „niedźwiedzia z północy”, stał się symbolem Rosji.

Rosja, Federacja Rosyjska (ros. Россия, Rossija, wymowaⓘ; ros. Российская Федерация, Rossijskaja Fiedieracyja, wymowaⓘ) – państwo federacyjne rozciągające się od Europy Wschodniej (z eksklawą w Europie Środkowej) przez północną część Azji do Oceanu Spokojnego, składające się według swojej konstytucji z 85 podmiotów federalnych.
Federacja Rosyjska jest największym państwem na świecie pod względem powierzchni oraz szóstym pod względem wielkości w historii świata. Pod względem liczby ludności zajmuje 9. miejsce. Rosja należy do największych gospodarek świata, pod względem PKB zajmuje 11. miejsce na świecie. Dysponuje największymi na świecie zasobami naturalnymi i źródłami energii. Jest członkiem wielu międzynarodowych organizacji, m.in. jednym z pięciu stałych członków Rady Bezpieczeństwa ONZ, G20, Euroazjatyckiej Unii Gospodarczej, Wspólnoty Niepodległych Państw, Szanghajskiej Organizacji Współpracy i odgrywa znaczącą rolę w polityce światowej. Według serwisu Numbeo, Rosja ma najgorszy w Europie wskaźnik jakości życia.
Według historiografii rosyjskiej początki rosyjskiej państwowości sięgają IX wieku i Rusi Kijowskiej. Kultura ruska kształtowała się pod silnym wpływem Słowian południowych i Bizancjum, za których pośrednictwem przyjęto prawosławie. W XII wieku Ruś uległa rozbiciu na księstwa udzielne. Wydzielone w XIII wieku Księstwo Moskiewskie doprowadziło do scalenia północno-wschodnich ziem ruskich i wyzwolenia ich spod panowania tatarskiego (XIII–XV w.). Najazdy tatarskie wywarły silny wpływ na historię Rusi, a sami Tatarzy są obecnie największą mniejszością etniczną Rosji. W 1547 Iwan IV Groźny został koronowany na cara, a nazwa państwa została zmieniona na Carstwo Rosyjskie. W latach 862–1598 dynastią panującą byli Rurykowicze, w latach 1613–1917 na tronie zasiadali Romanowowie. Za panowania Piotra Wielkiego doszło do umocnienia pozycji Rosji na arenie międzynarodowej i ustanowienia Imperium Rosyjskiego. W XVI–XIX w. Rosja zyskała ogromne obszary w Europie Wschodniej, Azji Północnej, Środkowej, na Kaukazie oraz przejściowo w Ameryce Północnej (obecność rosyjską na tym kontynencie zakończyła sprzedaż Alaski USA w 1867). Rewolucja lutowa w marcu 1917 (w czasie I wojny światowej) obaliła carat, wprowadzając na kilka miesięcy rządy wielopartyjne i swobody obywatelskie.
We wrześniu 1917 Rząd Tymczasowy ogłosił Rosję republiką. W nocy z 6/7 listopada 1917, tuż przed rozpisanymi przez Rząd Tymczasowy pierwszymi w historii Rosji demokratycznymi wyborami do Wszechrosyjskiego Zgromadzenia Ustawodawczego (konstytuanty Rosji), bolszewicy dokonali zbrojnego przewrotu, przejmując władzę w kraju. W styczniu 1918 rozpędzili wybraną Konstytuantę, a następnie – po krwawej wojnie domowej – utrwalili w Rosji dyktatorski, monopartyjny system totalitarnej władzy partii komunistycznej, trwający do lat 90. XX wieku. W 1922 roku bolszewicy utworzyli państwo federacyjne (Związek Socjalistycznych Republik Radzieckich), w którym Rosyjska Federacyjna Socjalistyczna Republika Radziecka (RFSRR) odgrywała rolę dominującą. Rządy sekretarza generalnego RKP(b)/WKP(b)/KPZR Józefa Stalina doprowadziły do industrializacji ZSRR, w którego gospodarce główną rolę odgrywał przemysł ciężki – zbrojeniowy. Zmiany te kosztowały jednak życie wielu milionów ludzi – ofiar głodu w konsekwencji przymusowej kolektywizacji rolnictwa i polityki terroru. Od końca lat siedemdziesiątych XX wieku ZSRR przeżywał okres stagnacji.
W 1991, pod rządami Michaiła Gorbaczowa, po puczu Janajewa ZSRR został rozwiązany na mocy umowy białowieskiej (8 grudnia 1991) i od tej pory Rosja i 14 dotychczasowych republik związkowych ZSRR tworzą samodzielne państwa.

## Nazwa państwa
W latach 1991–1992 wprowadzono 2 równorzędne nazwy Rosja i Federacja Rosyjska. Nazwami oficjalnymi używanymi wcześniej były: Rosyjska FSRR, Republika Rosyjska, Imperium Rosyjskie, Carstwo Rosyjskie i inne. Nazwa Rosja pochodzi od greckiej nazwy Rusi Ῥωσσία (Rhōssía), użytej po raz pierwszy przez Konstantyna VII Porfirogenetę w dziele „O ceremoniach” z X wieku. W ruskich źródłach pisanych pojawia się od 1387 roku i oznacza tyle co „Ruś”. Etymologia tego słowa zawsze wzbudzała kontrowersje. Dawniej wywodzono je od nazwy starożytnego plemienia Roksolanów, od słowa rossieje, co oznacza rozsiane (po ziemi, daleko), nazw topograficznych i innych. Współcześni językoznawcy wywodzą najczęściej nazwę „Ruś” od nazwy Waregów „Rus-” / „Ros-” (wzmiankowanej od 839 roku) i łączą ją z ugrofińskim „ruotsi”, które oznacza „mieszkańców wybrzeża”. Finowie do dzisiaj nazywają tak Szwedów, od których słowo to mogli przejąć, gdyż roslag oznacza w staronordyjskim „wybrzeże”.

## Geografia

### Położenie
Rosja położona jest na kontynencie euroazjatyckim. Rozciąga się od Europy Wschodniej, obejmuje całą Azję Północną aż do Oceanu Spokojnego. Rosja graniczy na lądzie z Norwegią (196 km), Finlandią (1313 km), Estonią (290 km), Łotwą (292 km), Białorusią (959 km), Ukrainą (1576 km), Gruzją (723 km), Azerbejdżanem (284 km), Kazachstanem (6846 km), Chinami (3645 km), Mongolią (3441 km), Koreą Północną (17,5 km) oraz Litwą (227 km) i Polską (210 km) – z dwiema ostatnimi poprzez obwód królewiecki – jak również Abchazją i Osetią Południową (państwami nieuznawanymi przez większość krajów świata, ale uznanymi przez samą Rosję). Graniczy także z kilkoma państwami poprzez Morze Bałtyckie, Morze Czarne, Morze Kaspijskie, Morze Ochockie z Japonią (dzieli tylko 4 km) oraz poprzez Morze Beringa (Cieśnina Beringa) ze Stanami Zjednoczonymi (dzieli 4 km). Długość granic lądowych wynosi 20 241,5 km, morskich – 37 653 km. Rozciągłość południkowa Rosji wynosi do 4000 km, natomiast rozciągłość równoleżnikowa – do 9000 km. Większa część Rosji należy do półkuli wschodniej, ale półwysep Czukocki oraz część wschodnia wyspy Wrangla należy do półkuli zachodniej (Rosja jest jedynym krajem azjatyckim zachodzącym do półkuli zachodniej).

### Podział administracyjny

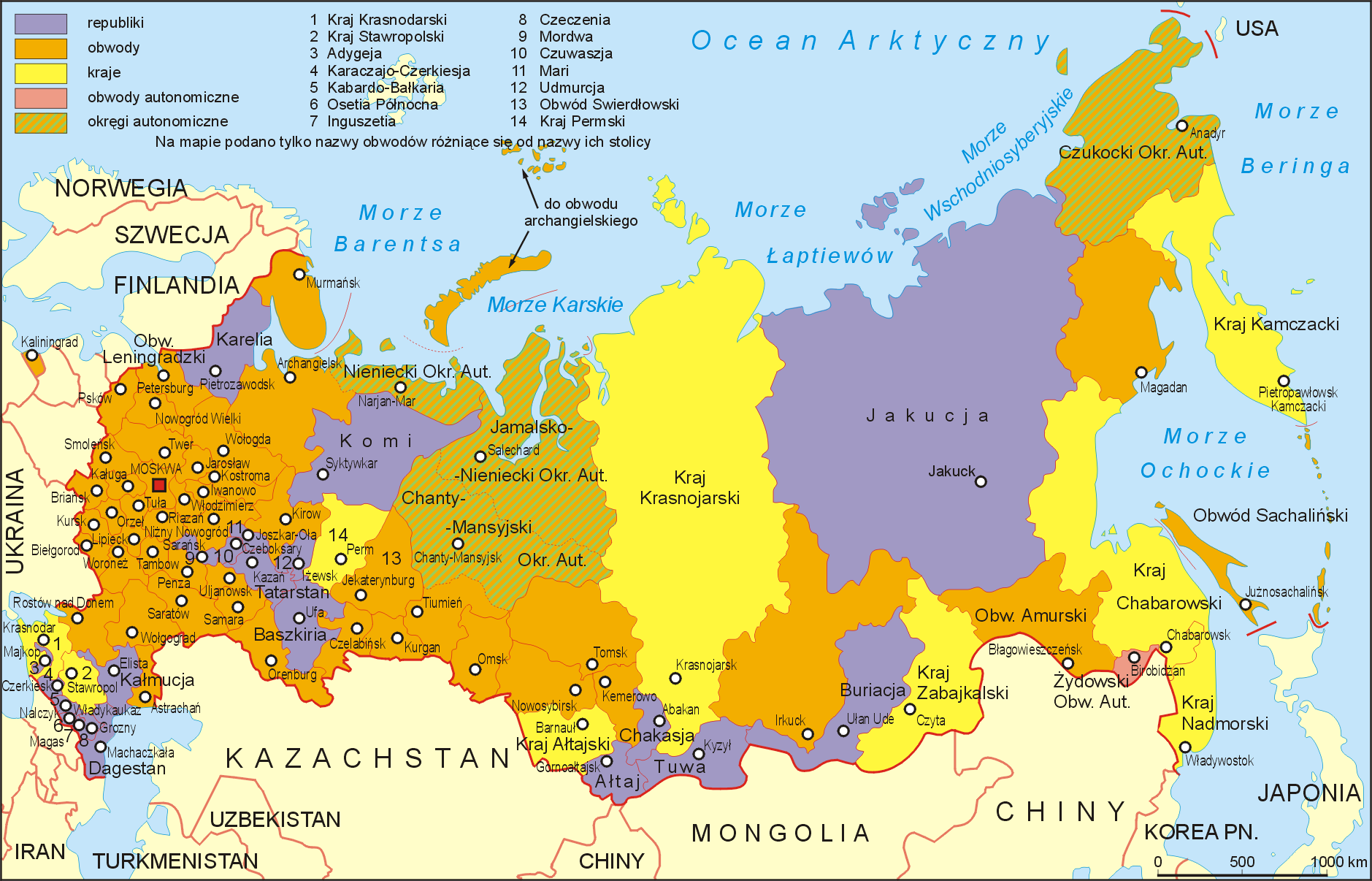
Mapa podziału administracyjnego Rosji (stan na 1.03.2008)

Od 2014 roku według rosyjskiej konstytucji w skład Federacji Rosyjskiej wchodziło 85 podmiotów federalnych (w tym dwa do roku 2015 wchodzące w skład Ukrainy):
- 46 obwodów: amurski, archangielski, astrachański, biełgorodzki, briański, czelabiński, irkucki, iwanowski, jarosławski, królewiecki, kałuski, kemerowski, kirowski, kostromski, kurgański, kurski, leningradzki, lipiecki, magadański, moskiewski, murmański, niżegorodzki, nowogrodzki, nowosybirski, omski, orenburski, orłowski, penzeński, pskowski, riazański, rostowski, sachaliński, samarski, saratowski, smoleński, swierdłowski, tambowski, tiumeński, tomski, tulski, twerski, uljanowski, włodzimierski, wołgogradzki, wołogodzki, woroneski
- 22 republiki: Adygeja, Ałtaj, Baszkortostan, Buriacja, Chakasja, Czeczenia, Czuwaszja, Dagestan, Inguszetia, Jakucja, Kabardo-Bałkaria, Kałmucja, Karaczajo-Czerkiesja, Karelia, Komi, Krym (od roku 2015 w składzie Rosji, co nie jest uznawane m.in. przez Ukrainę), Mari El, Mordwa, Osetia Północna, Tatarstan, Tuwa, Udmurcja
- 9 krajów: Ałtajski, Chabarowski, Kamczacki, Krasnodarski, Krasnojarski, Nadmorski, Permski, Stawropolski, Zabajkalski
- 3 miasta wydzielone: Moskwa, Petersburg, Sewastopol (jako część Krymu od roku 2015 w składzie Rosji, co nie jest uznawane m.in. przez Ukrainę)
- 1 obwód autonomiczny: Żydowski
- 4 okręgi autonomiczne: Chanty-Mansyjski – Jugra, Czukocki, Jamalsko-Nieniecki, Nieniecki

18 marca 2014 podpisano umowę między Rosją a Republiką Krymu i miastem wydzielonym Sewastopol o włączeniu Krymu do Rosji jako nowe podmioty federacji. Umowa ta weszła w życie z dniem ratyfikacji, co nastąpiło 21 marca 2014 roku. Tego samego dnia dokonano odpowiednich zmian w Konstytucji Rosji, dopisując do niej dwa nowe podmioty federacji – Republikę Krymu i miasto federalnego znaczenia Sewastopol – które włączono do nowo utworzonego Krymskiego Okręgu Federalnego (istniał od 21 marca 2014 do 28 lipca 2016).
Przyłączony przez Rosję Krym stanowi przedmiot sporu terytorialnego Rosji z Ukrainą. Według Zgromadzenia Ogólnego ONZ i przeważającej części społeczności międzynarodowej siłowe przyłączenie Krymu przez Rosję to aneksja łamiąca prawo międzynarodowe.
Dodatkowo podczas inwazji na Ukrainę w 2022 roku nastąpiła aneksja obwodów chersońskiego, donieckiego, ługańskiego i zaporoskiego przez Rosję (liczba deklarowanych podmiotów federacji wzrosła od 89).

### Strefy czasowe
| MSK-1 | Czas Królewca (UTC+2:00)          |
| MSK   | Czas moskiewski (UTC+3:00)        |
| MSK+1 | Czas Samary (UTC+4:00)            |
| MSK+2 | Czas Jekaterynburga (UTC+5:00)    |
| MSK+3 | Czas Omska (UTC+6:00)             |
| MSK+4 | Czas Krasnojarska (UTC+7:00)      |
| MSK+5 | Czas Irkucka (UTC+8:00)           |
| MSK+6 | Czas Jakucka (UTC+9:00)           |
| MSK+7 | Czas Władywostoku (UTC+10:00)     |
| MSK+8 | Czas Sriedniekołymska (UTC+11:00) |
| MSK+9 | Czas kamczacki (UTC+12:00)        |

| Nr strefy | Nazwa                 | Czas moskiewski | UTC (czas standardowy) | Główne miasto            |
| --------- | --------------------- | --------------- | ---------------------- | ------------------------ |
| 1         | czas Królewca         | –1              | +2:00                  | Królewiec                |
| 2         | czas moskiewski       | –               | +3:00                  | Moskwa                   |
| 3         | czas Samary           | +1              | +4:00                  | Samara                   |
| 4         | czas Jekaterynburga   | +2              | +5:00                  | Jekaterynburg            |
| 5         | czas Omska            | +3              | +6:00                  | Omsk                     |
| 6         | czas Krasnojarska     | +4              | +7:00                  | Krasnojarsk              |
| 7         | czas Irkucka          | +5              | +8:00                  | Irkuck                   |
| 8         | czas Jakucka          | +6              | +9:00                  | Jakuck                   |
| 9         | czas Władywostoku     | +7              | +10:00                 | Władywostok              |
| 10        | czas Sriedniekołymska | +8              | +11:00                 | Magadan                  |
| 11        | czas kamczacki        | +9              | +12:00                 | Pietropawłowsk Kamczacki |

Tylko dwa regiony Rosji są podzielone przez strefy czasowe: obwód sachaliński (zachodnia część ma czas Władywostoku, wschodnia zaś czas Sriedniekołymska) oraz Jakucja (zachodnia część ma czas Jakucka, środkowa czas Władywostoku, wschodnia czas Sriedniekołymska).
Istniejący podział na strefy czasowe tworzy trzy linie, przy przekraczaniu których czas lokalny zmienia się nie o jedną godzinę, a o dwie:
- granica między strefą czasu moskiewskiego a strefą czasu Jekaterynburga
- granica między strefą czasu Jekaterynburga a strefą czasu Krasnojarska
- granica między strefą czasu Krasnojarska a strefą czasu Jakucka
- granica między strefą czasu Władywostoku a strefą czasu kamczackiego.

To powoduje, że w Rosji na północ od równoleżnika 65° istnieje 7 stref czasowych, lecz w części południowej kraju jest ich 11.
Wschodnia część Czukotki leży na półkuli zachodniej – linię zmiany daty przesunięto na wschód, do granicy ze Stanami Zjednoczonymi.
Najbardziej zachodni punkt Rosji (długość geograficzna 19°38′E na granicy polsko-rosyjskiej na Mierzei Wiślanej) od najbardziej wschodniego (169°00′W, przy granicy Rosja-USA na wyspie Ratmanowa) dzielą 171°22′ długości geograficznej, co oznacza, że faktyczna różnica czasu astronomicznego w Rosji sięga 11 godzin 25 minut.

### Klimat
Klimat przeważnie kontynentalny strefy umiarkowanej i podbiegunowej, na niewielkim obszarze wschodniego wybrzeża klimat monsunowy, a nad Morzem Czarnym klimat podzwrotnikowy typu śródziemnomorskiego. Średnia temperatura lipca od +2 °C na północnym wybrzeżu i +15 °C na wschodzie do +25 °C na południu Niziny Wschodnioeuropejskiej. Średnia temperatura stycznia od +1 °C nad Morzem Czarnym i –6 °C na zachodzie do –20 °C na wschodnim wybrzeżu i poniżej –30 °C w Syberii Wschodniej (w rejonie Ojmiakonu ok. –50 °C). Roczna suma opadów od ponad 600 mm na krańcu zachodnim i wschodnim do około 200 mm na Syberii Środkowej i Wschodniej oraz poniżej 200 mm na Nizinie Nadkaspijskiej. W wysokich górach do 1000 mm. Pokrywa śnieżna utrzymuje się od 1 miesiąca nad Morzem Czarnym do 9 miesięcy na wybrzeżach Morza Arktycznego.
Wraz ze zmniejszeniem się wpływu Oceanu Atlantyckiego maleje ilość opadów atmosferycznych i rośnie roczna amplituda temperatury powietrza. W okolicach Wierchojańska odnotowano największe na Ziemi, wynoszące powyżej 60 °C, roczne amplitudy temperatury powietrza oraz najniższą temperaturę na półkuli północnej –67,8 °C. Nieustannie trwa spór o wyznaczenie tak zwanego bieguna zimna półkuli północnej (w punkcie zamieszkanym stale przez ludzi); Wierchojańsk jest tylko jednym z takich miejsc, do innych należą Ojmiakon (ekspedycję zwaną „Wyprawą na biegun zimna” zorganizował tam polski podróżnik Jacek Pałkiewicz) i wieś Tomtor. W wielu z tych miejscowości organizuje się festiwale związane ze sławą „bieguna zimna”.
|                        |                           |                |                                       |                               |
| Biegun zimna, Ojmiakon | Kungurska Jaskinia Lodowa | Jesień w Rosji | Klimat stepowy w obwodzie orenburskim | Klimat podzwrotnikowy w Soczi |

### Ukształtowanie powierzchni

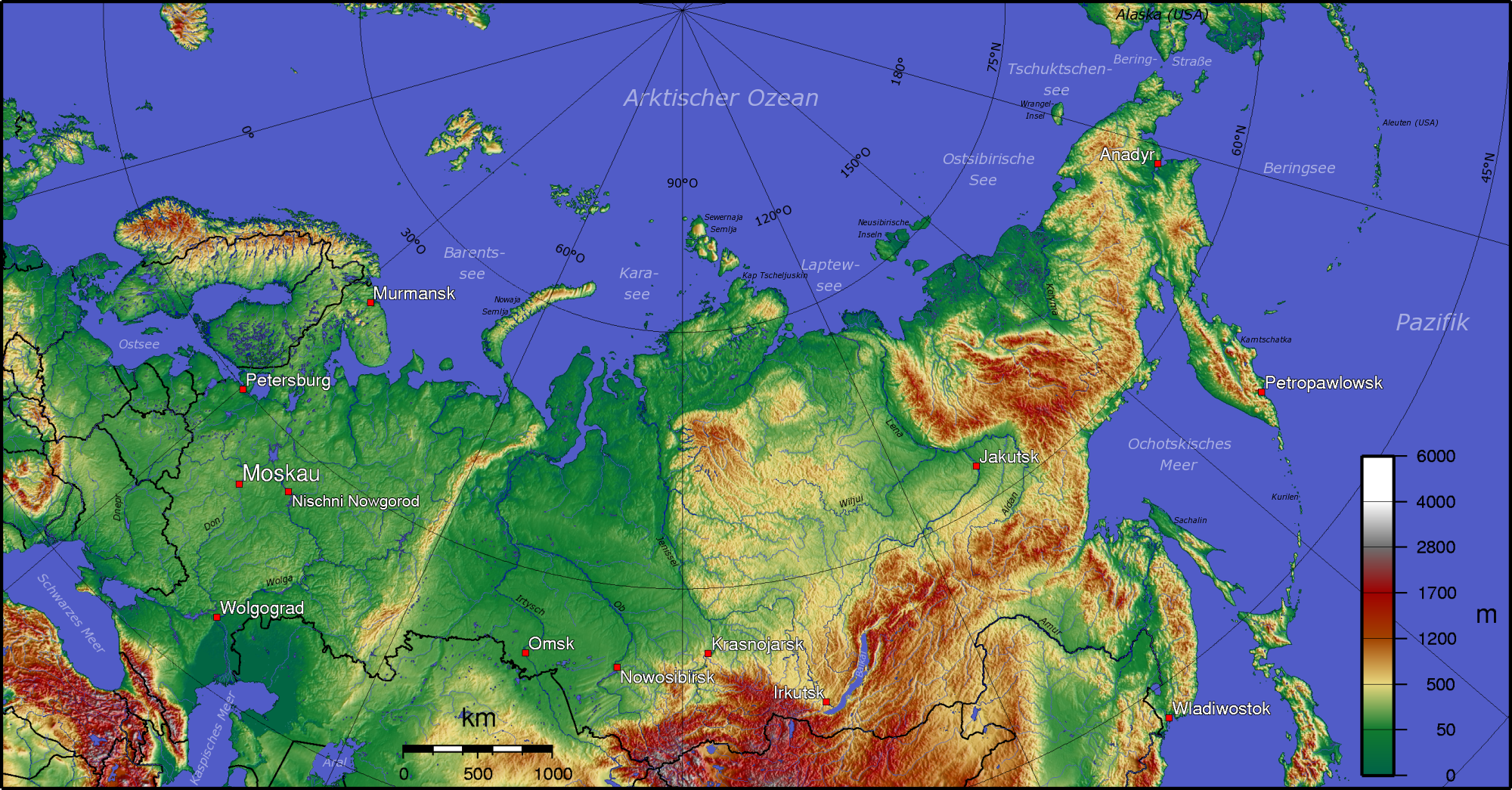
Topografia Rosji

Elbrus – najwyższa góra i wulkan Rosji

Europejską część Rosji zajmuje Nizina Wschodnioeuropejska. W jej części północnej dominuje krajobraz polodowcowy. Najwyższymi wzniesieniami niziny są wzgórza Wałdaj, gdzie znajdują się źródła Wołgi – najdłuższej rzeki Europy oraz Dniepru i Dźwiny. Europejską część Rosji od azjatyckiej oddzielają góry Ural. Na wschód od Uralu rozciąga się Nizina Zachodniosyberyjska o powierzchni około 3 mln km², która rzeką Jenisiej przechodzi w Wyżynę Środkowosyberyjską (wraz z górami Putorana) o powierzchni około 3,5 mln km². Na północ od Wyżyny Środkowosyberyjskiej rozciąga się Nizina Północnosyberyjska, natomiast na wschód rozpoczyna się Nizina Środkowojakucka. Na wschód od tej niziny rozpoczynają się wschodniosyberyjskie pasma górskie na które składają się: Góry Wierchojańskie, Góry Czerskiego, Góry Czukockie, Góry Koriackie oraz Góry Środkowe na półwyspie Kamczatka. Na południu Niziny Zachodniosyberyjskiej ku wschodowi rozciągają się południowo-syberyjskie pasma górskie na które składają się: Ałtaj, Sajany, Góry Jabłonowe, Góry Borszczowoczne, Góry Stanowe, Pasmo Stanowe, Góry Ałdańskie, Dżugdżur oraz Sichote-Aliń. Najwyższym szczytem Rosji jest Elbrus o wysokości 5642 m n.p.m. znajdujący się w górach Kaukaz.
Najniższym punktem Rosji jest wybrzeże Morza Kaspijskiego, poziom najwyższy tego morza odnotowano w 1882 (25,2 m p.p.m.), najniższy – w 1977 (29,0 m p.p.m.), w 1995 osiągnął 26,7 m p.p.m., obecnie jest na poziomie około 26,3 m p.p.m..
|                   |                                 |                                         |                         |                                           |
| Złote Góry Ałtaju | Leńskie Słupy (Płaskowyż Nadl.) | Kamiennyj Łog (Wyżyna Środkoworosyjska) | Mańpupunior (góry Ural) | Góry Putorana (Wyżyna Środkowosyberyjska) |

### Wody
Około 70% powierzchni Rosji należy do zlewiska Oceanu Arktycznego, 20% do Oceanu Spokojnego, 8% przypada na obszar bezodpływowy Wołgi (zlewisko Morza Kaspijskiego), pozostałe 2% na zlewisko mórz Oceanu Atlantyckiego.
Łącznie w Rosji jest 2 562 489 wielkich i małych rzek o długości łącznej 8 373 606 km, w tym 120 tys. rzek o długości ponad 10 km i długości łącznej 2,3 mln km. Najdłuższymi rzekami Rosji są: Lena (4400 km), Ob (4338 km), Irtysz (dopływ rzeki Ob, 4248 km, 2010 km w Rosji), Jenisej (4102 km), Wołga (3690 km), Dolna Tunguzka (dopływ rzeki Jenisej, 2989 km), Amur (2824 km), Wiluj (dopływ rzeki Lena, 2650 km), Oleniok (2292 km), Ałdan (dopływ rzeki Lena, 2273 km), Dniepr (2200 km, 485 km w Rosji), Kołyma (2129 km) i Don (1950 km). Wołga jest najdłuższą rzeką europejskiej części Rosji, a zarazem całej Europy.
W Rosji jest ok. 2 mln jezior. Liczne małe jeziora występują też w strefie tundry (np. w dolinie Indygirki i Kołymy), a na Nizinie Nadkaspijskiej znajdują się jeziora słone, będące pozostałością po Morzu Sarmackim i dawnym zasięgu Morza Kaspijskiego. W górach leżą jeziora śródgórskie, do których zalicza się m.in. Bajkał.
Największym jeziorem Rosji (i Świata) jest Morze Kaspijskie. W Rosji znajduje się też najgłębsze jezioro na świecie – Bajkał (ok. ⅕ światowych zasobów wody słodkiej). Ma on głębokość 1642 m, natomiast dno jeziora jest 1186,5 m p.p.m., co tworzy największą na świecie kryptodepresję.
Około 60 tys. km² zajmują w Rosji lodowce, głównie w Arktyce i na Kaukazie (1800 km²). Prawie 2 mln km² to bagna (najwięcej na Nizinie Zachodniosyberyjskiej). W Rosji jest dużo sztucznych zbiorników wodnych, tworzących często systemy kaskad, m.in. na Wołdze (Rybiński 4580 km², Niżnonowogrodzki 1590 km², Samarski 6450 km², Wołgogradzki 3117 km²), na Angarze (Bracki 5470 km²), na Donie (Cymlański 2700 km²), na Jeniseju (Krasnojarski 2000 km²) i na Kamie (Kamski 1915 km²).
|                |                               |                             |                                                 |                                        |
| Jezioro Bajkał | Wybrzeże Pacyfiku (Kamczatka) | Dolina Gejzerów (Kamczatka) | Bagna Wasiugańskie (międzyrzecze Obu i Irtyszu) | Mierzeja Kurońska (wybrzeże bałtyckie) |

### Flora i fauna
Roślinność i gleby układają się równoleżnikowo, wyróżnia się 4 zasadnicze strefy:
1. Strefa tundrowa – zajmuje ok. 25% powierzchni, pozbawiona drzew, rosną tu głównie mchy, porosty, na południu zarośla karłowate. Typowymi zwierzętami zamieszkującymi tę strefę są: renifer, lis polarny, zając bielak, leming, niedźwiedź polarny, białozór, myszołów włochaty i sowa śnieżna. W XX w. reintrodukowano na Wyspie Wrangla wołu piżmowego. Rozwinięta hodowla reniferów. Strefa ta przechodzi stopniowo w lasotundrę porosłą karłowatymi drzewami (modrzewiem lub brzozą), gdzie hoduje się bydło i w niewielkim stopniu uprawia różne warzywa, m.in. ziemniaki, kapustę czy rzodkiewki.
2. Strefa leśna – zajmuje ok. 60% powierzchni i ok. 80% wszystkich lasów kraju. W jej skład wchodzą głównie drzewa iglaste (85%), z dominacją modrzewia (tzw. tajga modrzewiowa typowa dla wschodniej Syberii, na wschód od Jeniseju), oraz drzewa liściaste, z dominacją brzozy (15% powierzchni), występujące głównie w centralnej części kraju oraz na Syberii Zachodniej, gdzie tworzą kompleks tzw. białej tajgi. W ciągu krótkiego lata w lasach tych pojawiają się duże ilości komarów. Poza wieloma gatunkami owadów żyją tam także liczne płazy i gady, m.in. kumak dalekowschodni, grzechotnik skalny, połoz amurski, żmija zygzakowata czy zaskroniec zwyczajny. Typowymi dla tej strefy ptakami są: sikory, jemiołuszki, głuszce, krogulce i jastrzębie. Do ssaków należą m.in. tygrys syberyjski, pantera śnieżna, ryś euroazjatycki, niedźwiedź brunatny, niedźwiedź himalajski, bóbr, wydra europejska, koziorożec syberyjski, łoś, jeleń wschodni, sarna syberyjska, łasica pospolita, gronostaj europejski, norka, wiewiórka, rosomak tundrowy, borsuk europejski, lis rudy, wilk szary. Na obszarze tajgi spotyka się także wędrujące stada reniferów. Po 1951 r. restaurowano w Rosji populację żubra rasy kaukaskiej oraz odnowiono populację żubra nizinnego w lasach podmoskiewskich. Obszar bardzo dobrych gleb (czarnoziemów), ok. 40% powierzchni stanowią grunty orne. Dominuje tu uprawa pszenicy, buraka cukrowego i kukurydzy.
3. Strefa stepowa – brak roślinności drzewiastej, występują gleby kasztanowe i czarnoziemy. Grunty orne stanowią ponad połowę powierzchni. Uprawia się pszenicę, kukurydzę, słonecznik. Na stepach żyje wiele owadów, np. pasikoniki, mszyce, mrówki, szarańcza, skoczki. Stepowymi ssakami są suhaki oraz małe gryzonie, takie jak: susły, norniki, chomiki. Mała ilość stepowych dużych zwierząt kopytnych ogranicza możliwość zdobywania pokarmu przez drapieżniki. Żyją tu wilki, lisy oraz drapieżne ptaki: orły, sokoły, sowy, myszołowy, a także kuropatwa, przepiórka, cietrzew i drop.
4) Strefa podzwrotnikowa – obejmuje część wybrzeża Morza Czarnego, gdzie występuje roślinność śródziemnomorska. W strefie tej przeważają lasy liściaste i iglaste. Rosną w nich zawsze zielone dęby oraz drzewa szpilkowe: różne gatunki sosen, jałowców i cyprysy. Łagodny klimat śródziemnomorski sprzyja uprawie wielu roślin. Najbardziej typowe dla tej strefy są oliwka, figowiec i winorośl. W strefie śródziemnomorskiej żyje wiele gatunków zwierząt, m.in. jeleń szlachetny, kozica, koziorożec kaukaski, żbik, różne gatunki nietoperzy i sępów, a także żmija kaukaska, gniewosz plamisty i wąż Eskulapa.
|                                                   |                                               |                                               |                           |                                                |
| Koziorożce kaukaskie (Kaukaski Rezerwat Biosfery) | Żubry (Rezerwat Przyrody „Kałużskie Zasieki”) | Zdziczałe konie (Rostowski Rezerwat Biosfery) | Młode tygrysy syberyjskie | Dziewicze lasy Komi (Park Narodowy „Jugyd Wa”) |

## Historia

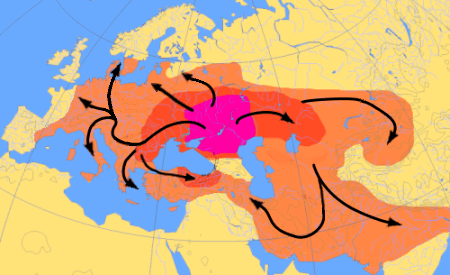
Przypuszczalne kierunki migracji ludności praindoeuropejskiej na podstawie teorii kurhanowej. Fioletowo zaznaczony najstarszy obszar (4000–3500 lat p.n.e.). Barwa ciemnopomarańczowa oznacza obszary zasiedlone do ok. 2500 r. p.n.e., a barwa jasnopomarańczowa tereny zasiedlone do ok. 1000 r. p.n.e.

### Prehistoria i starożytność
W czasach prehistorycznych szerokie stepy południowej Rosji były nawiedzane przez pasterskich nomadów. Według teorii kurhanowej ludność praindoeuropejska uformowała się na południu dzisiejszej Rosji (ok. 10 tys. lat temu), a następnie migrując po obszarach Eurazji, dała początek m.in. Grekom, Germanom, Bałtom, Słowianom, ludom irańskim i indoaryjskim. Przypuszczalnie ok. 6000–7000 lat temu doszło na północy Rosji do rozpadu wspólnoty uralskiej i wyodrębnienia się ludów ugrofińskich i samojedzkich. Ludy te wkrótce zdominowały ludność azjanicką, która uległa niemal całkowitej asymilacji z migrantami. W okresie starożytnym Step Pontyjski był znany jako Scytia, a jego kresy zachodnie również jako Sarmacja. Dorzecze Dniepru było zasiedlone przez Słowian już w V w. n.e. Obszary Północnej i Wschodniej Rosji zostały zasiedlone przez ludność słowiańską po 1000 roku.
Starożytni Grecy założyli wiele kolonii na rosyjskim wybrzeżu Morza Azowskiego i Czarnego (np. Chersonez Taurydzki, Tanais, Fanagoria), przynosząc ze sobą zdobycze cywilizacji klasycznej. W wyniku zjednoczenia się czarnomorskich kolonii greckich powstało Królestwo Bosporańskie (ok. 480 p.n.e. – II wiek n.e.), które wkrótce znalazło się w strefie wpływów Cesarstwa rzymskiego, a następnie Bizancjum.
W okresie starożytnym i we wczesnym średniowieczu przez terytorium Rosji wędrowały liczne ludy, m.in. Hunowie, Alanowie, Awarowie, Bułgarzy, Chazarowie, Połowcy i Węgrzy. Około 632 roku powstała w dorzeczu Donu Wielka Bułgaria, która upadła w 668 roku na skutek najazdu Chazarów. Bułgarzy emigrowali wówczas po Europie, dając początek bałkańskiemu państwu bułgarskiemu oraz Bułgarii Kamskiej. Miejsce Bułgarów zajął Kaganat Chazarski (ok. 650–969) – jedyne znane państwo judaistyczne, którego mieszkańcy nie byli etnicznymi Żydami. Chazarowie opanowali w VIII wieku znaczne obszary południowej Rosji i Ukrainy, podporządkowując sobie część wschodniej Słowiańszczyzny (m.in. plemię Polan).

### Początki państwowości ruskiej

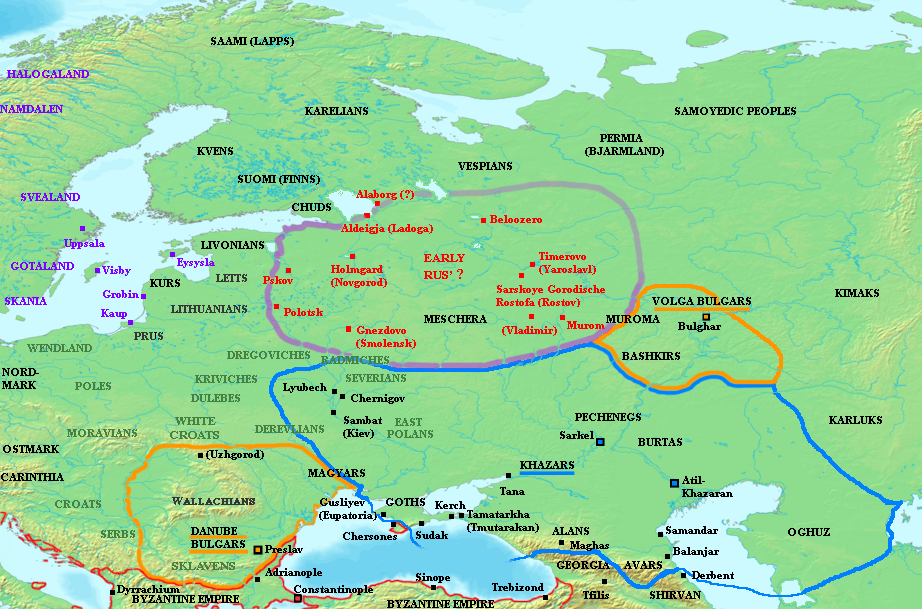
Ziemie rosyjskie w połowie IX wieku. Barwą czerwoną oznaczono najstarsze grody ruskie – obszary te stanowią kolebkę państwowości ruskiej. Linią niebieską oznaczono granice Kaganatu Chazarskiego. Ruś toczyła z Chazarami w IX w. wiele wojen i wyparła ich ostatecznie w X wieku z terytoriów dzisiejszej Ukrainy i południowej Rosji

Przez terytoria ruskie przebiegały szlaki handlowe łączące kraje Morza Bałtyckiego z Bizancjum i Bliskim Wschodem (tzw. szlak „od Waregów do Greków” i „szlak sarmacki”). Wyprawy handlowe Dnieprem, Wołgą, Donem i innymi rzekami zetknęły podróżujących tędy kupców i Waregów z plemionami słowiańskimi.
Pierwszymi historycznymi władcami ruskimi byli prawdopodobnie Waregowie (m.in. Ruryk i Oleg Mądry), którzy zgodnie z istniejącymi przekazami przybyli na ziemie ruskie w IX wieku. Przybycie Ruryka do Nowogrodu Wielkiego w 862 roku uważa się za symboliczny początek historii Rosji. Ruryk zdołał skupić pod swymi rządami część Waregów, plemion wschodniosłowiańskich (Słowienie, Krywicze i Połoczanie) oraz plemion ugrofińskich (Czudź, Weś, Meria, Muroma i Mieszczera) i stworzył fundamenty państwa ruskiego, tzw. Rusi Nowogrodzkiej. Ruryk był także założycielem dynastii Rurykowiczów, która sprawowała rządy w Rosji do 1598 roku.
Z czasem część drużyny Ruryka (m.in. Askold i Dir) oddzieliła się od niego i udała się w dół Dniepru, opanowując podległe Chazarom państwo Polan z ich największym grodem Kijowem. Wyprawa następcy Ruryka, księcia nowogrodzkiego Olega Mądrego na Kijów (882) doprowadziła do zjednoczenia północnych i południowych księstw ruskich oraz powstania Rusi Kijowskiej. Była ona początkowo luźnym związkiem księstw, które do 2. połowy X wieku zachowały szeroką autonomię. Oleg z przyczyn geopolitycznych przeniósł swą siedzibę z Nowogrodu Wielkiego do Kijowa, jednakże do końca XII wieku Nowogród pozostawał największym miastem ruskim. Książęta kijowscy Oleg (panujący do 912 lub 922) i Igor Rurykowicz (panujący w latach 912/922–945) podpisali z Bizancjum układy handlowe, zapewniając krajowi zyskowny handel.
Rządząca w latach 945–957 księżna Olga scentralizowała państwo i stworzyła podstawy trwałego porządku administracyjnego. Kolejny władca, syn Olgi, Światosław I podejmował odległe wyprawy wojenne, docierając na Krym, Kaukaz i na Bałkany. Światosław toczył m.in. liczne wojny z Chazarami, doprowadzając ok. 969 r. do ostatecznego upadku Kaganatu Chazarskiego. Ożeniony z siostrą cesarza bizantyjskiego Anną książę Włodzimierz I w 988 roku przyjął chrzest i uczynił z chrześcijaństwa wschodniego rytu oficjalną religię państwową.
Panujący w latach 1019–1054 Jarosław Mądry umocnił pozycję Cerkwi prawosławnej na Rusi. Ustanowione przez niego zasady dziedziczenia tronu książęcego w oparciu o regułę senioratu nie zapobiegły rozbiciu jedności politycznej kraju.

### Rozbicie dzielnicowe Rusi

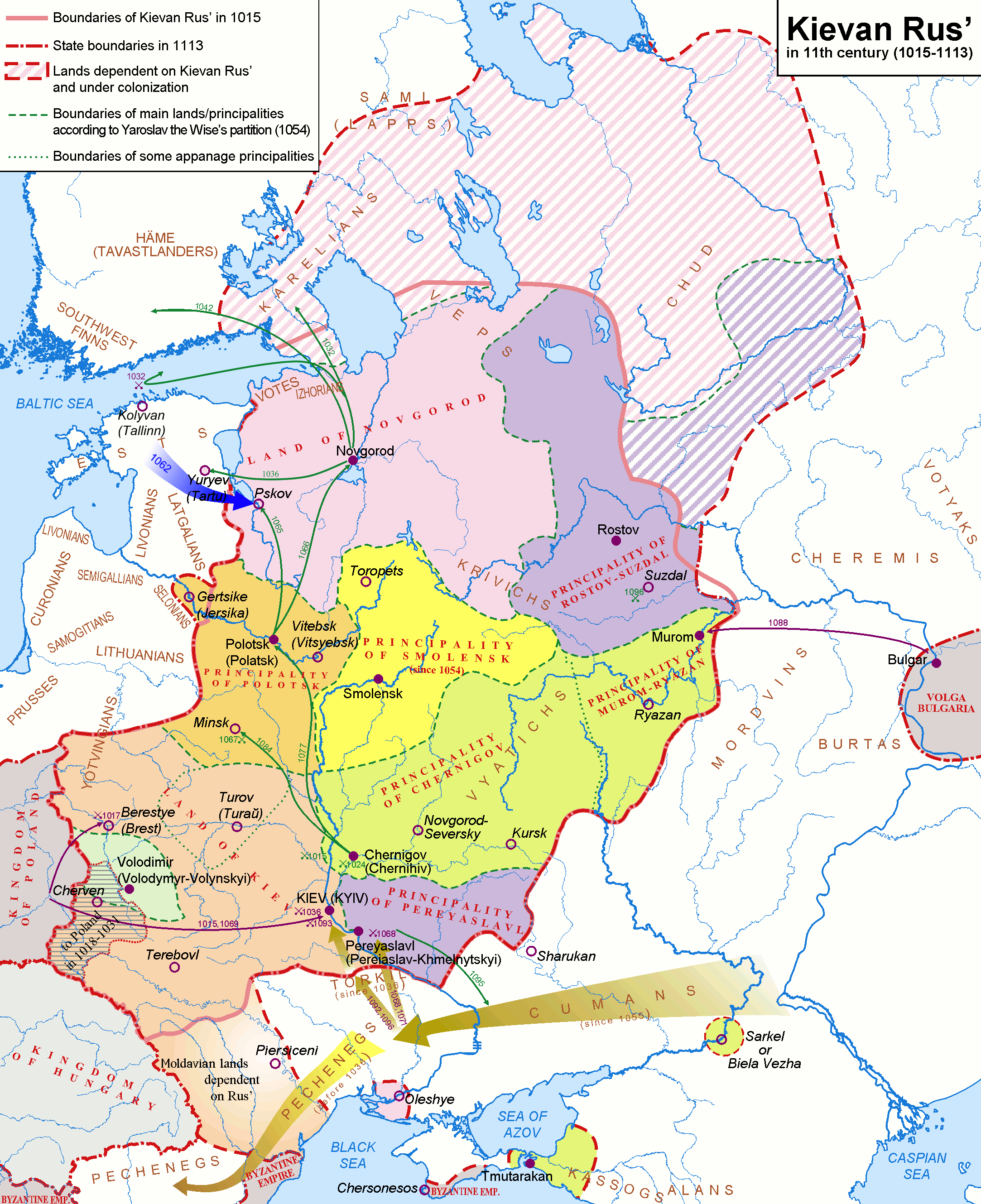
Ruś w XI wieku (1015–1113)

W XI wieku Ruś Kijowska podzieliła się na konkurujące ze sobą dzielnice. Na północy powstała Republika Nowogrodzka, na północnym zachodzie Księstwo połockie, na południowym zachodzie księstwo wołyńskie. W centralnej części powstały księstwa: Kijowskie, Turowskie i Smoleńskie, na północnym wschodzie księstwa rostowskie i muromskie, na południowym wschodzie: czernihowskie, perejasławskie i tmutarakańskie. Z czasem podział ten uległ jeszcze większemu rozdrobnieniu, przy czym książęta, którym udało się zawładnąć Kijowem byli w hierarchii feudalnej wyżej postawieni od pozostałych książąt i posługiwali się tytułem wielkiego księcia. W przeciągu lat 1054–1224 na Rusi wydzielono 64 księstwa, 293 książąt usiłowało zasiąść na tronie, a ich polityka doprowadziła do wybuchu 83 wojen domowych. Władcy księstw czernihowskiego, halicko-wołyńskiego i włodzimierskiego podjęli próby scalania ziem ruskich pod swoimi berłami.
W 1169 roku książę włodzimierski Andrzej Bogolubski opanował Kijów, uzyskując tym samym tytuł wielkiego księcia. Odmiennie od większości swoich poprzedników, nie przeniósł do tego miasta swej stolicy, lecz po opanowaniu Kijowa osadzał tam podległych sobie książąt. Centrum swego państwa pozostawił Włodzimierz, który odtąd stał się stolicą wielkiego księstwa i przejął dominującą rolę Kijowa.

### Podboje tatarskie i litewskie
W latach 1237–1240 Złota Orda tatarska pod wodzą Batu-chana podbiła wszystkie ziemie ruskie z wyjątkiem księstw Połockiego i Pińskiego. Tatarzy nie przejęli bezpośrednich rządów w podbitych księstwach, zadowolili się każdorazowym zatwierdzaniem kandydata do tronu książęcego we Włodzimierzu, który z kolei pełnił funkcje zwierzchnie nad resztą książąt i miał prawo zwracania się o pomoc do chana. W 1299 roku podczas wojny pomiędzy chanami złotoordyjskimi Toktą i Nogajem metropolita Maksym przeniósł swą siedzibę z Kijowa do Włodzimierza, w wyniku czego miasto to stało się zarówno głównym ośrodkiem politycznym, jak i religijnym Rusi.
Korzystając z rozbicia dzielnicowego i osłabienia Rusi walkami z Tatarami, Litwa, w latach 1240–1392 podbiła większość zachodnich księstw ruskich, a samo państwo litewskie szybko uległo rutenizacji. Jako pierwsze zostały podbite i przyłączone do Litwy ziemie dzisiejszej Białorusi – księstwa Połockie i Pińskie. Po klęsce poniesionej przez Księstwo Kijowskie w bitwie z wojskami litewskimi nad Irpieniem (1320) Kijowszczyzna stała się zależna od Litwy, a w 1362 roku bezpośrednio do niej wcielona. Z inicjatywy książąt litewskich Rurykowicze kijowscy zostali pozbawieni władzy, po czym emigrowali do Riazania. W wyniku wojny polsko-litewskiej (1340–1392) zostało zlikwidowane Księstwo halicko-wołyńskie, a jego terytorium rozdzielone pomiędzy Polskę i Litwę.
W okresie panowania tatarskiego i litewskiej ekspansji wodzem dużej rangi i zręcznym politykiem okazał się książę nowogrodzki Aleksander Newski. W 1240 roku pokonał Szwedów (bitwa nad Newą), w 1242 roku inflancką gałąź zakonu krzyżackiego (bitwa na jeziorze Pejpus) i w 1245 roku rozbił wojska litewskie. W 1252 roku otrzymał od chana Sartaka tron włodzimierski, a wraz z nim zwierzchnictwo nad wszystkimi księstwami ruskimi.

### Księstwo Moskiewskie

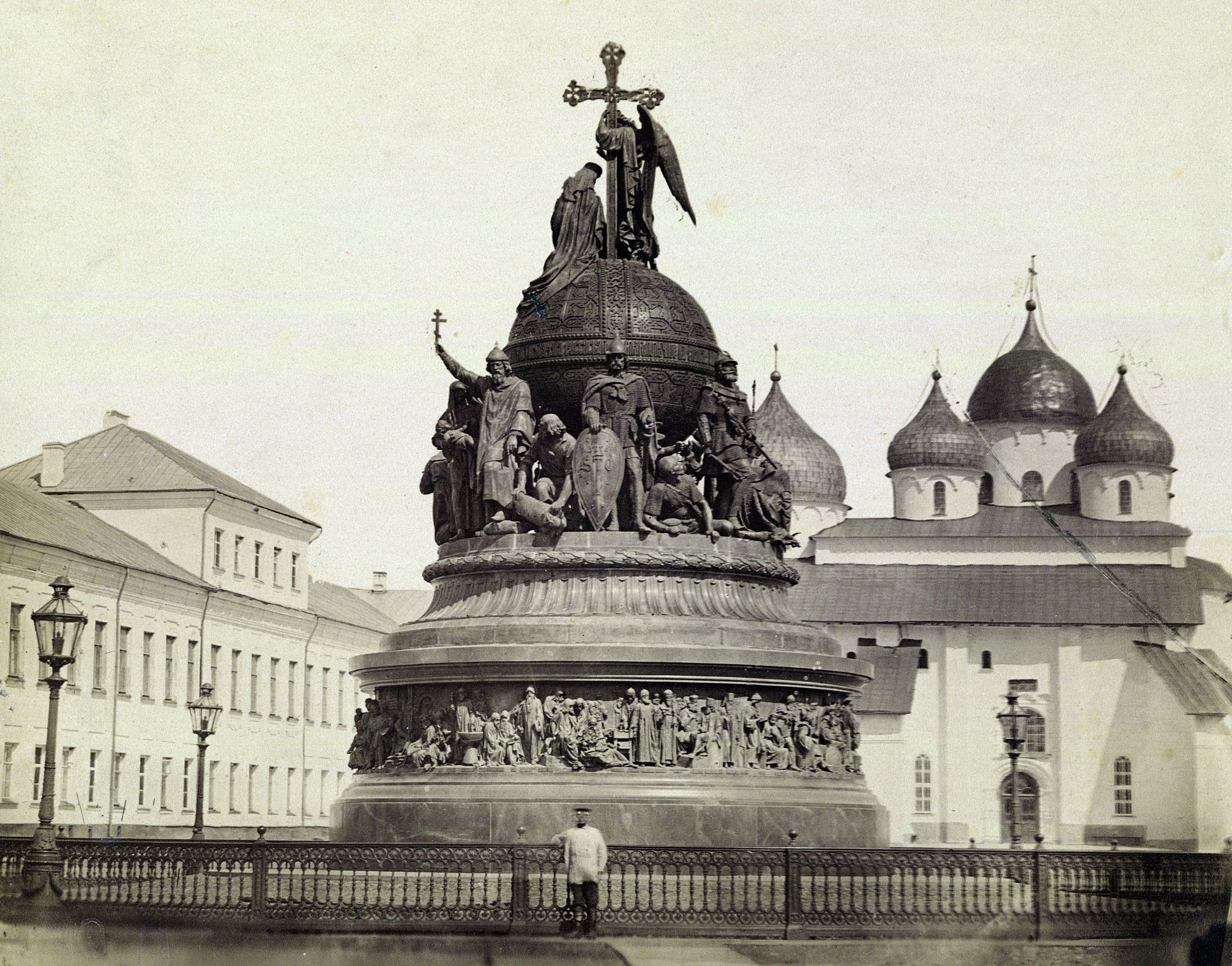
Tysiąclecie Rosji; przybycie Ruryka do Nowogrodu Wielkiego w 862 uważa się za początek historii Rosji

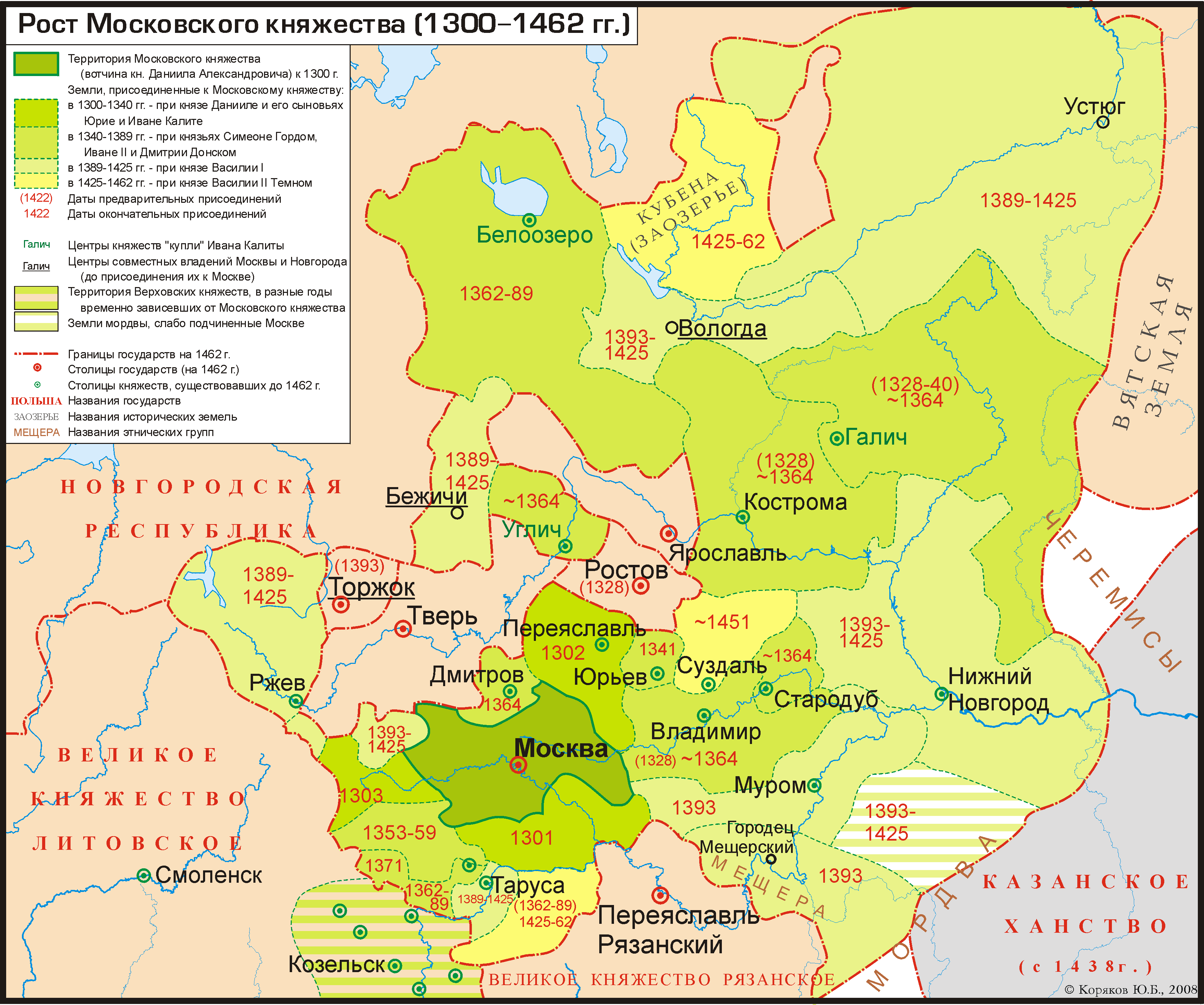
Rozwój terytorialny Księstwa Moskiewskiego (1300–1462)

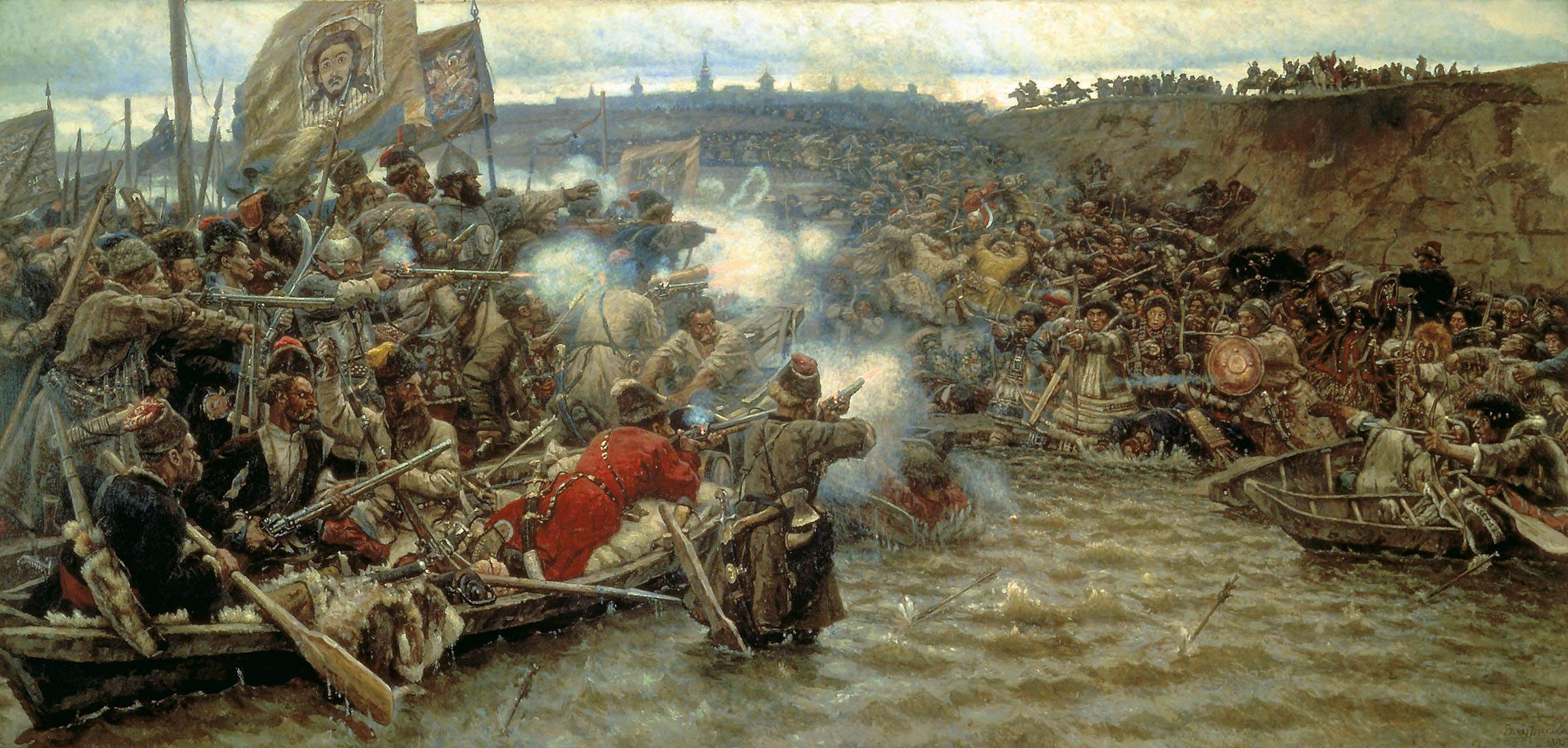
Kozacy pod wodzą Jermaka zdobywają Syberię – obraz pędzla Wasilij Surikowa z 1895 r., Muzeum Rosyjskie w Sankt Petersburgu

Z walk o sukcesję po Aleksandrze Newskim zwycięsko wyszło niewielkie wówczas Księstwo Moskiewskie, w którym od 1263 roku zasiadał na tronie najmłodszy syn Aleksandra, Daniel, założyciel moskiewskiej linii Rurykowiczów.
W 1325 roku metropolita Piotr przeniósł siedzibę metropolitów z Włodzimierza do Moskwy. Syn Daniela Iwan I Kalita pokonał w 1328 roku przy pomocy Tatarów najgroźniejszego z rywali do tronu włodzimierskiego, księcia twerskiego Aleksandra i w tym samym roku zyskał panowanie we Włodzimierzu. W 1328 roku Kalita przeniósł stolicę swego państwa z Włodzimierza do rodzimej Moskwy, dając początek Wielkiemu Księstwu Moskiewskiemu. Nadal jednak władcy moskiewscy (do końca XIV wieku) najpierw obejmowali władzę we Włodzimierzu i tytułowali się najprzód wielkimi książętami włodzimierskimi.
Wnuk Kality Dymitr Doński w bitwie na Kulikowym Polu (1380) pokonał Tatarów, co stało się początkiem upadku Złotej Ordy na Rusi. Wraz z osłabieniem pozycji Tatarów znaczenia nabrały zjednoczeniowe dążenia książąt moskiewskich. Na przeszkodzie ich realizacji stanęła rozwijająca się potęga Wielkiego Księstwa Litewskiego (pozostającego od 1386 roku w unii personalnej z Polską), pod którego wpływami znalazły się dawne zachodnie ziemie Rusi Kijowskiej.

#### Zjednoczenie ziem ruskich
W 1462 roku tron moskiewski objął Iwan III Srogi, który w znacznej mierze zjednoczył kraj, wcielając do rządzonego przez siebie państwa: Jarosław (1463), Rostów (1474), Nowogród Wielki (1478) i Twer (1485). Korzystając z rozkładu Złotej Ordy, Iwan III wstrzymał całkowicie wypłacanie daniny i odparłszy tatarskie ataki odwetowe (1472 i 1480), ostatecznie uwolnił ziemie ruskie spod panowania Tatarów. W okresie tym nastąpiła również unifikacja prawa na Rusi. U podstaw nowego Sudiebnika Iwana III z 1497 roku legły m.in. Ruska Prawda (XI w.), dźwińska i biełozierska Ustawnaja gramota (1397, 1488) oraz pskowska i nowogrodzka Sudnaja gramota (1467, 1471).
Po upadku Konstantynopola (1453) Moskwa zyskała na znaczeniu jako spadkobierczyni Bizancjum, co podkreślić miało małżeństwo Iwana III z Zofią Paleolog (1472), bratanicą ostatniego cesarza bizantyńskiego Konstantyna XI Dragazesa, a także przejęcie bizantyjskiego dwugłowego orła jako herbu państwa oraz bizantyjskiego ceremoniału dworskiego. Aspiracje księstwa moskiewskiego sformułowano w tezie o Moskwie jako „trzecim Rzymie”. W 1478 roku Iwan III jako pierwszy władca posłużył się oficjalnie tytułem „cara całej Rusi”. Syn Iwana III, Wasyl III dokończył dzieło jednoczenia kraju, przyłączając do swego państwa: Psków (1510), Smoleńsk (1514) i Riazań (1521). Wielkie Księstwo Moskiewskie stało się wówczas jedynym niepodległym państwem ruskim, gdyż zachodnie księstwa ruskie zostały wcześniej wcielone do Litwy, Polski i w mniejszym stopniu innych krajów.

### Carstwo Rosyjskie

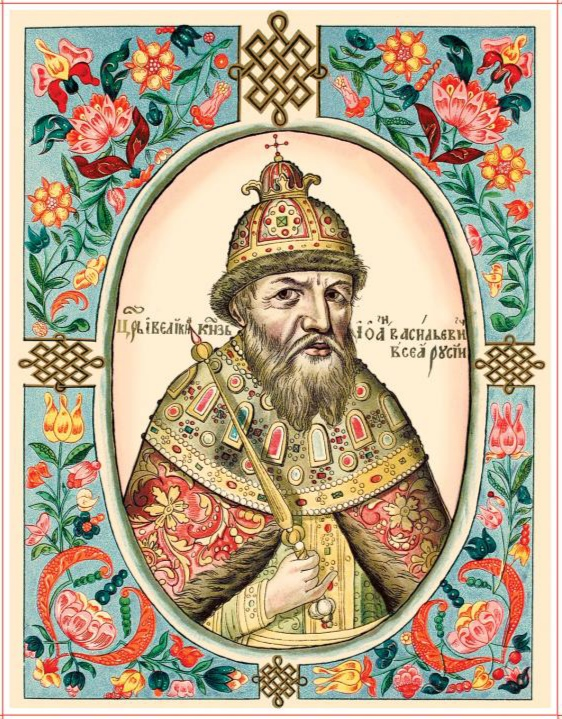
Car Iwan IV Groźny. Miniatura z Wielkiej Księgi Państwowej z 1672 r. Tytułu cara używał już Iwan III Srogi, jednak dopiero Iwan IV podniósł de facto państwo rosyjskie do rangi carstwa.

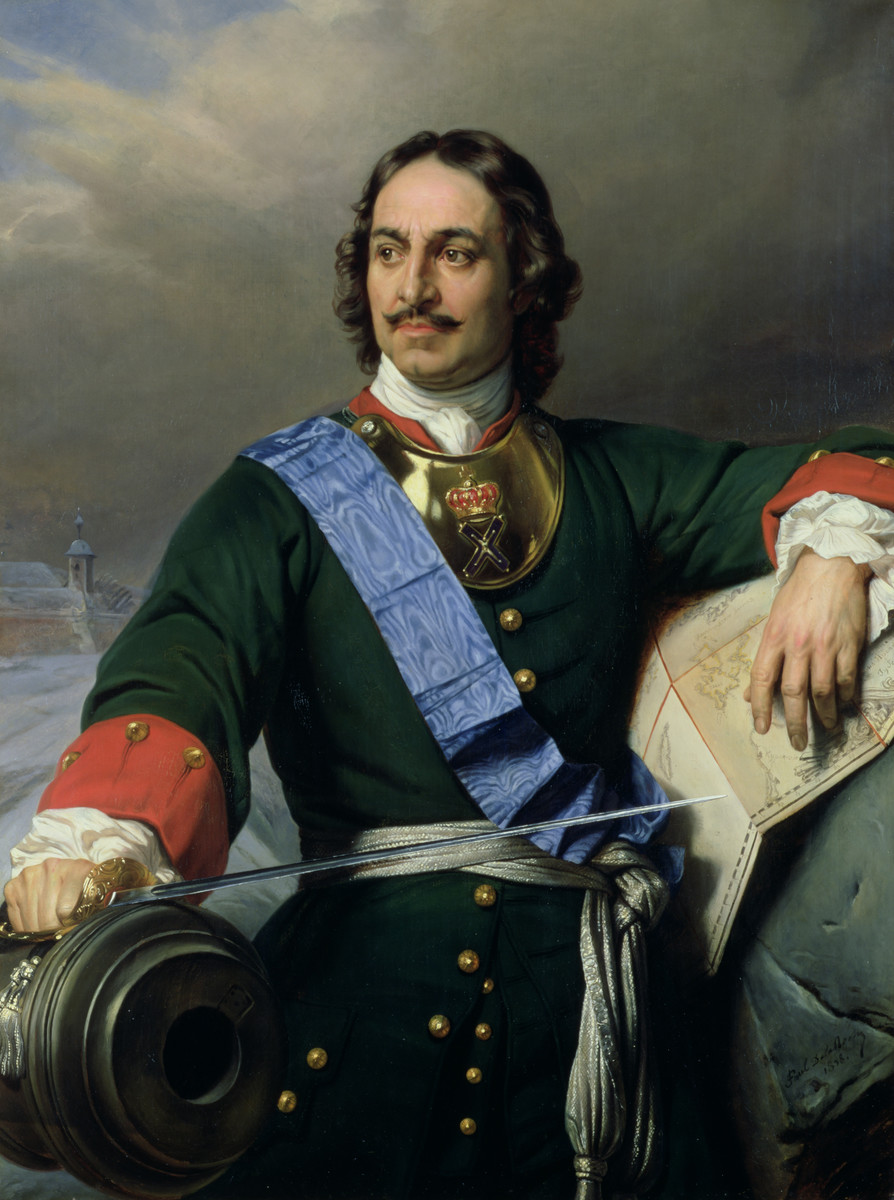
Piotr I Wielki – obraz pędzla Paula Delaroche z 1838. W 1721 Piotr I przyjął tytuł cesarza-imperatora, dając tym samym początek Imperium Rosyjskiemu

W 1547 roku odbyła się koronacja wielkiego księcia moskiewskiego Iwana IV Groźnego na „cara całej Rusi”, co doprowadziło do rozpoznania państwa moskiewskiego jako Carstwa Rosyjskiego na arenie międzynarodowej. Nazwa państwa miała wyrażać aspiracje zjednoczeniowe Wielkiego Księstwa Moskiewskiego i została oficjalnie uznana w 1554 przez Anglię, w 1576 przez Niemcy i dopiero w 1764 przez Polskę. Rządy Iwana Groźnego (1533–1584), mimo licznych reform wewnętrznych, wyniszczyły kraj. Szczególną rolę odegrała wprowadzona dla złamania opozycji bojarskiej tzw. oprycznina – spowodowała ona ruinę gospodarczą znacznych obszarów Rosji. Porażką zakończyła się toczona 1558–1582 walka o Inflanty i dostęp do Bałtyku. Odkrycie przez Richarda Chancellora Północnej Drogi Morskiej (1553) dało Rosji po raz pierwszy w historii możliwość bezpośredniego kontaktu z państwami zachodnimi. Podbój zachodniej Syberii przez Kozaków pod wodzą Jermaka Timofiejewicza (1582) zapoczątkował ekspansję rosyjską na wschód, która ostatecznie sięgnęła wybrzeży Pacyfiku, granic chińskich i objęła nawet część Ameryki Północnej. W 1648 roku Siemion Dieżniow dokonał odkrycia cieśniny dzielącej Amerykę i Azję.
Po śmierci Iwana IV regentem w imieniu niezdolnego jeszcze do sprawowania rządów Fiodora I został szwagier cara, Borys Godunow, który po śmierci Fiodora (1598) sam koronował się na cara. W 1589 roku metropolita Jow został staraniem Borysa Godunowa wybrany na pierwszego patriarchę Moskwy i całej Rusi i zatwierdzony na to stanowisko przez patriarchę Konstantynopola, Jeremiasza II, co doprowadziło do uniezależnienia się ruskiej Cerkwi prawosławnej. Rządy Borysa Godunowa nie zdołały odtworzyć zrujnowanej gospodarki kraju. Po jego śmierci (1605) zjawiska kryzysowe nasiliły się, wybuchła wojna domowa, nastał okres tak zwanej wielkiej smuty. Panujący szybko zmieniali się na tronie, kraj najeżdżany był często przez obce wojska – między innymi w 1610 roku wojska polskie Władysława IV Wazy zajęły i okupowały do 1612 roku Moskwę. Okres walki o władzę zakończył w 1613 roku wybór na tron carski Michała I, założyciela dynastii Romanowów.
Kolejni władcy umacniali swoją pozycję, wprowadzając stopniowo rządy absolutne. W Ułożeniu soborowym (1649), uchwalonym za panowania Aleksego I (1645–1676), ograniczono prawa bojarów na rzecz dworian oraz mieszczan i ustanowiono przywiązanie chłopów do ziemi. Niektóre formy poddaństwa i pańszczyzny były znane na Rusi od XI wieku, jednak dopiero w 2 połowie wieku XVI doszło do upowszechniania się renty feudalnej w środkowej Rosji. Stale rosnące obciążenia nakładane na chłopów i mieszczan prowadziły do niepokojów społecznych (zamieszki w 1648 w Moskwie, w 1650 w Nowogrodzie, powstanie chłopskie pod wodzą Stieńki Razina w latach 1670–1671). W 1682 roku car Fiodor III zniósł miestniczestwo, a w latach 1683–1684 zebrał się ostatni sobór ziemski. Reformy patriarchy Nikona stały się jedną z przyczyn rozłamu w Cerkwi prawosławnej i wyodrębnienia się tzw. staroobrzędowców.
W polityce zagranicznej Romanowowie kierowali się zasadą scalania ziem ruskich i aspirowali do roli opiekunów prawosławia. Dzięki decyzjom rady perejasławskiej i długoletniej wojnie z Rzecząpospolitą (1654–1667) Rosja zyskała panowanie nad wschodnią Małorosją z Kijowem. Trwałe włączenie się Rosji w dzieje europejskie przyniosła wielka wojna północna (1700–1721), która zakończyła dominację Szwedów w basenie Morza Bałtyckiego, a zarazem otworzyła Rosjanom możliwość nieskrępowanych kontaktów z Zachodem.

### Imperium Rosyjskie
W czasie panowania Piotra I Wielkiego, w 1703 r. przeniesiono stolicę kraju do nowo zbudowanego Petersburga, nad Bałtyk. W 1710 roku dzięki zwycięskiej wojnie ze Szwecją i pokojowi nysztadzkiemu (1721) Rosja zyskała szeroki dostęp do wybrzeża bałtyckiego (szwedzkie Inflanty, Estonię, Ingrię, część Karelii). W tym samym roku Piotr I przyjął tytuł cesarza-imperatora, co dało początek Imperium Rosyjskiemu. Piotr I prowadził politykę merkantylistyczną, wspierał rozwój miast, nauki i przemysłu. Za jego rządów wybudowano 233 zakłady, w tym ponad 90 wielkich manufaktur. Reformy i modernizacja państwa w dużej mierze oparte były na dopływie fachowców z zagranicy, np. na otwartej w 1725 roku Akademii Nauk większość wykładowców pochodziła z Niemiec. W latach 1718–1722 wprowadzono scentralizowany system administracji państwowej. Zreformowano Cerkiew, patriarchów zastąpił Świątobliwy Synod Rządzący, tj. kontrolowany przez państwo, kolegialny organ władzy. Poprzez wprowadzenie tzw. czynu, tj. 14-stopniowej tabeli rang urzędniczych, hierarchię społeczną oparto na pozycji w służbie państwowej. Za czasów Piotra I pogłębił się dualizm rosyjskiej struktury społecznej. Obok chłopów (warstwy dźwigającej wszelkie ciężary) i nielicznego mieszczaństwa, występowała warstwa uprzywilejowanej szlachty i duchowieństwa.
Śmierć Piotra I (1725) na długie lata osłabiła kraj. Dopiero panująca w latach 1762–1796 Katarzyna II przywróciła Rosji rolę mocarstwa. Zwycięskie wojny z Turkami i Chanatem Krymskim (1768–1774, 1787–1792) umożliwiły powstanie Noworosji i otworzyły szeroki dostęp do Morza Czarnego. Poprzez uczestnictwo w rozbiorach (1772, 1793, 1795) Rosja zyskała wschodnie ziemie Rzeczypospolitej. Katarzyna II przeprowadziła szereg reform, doprowadzając do polepszenia się sytuacji chłopów cerkiewnych, mieszczan, dworian i wzrostu populacji Rosji z ok. 20 do 35 mln mieszkańców. W latach 1762–1766 doprowadziła do sekularyzacji dóbr duchownych. Cerkwie i monastyry przeszły na utrzymanie państwa, a grunty cerkiewne użytkowane przez chłopów zostały przekazane im na własność. Chłopi z majątków cerkiewnych byli zwalniani z pańszczyzny, jednocześnie sytuacja chłopów z majątków szlacheckich uległa pogorszeniu i byli oni pozbawieni większości praw. W 1785 roku caryca wydała gramoty o przywilejach szlacheckich, prawach miejskich, oficjalnie ustanowiając stan mieszczański z własnym samorządem miejskim.

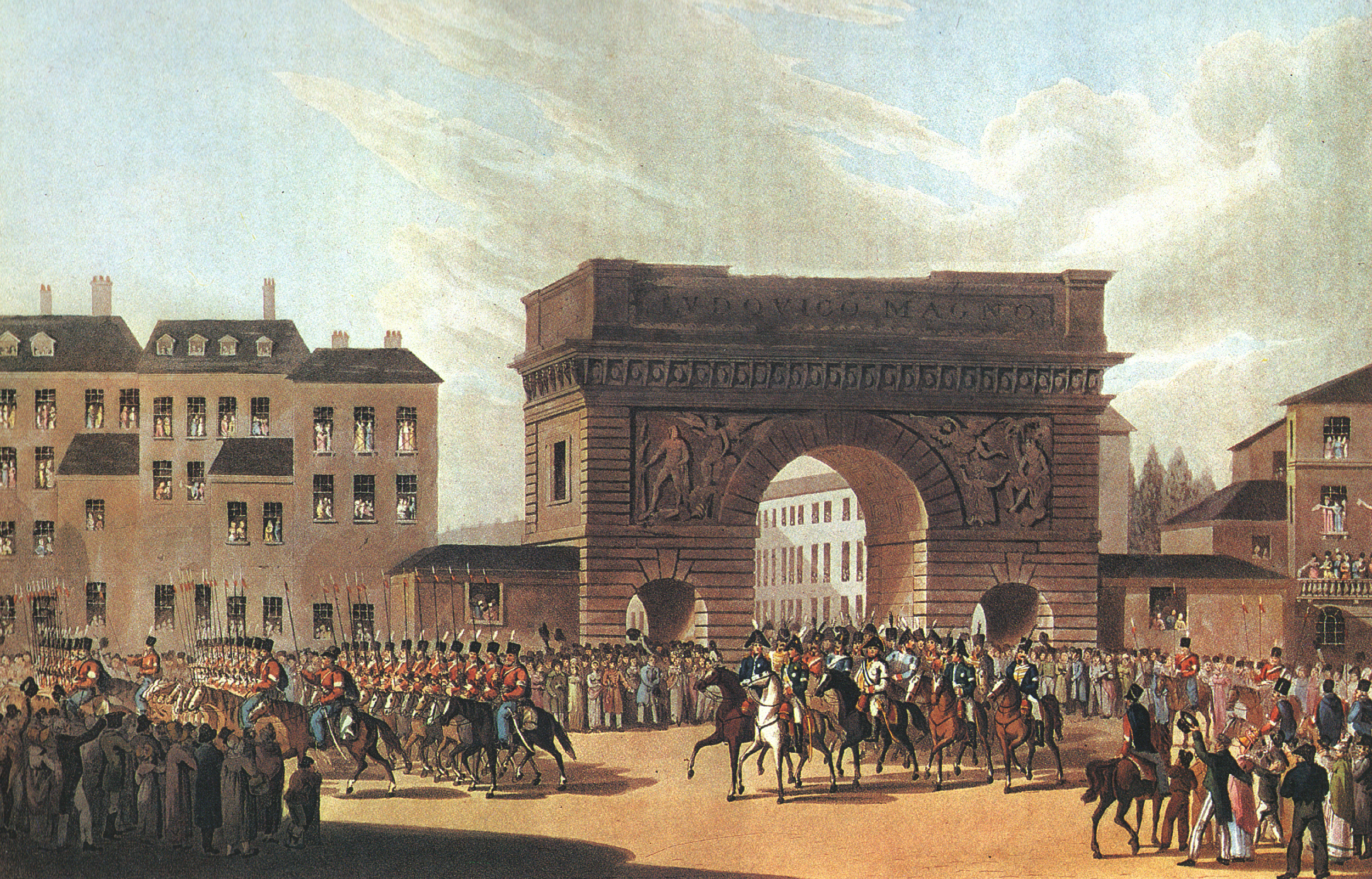
Wojska rosyjskie wkraczają do zdobytego Paryża, 1814 – na czele, na białym koniu car Aleksander I, obraz nieznanego artysty, Wszechrosyjskie Muzeum A.S. Puszkina

Panujący w latach 1796–1801 syn Katarzyny II Paweł I kontynuował politykę ekspansji, anektując w 1801 r. Gruzję. W 1797 r. car wydał Manifest ograniczający pańszczyznę w Rosji do 3 dni roboczych w tygodniu. Aleksander I, który w wyniku rewolucji pałacowej przejął władzę po niepopularnym wśród szlachty ojcu, dzięki pokonaniu Wielkiej Armii Napoleona w 1812 i zdobyciu Paryża w 1814 roku zapewnił Rosji dominującą pozycję w Europie. Z ziem odebranych Szwedom utworzył Wielkie Księstwo Finlandii (1809), dalej przyłączył do Rosji: Besarabię (1812), Dagestan i terytorium dzisiejszego Azerbejdżanu (1813). Na kongresie wiedeńskim (1815) Rosja zainicjowała powstanie Świętego Przymierza, którego celem miało być zachowanie istniejącego porządku europejskiego, w szczególności tłumienie ruchów liberalnych. Za panowania Mikołaja I (1825–1855), po pacyfikacji powstania dekabrystów (1825), powstania listopadowego w Polsce (1830), powstania węgierskiego (1849), Rosja zyskała przydomek „żandarma Europy”. Porażka w wojnie krymskiej (1853–1856) z siłami imperium brytyjskiego, osmańskiego, francuskiego i innych krajów przyniosła utratę przez Rosję pozycji hegemona w Europie.
Aleksander II (panujący w latach 1855–1881) przeprowadził w 1861 roku uwłaszczenie chłopów (na terenie Królestwa Polskiego dopiero w 1864 r. jako bezpośrednie następstwo powstania styczniowego). Za jego rządów wprowadzono ponadto samorząd ziemski, rozwinięto samorząd miejski, uregulowano sprawy sądownictwa i tryb pełnienia służby wojskowej, złagodzono cenzurę.
W polityce zagranicznej Rosja kontynuowała ekspansję na wschód (1860 – założenie Władywostoku, uznanie przez Chiny granic na Amurze i Ussuri). W Azji środkowej Rosja zajęła tereny do granicy z Iranem i Afganistanem. Na Kaukazie trwający od 1817 roku opór przeciwko Rosjanom został ostatecznie złamany w roku 1859, wraz ze stłumieniem powstania pod wodzą Imama Szamila.

Imperium Rosyjskie w czasie największego rozwoju terytorialnego w 1866 r. – barwa jasnozielona oznacza terytoria zależne

W 1866 roku Rosja była najrozleglejsza w swojej historii i trzecim co do wielkości państwem w dziejach ludzkości.
Wojna francusko-pruska (1870–1871) dała Rosji możliwość wyzwolenia się z klauzul traktatu paryskiego (1856), krępujących jej swobodę na Morzu Czarnym. Walka o dostęp do dróg morskich i tendencje panslawistyczne skierowały w latach 70. XIX wieku zainteresowanie Rosji w kierunku Bałkanów, co w rezultacie doprowadziło do wybuchu wojny rosyjsko-tureckiej (1877–1878) i wyzwolenia narodów bałkańskich spod panowania tureckiego.
W polityce wewnętrznej wyraźnie dały znać o sobie rosnące problemy społeczne. Pojawił się wpływowy, biorący w obronę chłopów ruch narodników – początkowo idealistyczno-reformatorski, od 1879 r., tj. od utworzenia Narodnej Woli, ewoluował w kierunku rewolucyjnego terroryzmu. Jego ofiarą padł w 1881 roku car Aleksander II.

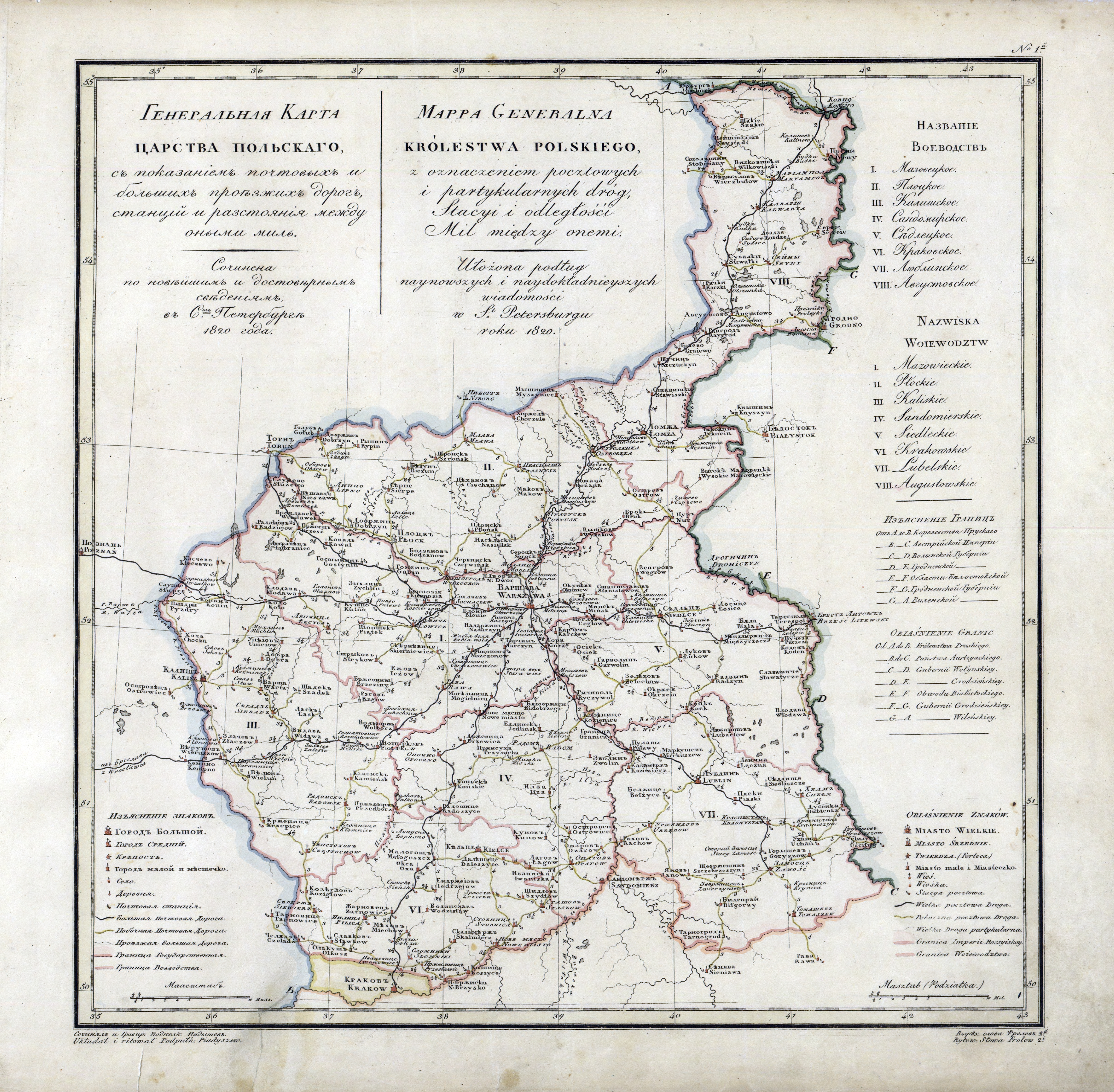
Mapa Generalna Królestwa Polskiego z 1820 r. sporządzona w dwóch językach urzędowych Królestwa – polskim i rosyjskim

Aleksander III (panujący w latach 1881–1894) wzmógł stosowane przez państwo środki represji. Prześladowania dotknęły nie tylko radykalnych rewolucjonistów, zaostrzyły się także m.in. formy rusyfikacji stosowane w Polsce, guberniach nadbałtyckich i Finlandii. W polityce zagranicznej Rosja utrzymywała sojusz z Niemcami i Austro-Węgrami, wzmogła ekspansję gospodarczą na Daleki Wschód.
Rywalizacja o wpływy w Mandżurii i Korei doprowadziła do wybuchu wojny rosyjsko-japońskiej (1904–1905) i zaostrzenia stosunków z Wielką Brytanią. Na Bałkanach Rosja poniosła dyplomatyczną klęskę utraciwszy wpływy w Bułgarii, która związała się z Austro-Węgrami. W konflikcie Austro-Węgier z Serbią (28 VII 1914) Rosja poparła Serbię pochopnie, ogłaszając (31 VII 1914) mobilizację generalną, co skłoniło Niemcy do wypowiedzenia wojny Rosji (1 VIII 1914). Lokalny konflikt Austro-Węgier z Serbią zmienił się wkrótce w I wojnę światową, która doprowadzić miała do upadku carskiej Rosji. Genezą przyszłego upadku były nawarstwiające się, nierozwiązane konflikty społeczne.
Od lat 90. XIX w. przy pomocy pożyczek zagranicznych realizowano program przyspieszonej industrializacji kraju. W wielkich ośrodkach przemysłowych, w miastach stołecznych i na południu Ukrainy pojawiła się nowa klasa najemnych pracowników przemysłowych. Do 1913 roku liczebność proletariatu wzrosła do ok. 3 mln osób, tj. podwoiła się w stosunku do 1890 roku, a jego nastroje coraz bardziej się radykalizowały. W rolnictwie wytwarzającym przeszło połowę dochodu kraju i dostarczającym głównie towarów eksportowych (zboża, bydła, drewna) także wystąpiły zjawiska prowadzące do zaostrzenia sytuacji społecznej. Konieczny do finansowania wzrostu gospodarczego przyrost eksportu realizowano poprzez drastyczne ograniczenie konsumpcji wewnętrznej, co prowadziło do pogłębiania się ubóstwa szerokich rzesz chłopów. Rosnący niedostatek powodował masowe migracje biedoty wiejskiej do miast. Zapoczątkowana w 1906 roku przez premiera Piotra Stołypina reforma agrarna, wskutek zamachu na niego (1911) i wybuchu I wojny światowej, została przerwana. Radykalizacja nastrojów społecznych sprzyjała tworzeniu się nielegalnych organizacji o charakterze rewolucyjnym. W 1897 roku powstała w Rosji żydowska organizacja socjaldemokratyczna – Bund. W 1898 roku w Mińsku powołano Socjaldemokratyczną Partię Robotniczą Rosji, w oparciu o tradycje narodnickie w 1901 roku powstała partia socjalistów-rewolucjonistów (eserowcy).

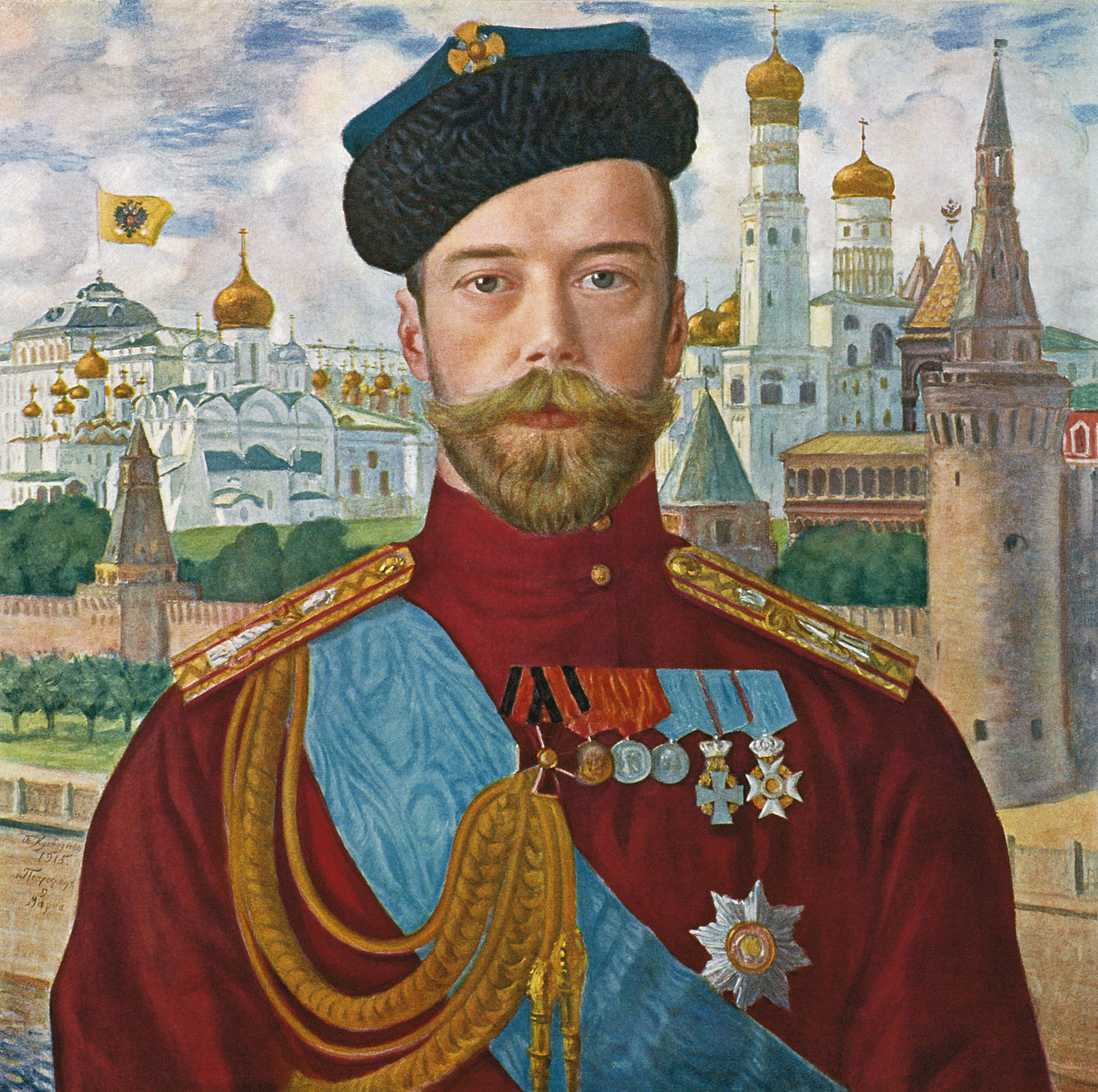
Car Mikołaj II Romanow

Agitacja podziemnych grup rewolucyjnych i nabrzmiałe problemy społeczne spowodowały wybuch rewolucji w 1905 roku. Wydany przez cesarza Mikołaja II pod wpływem strajku generalnego manifest (30 X 1905) zapowiadał zaprowadzenie praw obywatelskich: prawa do zgromadzeń, wolności słowa, wolności prasy, prawa do zrzeszania się. Powołano również organ przedstawicielski (Dumę) o uprawnieniach ustawodawczych. Reformy cesarskie w pełni zaspokajały żądania rewolucyjnych liberałów (kadetów i oktiabrystów), późniejsze zamieszki wybuchły z inspiracji bolszewików (powstanie w Moskwie w grudniu 1905) bądź pojawiały się samorzutnie.

#### Upadek caratu
Obciążenia gospodarcze i techniczne Rosji w związku z I wojną światową przerastały możliwości kraju. Poniesione w 1915 roku porażki zmusiły armię rosyjską do wycofania się z Królestwa Polskiego, guberni grodzieńskiej, wileńskiej, kowieńskiej, kurlandzkiej i innych obszarów. Działania rewolucjonistów, niepowodzenia wojskowe i grożąca katastrofa gospodarcza doprowadziły do upadku monarchii. Masowa demonstracja w Piotrogrodzie w 1917 roku przerodziła się w ogólnokrajowe powstanie robotników i żołnierzy (rewolucja lutowa), które spowodowało abdykację Mikołaja II. Na czele państwa stanął Rząd Tymczasowy pod przewodnictwem księcia Gieorgija Lwowa.
Możliwości działania rządu były ograniczone wskutek nacisków wywieranych przez Piotrogrodzką Radę Delegatów Robotniczych i Żołnierskich, rezultatem sporów stało się tzw. dwuwładztwo w kraju. W ogłoszonych przez Włodzimierza Lenina tak zwanych tezach kwietniowych znalazł się postulat przekazania pełni władzy radom robotniczym i żołnierskim. Żądanie to przygotowało grunt pod rewolucję październikową, w wyniku której obalony został Rząd Tymczasowy, a całą władzę przejęli bolszewicy. W 1918 roku uchwalono konstytucję Rosyjskiej Federacyjnej Socjalistycznej Republiki Radzieckiej (RFSRR), w której rolę decydującej siły politycznej zagwarantowali sobie bolszewicy.
W Cerkwi prawosławnej zniesiono w 1917 roku Świątobliwy Synod Rządzący, przywracając godność patriarchy.

### Związek Radziecki

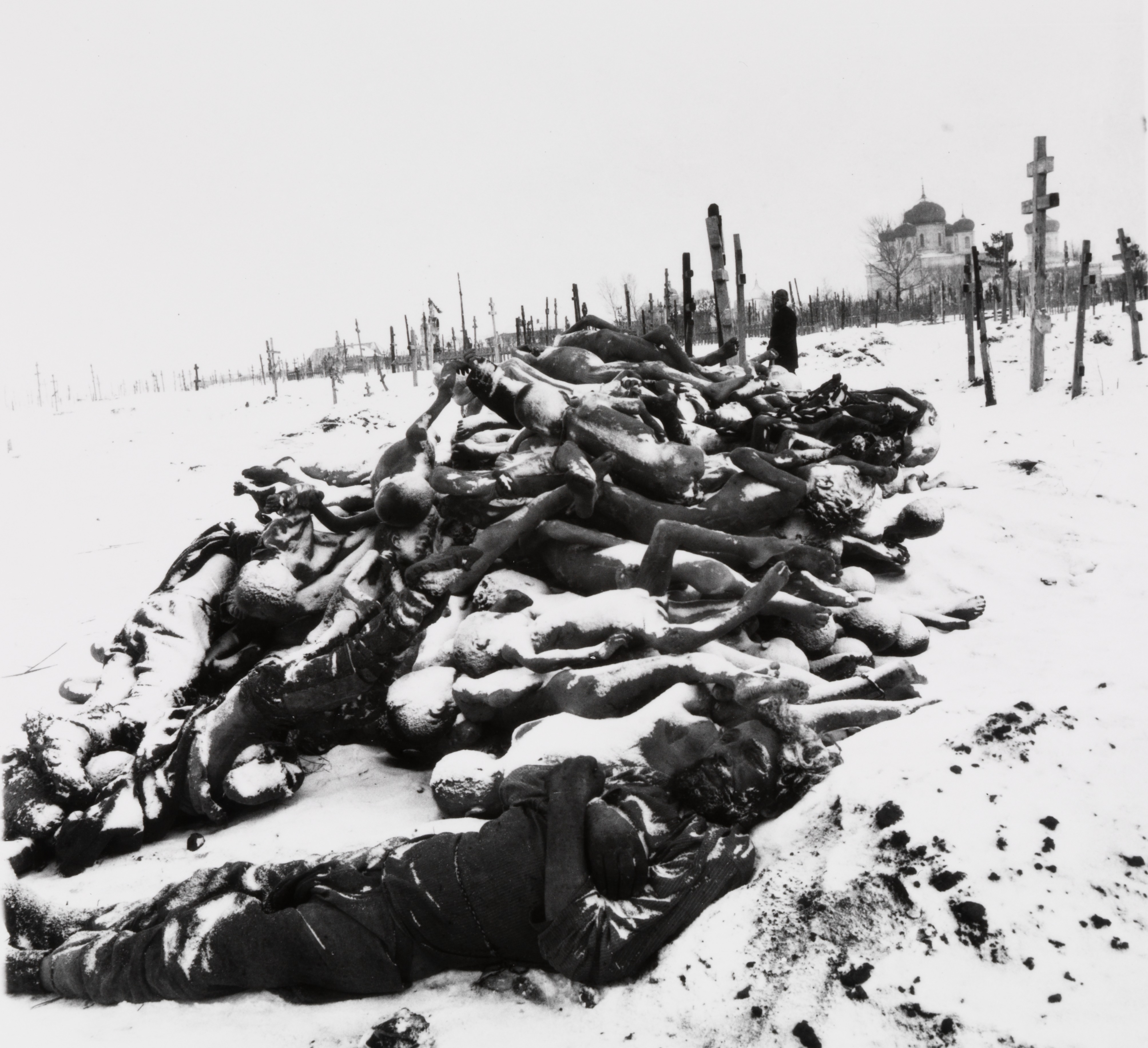
Klęska głodu w Rosji 1920–1921

Podczas wojny domowej (1917–1923) mocarstwa zachodnie rozpoczęły serię interwencji zbrojnych w Rosji w celu uniemożliwienia przejęcia władzy przez komunistów, co doprowadziło do jeszcze większej eskalacji konfliktu i nasileniu się tzw. „białego”, jak i „czerwonego terroru”. Bolszewicy mimo wszystko złamali opór eserowców, mienszewików oraz pokonali białe armie i interwencyjne siły Ententy. Na mocy postanowień traktatu brzeskiego zawartego z państwami centralnymi i kończącego I wojnę światową, Rosja straciła: Ukrainę, Polskę, gubernie nadbałtyckie i Finlandię. W wyniku I wojny światowej, wojny domowej oraz utraty części terytoriów dotychczasowe Imperium Rosyjskie straciło ok. 25 mln obywateli, a gospodarka i infrastruktura kraju legły w gruzach.
W przeciągu wojny domowej RFSRR razem z republikami radzieckimi: Ukrainy, Białorusi i Zakaukazia proklamowały w 1922 roku powstanie ZSRR. Rosyjska FSRR odgrywała rolę dominującą w przeciągu 74. letniej historii ZSRR. W Rosji jako największej republice związkowej żyła ponad połowa populacji radzieckiej. Po śmierci Lenina w 1924 roku całkowitą władzę w państwie przejął Józef Stalin. Rozpoczął on wprowadzać gospodarkę planową, szybką industrializację znacznych obszarów wiejskich i kolektywizację rolnictwa, co doprowadziło do transformacji ZSRR w potężny ośrodek gospodarczy w niewiarygodnie krótkim czasie. Zmiany te jednakże kosztowały życie 7–9 mln mieszkańców, którzy padli ofiarą okrutnej polityki.

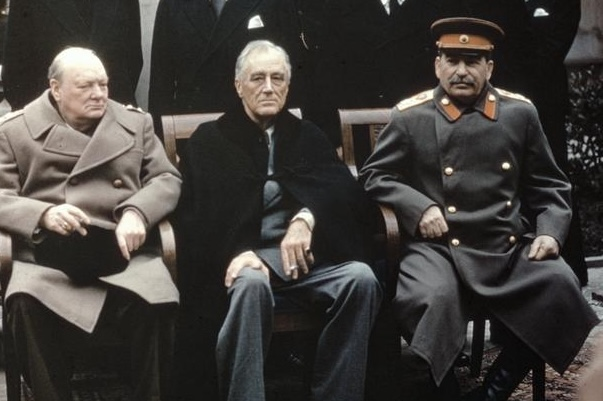
Wielka trójka: premier Wielkiej Brytanii Winston Churchill, prezydent USA Franklin Roosevelt i Stalin na Konferencji w Jałcie, luty 1945

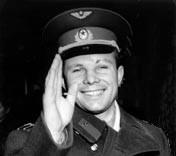
Pierwszy człowiek w kosmosie – Jurij Gagarin

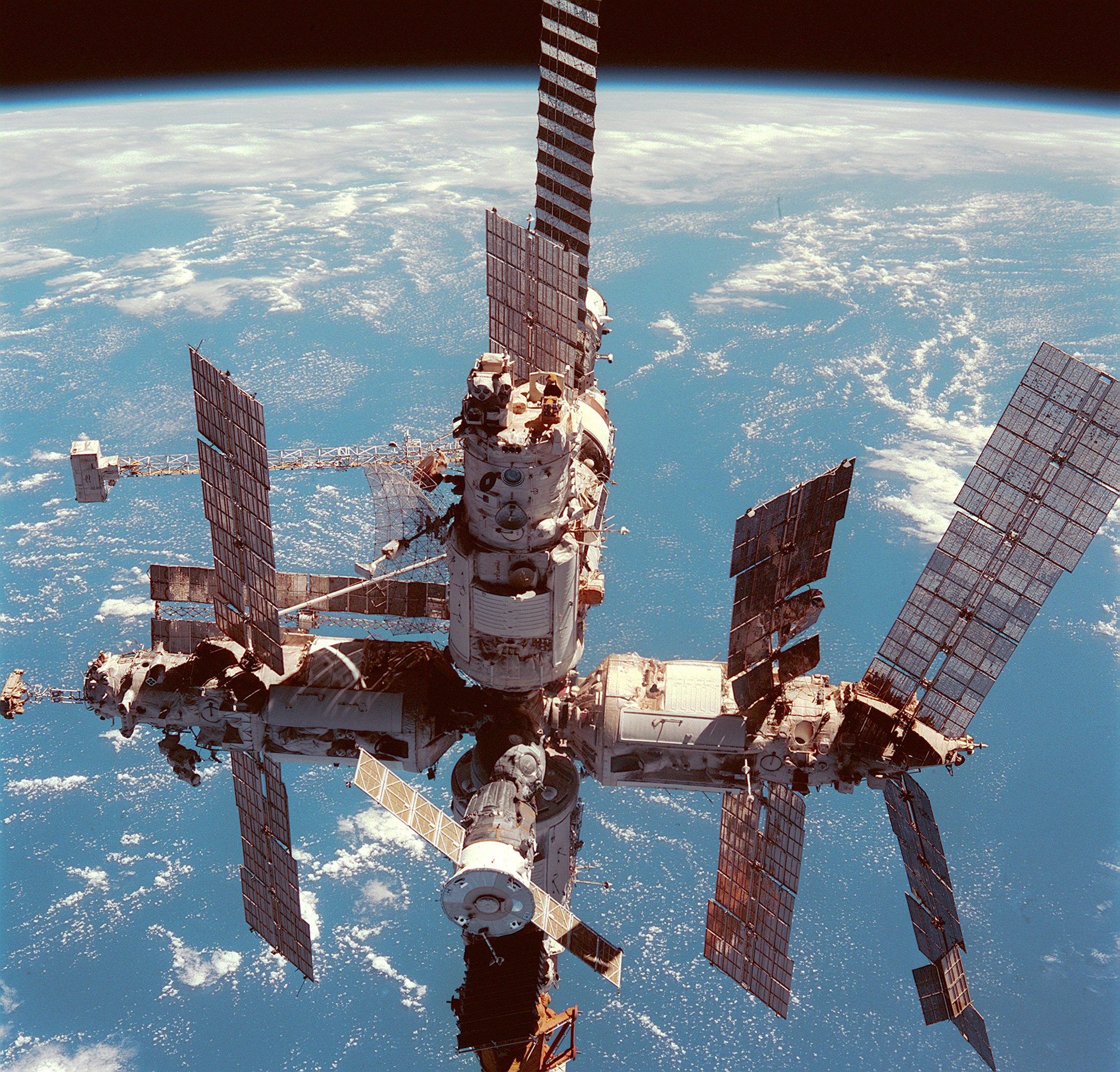
Radziecka i rosyjska stacja kosmiczna Mir (1998), największa konstrukcja, jaką zdołał zbudować człowiek w kosmosie do czasu powstania MSK

W wyniku zawarcia paktu Ribbentrop-Mołotow (1939) Finlandia, Estonia, Łotwa, Litwa, Polska i Besarabia zostały rozdzielone pomiędzy strefy wpływów ZSRR i III Rzeszy. W 1941 roku Niemcy wraz z sojusznikami napadły na Związek Radziecki, otwierając front wschodni w II wojnie światowej. Pomimo początkowych sukcesów wojska nazistowskie zostały zmuszone do odwrotu po bitwie pod Moskwą i poniosły klęskę w wielkiej bitwie o Stalingrad. W latach 1944–1945 Armia Czerwona zajęła Europę Wschodnią i w maju 1945 zdobyła Berlin. W wyniku wojny Związek Radziecki stracił 8,7–10,6 mln żołnierzy oraz 11–15,9 mln cywili. Działaniom wojennym towarzyszyły liczne zbrodnie, popełniane przez wszystkie strony konfliktu na ludności cywilnej i jeńcach wojennych. Choć w wyniku zniszczeń spowodowanych wojną gospodarka ZSRR była w znacznej mierze zrujnowana, Związek Radziecki stał się po wojnie jednym z dwóch supermocarstw światowych. Armia Czerwona okupowała niemal wszystkie kraje Europy Wschodniej, wraz ze wschodnią częścią Niemiec i Austrii. Prawie wszystkie zajęte przez Armię Czerwoną kraje stały się później satelitami ZSRR. W 1948 roku ZSRR stał się drugim po USA mocarstwem nuklearnym oraz zainicjował powstanie Układu Warszawskiego (1955) jako odpowiedzi na powstanie NATO (1949). W latach 50. ZSRR stał się również drugą po USA gospodarką na świecie. Rozpoczął się okres rywalizacji pomiędzy USA i ZSRR o hegemonię nad światem, nazywany zimną wojną.
Po śmierci Stalina radziecki przywódca Nikita Chruszczow skrytykował system polityczny wprowadzony przez swojego poprzednika i rozpoczął proces destalinizacji. Zlikwidowano gułagi, zwolniono i zrehabilitowano miliony więźniów. W okresie rządów Chruszczowa nasilający się konflikt pomiędzy USA i ZSRR osiągnął apogeum po tym, jak USA umieściły w Turcji, a ZSRR na Kubie pociski balistyczne uzbrojone w głowice jądrowe. W 1957 roku ZSRR wystrzelił pierwszego satelitę Sputnik 1, a w 1961 roku Jurij Gagarin został pierwszym człowiekiem w kosmosie, okrążając Ziemię na pokładzie statku kosmicznego Wostok 1.
W 1964 roku władzę przejął Leonid Breżniew. Trwający od lat 30. wzrost gospodarczy uległ pod koniec lat 50. zahamowaniu, co skłoniło władze do decentralizacji gospodarki i innych reform zapoczątkowanych w 1965 roku pod kierownictwem Aleksieja Kosygina. Mimo sukcesów i ponad 6% rocznego średniego wzrostu PKB reformy zostały wstrzymane na początku lat 70., w obawie przed utratą kontroli gospodarki. W 1979 roku ZSRR rozpoczął interwencję w Afganistanie, która nie przyniosła oczekiwanych sukcesów. Zarzucenie reform, sponsorowanie komunistycznych reżimów, partii i ruchów na całym świecie (m.in. Wietnam, Kuba), niskie ceny ropy naftowej, koszty wojny w Afganistanie i wyścigu zbrojeń spowodowały w 1980 roku kryzys gospodarczy. Nastąpiło odrodzenie ruchów religijnych, nacjonalistycznych i separatystycznych w wielu regionach ZSRR.
Sprawujący rządy w latach 1985–1991 Michaił Gorbaczow rozpoczął proces modernizacji kraju. Symbolami zmian stały się głasnost (jawność) i pieriestrojka (przebudowa). Zbyt późno i nieudolnie przeprowadzone reformy nie powstrzymały kryzysu i rozkładu państwa. 10 czerwca 1991 roku prezydentem RFSRR został Borys Jelcyn, który doprowadził do usunięcia komunistów z rządu ZSRR. 8 grudnia zawarto układ białowieski. Traktat ten głosił, że ZSRR jako podmiot prawa międzynarodowego i byt geopolityczny przestał istnieć, a na jego miejsce suwerenne już kraje powołują Wspólnotę Niepodległych Państw. 26 grudnia 1991 roku nastąpiło formalne rozwiązanie ZSRR.

### Federacja Rosyjska
Po 1990 roku doszło na Północnym Kaukazie do kilku konfliktów zbrojnych. Konflikty te przybierały formę powstań islamskich skierowanych przeciwko siłom federalnym, jak i walk pomiędzy poszczególnymi grupami etnicznymi i klanami. Od kiedy separatyści czeczeńscy ogłosili w 1991 roku niepodległość, doszło do dwóch wojen (I wojna czeczeńska, II wojna czeczeńska) pomiędzy różnymi grupami rebeliantów i wojskami rosyjskimi. Separatyści i islamiści czeczeńscy przeprowadzili liczne ataki terrorystyczne, m.in. w teatrze na Dubrowce i szkole w Biesłanie.
Wysoki deficyt budżetowy w 1997 roku oraz kryzys finansowy w Azji w 1998 roku doprowadziły do pogorszenia się sytuacji gospodarczej i gwałtownego spadku PKB w Rosji. 31 grudnia 1999 Borys Jelcyn zrezygnował z urzędu prezydenta, przekazując władzę w ręce premiera Władimira Putina, który w 2000 roku wygrał wybory prezydenckie. Putin zyskał popularność dzięki opanowaniu sytuacji w Czeczenii, choć na Północnym Kaukazie nadal dochodzi do incydentów zbrojnych. Wysokie ceny ropy naftowej, niski kurs rubla, rosnący popyt na rynku krajowym, konsumpcja i inwestycje państwowe umożliwiły szybki wzrost gospodarczy, poprawienie standardów życia w Rosji i częściową odbudowę wpływów na arenie międzynarodowej. Jednak w Azji Środkowej Rosja obecnie ustępuje pola Chinom. Według słów Dmitrija Trenina, jednego z najważniejszych politologów rosyjskich, wszystko jest tylko „na papierze”, bo za prawdziwą integrację regionu ktoś musiałby zapłacić, a sama Rosja płacić nie jest gotowa. Liczne reformy, wdrożone w okresie prezydentury Putina, zwłaszcza te wzmacniające struktury państwowe Rosji, zostały oznaczone przez niektóre państwa zachodnie jako „niedemokratyczne”. Rządy Putina doprowadziły do przywrócenia porządku, stabilności i rozwoju gospodarczego, co zapewniło mu ogromną popularność w Rosji.
W 2008 roku wybory prezydenckie w Rosji wygrał Dmitrij Miedwiediew, który dotychczas piastował urząd premiera. W 2012 roku wybory prezydenckie w Rosji wygrał ponownie Władimir Putin. Rosja dąży obecnie, razem z Kazachstanem, Białorusią i innymi krajami, do reintegracji gospodarczej i politycznej obszaru postradzieckiego, czego przykładem jest m.in. powołanie Euroazjatyckiej Unii Celnej. Wyraźnym trendem w obecnej polityce jest również zaciśnięcie współpracy z państwami BRICS. Głównymi celami grupy są: stworzenie nowego systemu walutowego, zwiększenie roli państw rozwijających się w światowych instytucjach finansowych i zreformowanie ONZ.
W 2014 roku Rosja wdała się w konflikt z Ukrainą, wspierając tam prorosyjskie ruchy separatystyczne, angażując się militarnie w wojnę w Donbasie oraz zajmując i anektując Krym. 21 lutego 2022 roku Rosja uznała niepodległość separatystycznych „republik ludowych” Donieckiej oraz Ługańskiej na wschodzie Ukrainy, a 3 dni później rozpoczęła zbrojną inwazję na ten kraj, celem zniszczenia jego państwowości oraz zaboru dalszych terytoriów.

## Demografia

### Statystyki demograficzne
| Ludność Rosji (w mln) | Ludność Rosji (w mln) | Ludność Rosji (w mln) | Ludność Rosji (w mln) |
| Rok | Ludność               | Rok                   | Ludność               |
| --- | --------------------- | --------------------- | --------------------- |
| 1500 | (ok. 6)               | 1991                  | 148,273               |
| 1600 | ok. 5 (11–14)         | 1993                  | 148,561               |
| 1722 | ok. 14                | 2000                  | 146,890               |
| 1815 | ok. 45                | 2005                  | 143,474               |
| 1897 | 125,64 (67,473)       | 2009                  | 141,904               |
| 1914 | 166,6–175,1           | 2010                  | 141,915               |
| 1926 | 100,891 (92,7)        | 2011                  | 142,865               |
| 1941 | 110,988               | 2012                  | 143,056               |
| 1946 | 97,547                | 2013                  | 143,347               |
| 1970 | 130,079               | 2014                  | 143,976               |
| 1985 | 142,539               | 2015                  | 146,394 (144,082)     |
| W nawiasach podano liczbę ludności w granicach Rosji z lat 1956–2014. Źródło: Pipes Richard, Rosja carów, Warszawa 2006. Oficjalne dane z radzieckich i rosyjskich spisów ludności |                       |                       |                       |
| Wykres liczby ludności Rosji w latach 1897–2010 |                       |                       |                       |
| Liczba ludności Rosji w latach 1897–2010 |                       |                       |                       |

W latach 1993–2009 występowało w Rosji zjawisko depopulacji. Liczba jej mieszkańców spadła z 148,6 mln na początku 1993 do 141,9 mln na początku 2009 roku. Przyczynami były zbyt niska stopa urodzeń, względnie niska oczekiwana dalsza długość trwania życia (związana z niskim poziomem opieki zdrowotnej, brakiem zdrowego trybu życia i alkoholizmem ludności) oraz niedostateczna liczba imigrantów. W 2010 po raz pierwszy od 16 lat zanotowano w Rosji przyrost ludności mimo nadal ujemnego przyrostu naturalnego, a w 2013 r. po raz pierwszy dodatni przyrost naturalny. Liczba mieszkańców wzrosła w 2014 do 143,7 mln, a na skutek przyłączenia Krymu i przyrostu naturalnego w 2015 r. do 146,3 mln.
Według Światowej Organizacji Zdrowia:
- Śmiertelność poniżej 5 roku życia (2006): w całej populacji 13 na 1000, u chłopców 15 na 1000, u dziewczynek 11 na 1000
- Śmiertelność dorosłych (15–60 lat, 2013): w całej populacji 232 na 1000, u mężczyzn 339 na 1000, u kobiet 126 na 1000
- Oczekiwane dalsze trwanie życia w zdrowiu osób w wieku 60 lat (2002): mężczyźni: 10,1 lat, kobiety 14,2 lat
- Liczba miejsc szpitalnych (2006): 97 na 10 000 mieszkańców.

| (2016)                            |                                                                                                  |
| Liczba ludności                   | 144,192,450 (2016, bez Republiki Krymu i Sewastopola; 146,519,759 razem z Krymem i Sewastopolem) |
| Ludność według wieku              |                                                                                                  |
| 0 – 14 lat                        | 16,7%                                                                                            |
| 15 – 64 lat                       | 69,8%                                                                                            |
| ponad 64 lata                     | 13,5% (2015)                                                                                     |
| Średnia wieku                     |                                                                                                  |
| całej populacji                   | 39,6 lat                                                                                         |
| mężczyźni                         | 36,7 lat                                                                                         |
| kobiety                           | 41,6 lat (2009)                                                                                  |
| Przyrost naturalny                | 0,3 osób/1000 mieszkańców (2015)                                                                 |
| Współczynnik urodzeń              | 13,3 urodzeń/1000 mieszkańców(2015)                                                              |
| Współczynnik zgonów               | 13,0 zgonów/1000 mieszkańców(2015)                                                               |
| Współczynnik migracji             | 1,69 migrantów/1000 mieszkańców (2014)                                                           |
| Ludność według płci               |                                                                                                  |
| przy narodzeniu                   | 1,06 mężczyzn/kobiet                                                                             |
| poniżej 15 lat                    | 1,05 mężczyzn/kobiet                                                                             |
| 15 – 64 lat                       | 0,93 mężczyzn/kobiet                                                                             |
| powyżej 64 lat                    | 0,46 mężczyzn/kobiet                                                                             |
| Umieralność noworodków            |                                                                                                  |
| w całej populacji                 | 7,53 śmiertelnych/1000 żywych (2010)                                                             |
| płci męskiej                      | 9,04 śmiertelnych/1000 żywych                                                                    |
| płci żeńskiej                     | 7,11 śmiertelnych/1000 żywych                                                                    |
| Oczekiwana długość życia          |                                                                                                  |
| w całej populacji                 | 71,39 lat (2015)                                                                                 |
| mężczyzn                          | 65,92 lat (2015)                                                                                 |
| kobiet                            | 76,71 lat (2015)                                                                                 |
| Rozrodczość                       | 1,777 (1,678 miasta i 2,111 wieś) urodzeń/kobietę (2015)                                         |
| Współczynnik dorosłych z HIV/AIDS | 1,2% (2008)                                                                                      |
| Liczba osób żyjących z HIV/AIDS   | 870 000 (2008)                                                                                   |
| Liczba zmarłych na HIV/AIDS       | 12 500 (2008)                                                                                    |

### Struktura etniczna
Zgodnie ze spisem ludności przeprowadzonym w 2021 największą grupą etniczną Rosji są Rosjanie należący do Słowian wschodnich. Rosję zamieszkuje ich blisko 105,6 mln (71,73% całej populacji, 80,85% wszystkich osób, które zadeklarowały w spisie swoją narodowość). W Rosji słowo Rosjanie (ros. rossijanie) jest używane do określenia wszystkich obywateli Rosji bez względu na przynależność etniczną, natomiast dla Rosjan w sensie etnicznym w języku rosyjskim stosowany jest termin „Russkije”. Dawniej etnicznych Rosjan nazywano też Wielkorusinami (ros. wielikorusy), gdyż zamieszkiwali nie tyle większą, co starszą część państwa, w przeciwieństwie do Małorusinów (dziś Ukraińców). Grupami etnicznymi w ramach narodu rosyjskiego są: Kamienszczycy, Kierżacy, Kołymczanie, Kozacy, Pomorcy i wiele innych.
| Lp. | Narodowość              | Liczba (2021) | % (2021) | % (2010) | % (2002) | Rosjanie na Syberii Tatarzy w tradycyjnych strojach Baszkirskie dzieci w tradycyjnych strojach Czuwaska dziewczyna w stroju XIX wieku | Osetyjczycy, Czerkiesi, Kabardyjczycy i Czeczeni w strojach ludowych Awarowie w tradycyjnych strojach Mordwini-Moksza w tradycyjnych strojach Dargijczycy |
| 1   | Rosjanie                | 105 579 179   | 80,85    | 80,90    | 80,64    | Rosjanie na Syberii Tatarzy w tradycyjnych strojach Baszkirskie dzieci w tradycyjnych strojach Czuwaska dziewczyna w stroju XIX wieku | Osetyjczycy, Czerkiesi, Kabardyjczycy i Czeczeni w strojach ludowych Awarowie w tradycyjnych strojach Mordwini-Moksza w tradycyjnych strojach Dargijczycy |
| 2   | Tatarzy                 | 4 713 669     | 3,61     | 3,87     | 3,87     | Rosjanie na Syberii Tatarzy w tradycyjnych strojach Baszkirskie dzieci w tradycyjnych strojach Czuwaska dziewczyna w stroju XIX wieku | Osetyjczycy, Czerkiesi, Kabardyjczycy i Czeczeni w strojach ludowych Awarowie w tradycyjnych strojach Mordwini-Moksza w tradycyjnych strojach Dargijczycy |
| 3   | Czeczeni                | 1 674 854     | 1,28     | 1,04     | 0,95     | Rosjanie na Syberii Tatarzy w tradycyjnych strojach Baszkirskie dzieci w tradycyjnych strojach Czuwaska dziewczyna w stroju XIX wieku | Osetyjczycy, Czerkiesi, Kabardyjczycy i Czeczeni w strojach ludowych Awarowie w tradycyjnych strojach Mordwini-Moksza w tradycyjnych strojach Dargijczycy |
| 4   | Baszkirzy               | 1 571 879     | 1,20     | 1,15     | 1,16     | Rosjanie na Syberii Tatarzy w tradycyjnych strojach Baszkirskie dzieci w tradycyjnych strojach Czuwaska dziewczyna w stroju XIX wieku | Osetyjczycy, Czerkiesi, Kabardyjczycy i Czeczeni w strojach ludowych Awarowie w tradycyjnych strojach Mordwini-Moksza w tradycyjnych strojach Dargijczycy |
| 5   | Czuwasze                | 1 067 139     | 0,82     | 1,05     | 1,14     | Rosjanie na Syberii Tatarzy w tradycyjnych strojach Baszkirskie dzieci w tradycyjnych strojach Czuwaska dziewczyna w stroju XIX wieku | Osetyjczycy, Czerkiesi, Kabardyjczycy i Czeczeni w strojach ludowych Awarowie w tradycyjnych strojach Mordwini-Moksza w tradycyjnych strojach Dargijczycy |
| 6   | Awarowie                | 1 012 074     | 0,78     | 0,66     | 0,57     | Rosjanie na Syberii Tatarzy w tradycyjnych strojach Baszkirskie dzieci w tradycyjnych strojach Czuwaska dziewczyna w stroju XIX wieku | Osetyjczycy, Czerkiesi, Kabardyjczycy i Czeczeni w strojach ludowych Awarowie w tradycyjnych strojach Mordwini-Moksza w tradycyjnych strojach Dargijczycy |
| 7   | Ormianie                | 946 172       | 0,72     | 0,86     | 0,79     | Rosjanie na Syberii Tatarzy w tradycyjnych strojach Baszkirskie dzieci w tradycyjnych strojach Czuwaska dziewczyna w stroju XIX wieku | Osetyjczycy, Czerkiesi, Kabardyjczycy i Czeczeni w strojach ludowych Awarowie w tradycyjnych strojach Mordwini-Moksza w tradycyjnych strojach Dargijczycy |
| 8   | Ukraińcy                | 884 007       | 0,68     | 1,41     | 2,05     | Rosjanie na Syberii Tatarzy w tradycyjnych strojach Baszkirskie dzieci w tradycyjnych strojach Czuwaska dziewczyna w stroju XIX wieku | Osetyjczycy, Czerkiesi, Kabardyjczycy i Czeczeni w strojach ludowych Awarowie w tradycyjnych strojach Mordwini-Moksza w tradycyjnych strojach Dargijczycy |
| 9   | Dargijczycy             | 626 601       | 0,48     | 0,43     | 0,35     | Rosjanie na Syberii Tatarzy w tradycyjnych strojach Baszkirskie dzieci w tradycyjnych strojach Czuwaska dziewczyna w stroju XIX wieku | Osetyjczycy, Czerkiesi, Kabardyjczycy i Czeczeni w strojach ludowych Awarowie w tradycyjnych strojach Mordwini-Moksza w tradycyjnych strojach Dargijczycy |
| 10  | Kazachowie              | 591 970       | 0,45     | 0,47     | 0,46     | Rosjanie na Syberii Tatarzy w tradycyjnych strojach Baszkirskie dzieci w tradycyjnych strojach Czuwaska dziewczyna w stroju XIX wieku | Osetyjczycy, Czerkiesi, Kabardyjczycy i Czeczeni w strojach ludowych Awarowie w tradycyjnych strojach Mordwini-Moksza w tradycyjnych strojach Dargijczycy |
| 11  | Kumycy                  | 565 830       | 0,43     | 0,37     | 0,29     | Rosjanie na Syberii Tatarzy w tradycyjnych strojach Baszkirskie dzieci w tradycyjnych strojach Czuwaska dziewczyna w stroju XIX wieku | Osetyjczycy, Czerkiesi, Kabardyjczycy i Czeczeni w strojach ludowych Awarowie w tradycyjnych strojach Mordwini-Moksza w tradycyjnych strojach Dargijczycy |
| 12  | Kabardyjczycy           | 523 404       | 0,40     | 0,38     | 0,36     | Rosjanie na Syberii Tatarzy w tradycyjnych strojach Baszkirskie dzieci w tradycyjnych strojach Czuwaska dziewczyna w stroju XIX wieku | Osetyjczycy, Czerkiesi, Kabardyjczycy i Czeczeni w strojach ludowych Awarowie w tradycyjnych strojach Mordwini-Moksza w tradycyjnych strojach Dargijczycy |
| 13  | Ingusze                 | 517 186       | 0,40     | 0,32     | 0,29     | Rosjanie na Syberii Tatarzy w tradycyjnych strojach Baszkirskie dzieci w tradycyjnych strojach Czuwaska dziewczyna w stroju XIX wieku | Osetyjczycy, Czerkiesi, Kabardyjczycy i Czeczeni w strojach ludowych Awarowie w tradycyjnych strojach Mordwini-Moksza w tradycyjnych strojach Dargijczycy |
| 14  | Lezgini                 | 488 608       | 0,37     | 0,35     | 0,29     | Rosjanie na Syberii Tatarzy w tradycyjnych strojach Baszkirskie dzieci w tradycyjnych strojach Czuwaska dziewczyna w stroju XIX wieku | Osetyjczycy, Czerkiesi, Kabardyjczycy i Czeczeni w strojach ludowych Awarowie w tradycyjnych strojach Mordwini-Moksza w tradycyjnych strojach Dargijczycy |
| 15  | Osetyjczycy             | 485 646       | 0,37     | 0,39     | 0,36     | Rosjanie na Syberii Tatarzy w tradycyjnych strojach Baszkirskie dzieci w tradycyjnych strojach Czuwaska dziewczyna w stroju XIX wieku | Osetyjczycy, Czerkiesi, Kabardyjczycy i Czeczeni w strojach ludowych Awarowie w tradycyjnych strojach Mordwini-Moksza w tradycyjnych strojach Dargijczycy |
| 16  | Mordwini                | 484 450       | 0,37     | 0,54     | 0,59     | Rosjanie na Syberii Tatarzy w tradycyjnych strojach Baszkirskie dzieci w tradycyjnych strojach Czuwaska dziewczyna w stroju XIX wieku | Osetyjczycy, Czerkiesi, Kabardyjczycy i Czeczeni w strojach ludowych Awarowie w tradycyjnych strojach Mordwini-Moksza w tradycyjnych strojach Dargijczycy |
| 17  | Jakuci                  | 478 409       | 0,37     | 0,35     | 0,31     | Rosjanie na Syberii Tatarzy w tradycyjnych strojach Baszkirskie dzieci w tradycyjnych strojach Czuwaska dziewczyna w stroju XIX wieku | Osetyjczycy, Czerkiesi, Kabardyjczycy i Czeczeni w strojach ludowych Awarowie w tradycyjnych strojach Mordwini-Moksza w tradycyjnych strojach Dargijczycy |
| 18  | Azerowie                | 474 576       | 0,36     | 0,44     | 0,43     | Rosjanie na Syberii Tatarzy w tradycyjnych strojach Baszkirskie dzieci w tradycyjnych strojach Czuwaska dziewczyna w stroju XIX wieku | Osetyjczycy, Czerkiesi, Kabardyjczycy i Czeczeni w strojach ludowych Awarowie w tradycyjnych strojach Mordwini-Moksza w tradycyjnych strojach Dargijczycy |
| 19  | Buriaci                 | 460 053       | 0,35     | 0,34     | 0,31     | Rosjanie na Syberii Tatarzy w tradycyjnych strojach Baszkirskie dzieci w tradycyjnych strojach Czuwaska dziewczyna w stroju XIX wieku | Osetyjczycy, Czerkiesi, Kabardyjczycy i Czeczeni w strojach ludowych Awarowie w tradycyjnych strojach Mordwini-Moksza w tradycyjnych strojach Dargijczycy |
| 20  | Maryjczycy              | 423 803       | 0,32     | 0,40     | 0,42     | Rosjanie na Syberii Tatarzy w tradycyjnych strojach Baszkirskie dzieci w tradycyjnych strojach Czuwaska dziewczyna w stroju XIX wieku | Osetyjczycy, Czerkiesi, Kabardyjczycy i Czeczeni w strojach ludowych Awarowie w tradycyjnych strojach Mordwini-Moksza w tradycyjnych strojach Dargijczycy |
| 21  | Udmurci                 | 386 465       | 0,30     | 0,40     | 0,44     | | |
| –   | Inne narodowości        | 6 631 390     | 5,08     | 3,51     | 3,40     | | |
| –   | Bez podania narodowości | 17 136 960    | –        | –        |          | | |

### Religia
Zgodnie z konstytucją z 1993 roku Rosja jest państwem świeckim gwarantującym wolność sumienia i wyznania. W Rosji przy przeprowadzeniu spisów ludności od 1937 roku nie są zadawane pytania dotyczące stosunku do religii, dlatego oficjalnych statystyk brak. Znaczny wpływ na stopień religijności wywarł okres socjalizmu, który trwał 72 lata i w czasie którego religia była zwalczana. Ze względu na specyfikę religijności Rosji i znaczne zróżnicowanie wyznaniowe niemożliwe jest uzyskanie jednoznacznych danych. Według badań Pew Research Center z 2010 r. 73,3% obywateli Rosji to chrześcijanie (71% prawosławni, 1,8% protestanci, 0,5% katolicy), 10% to muzułmanie. Wyznawcy innych religii stanowią mniej niż 1% populacji. Liczba ateistów, agnostyków wynosi 16,2%.
95% zarejestrowanych parafii prawosławnych przynależy do Rosyjskiego Kościoła Prawosławnego. Liczba praktykujących prawosławnych jest stosunkowo niska i wynosi 15–20%. W 988 r. prawosławie przyjął książę kijowski Włodzimierz I Wielki. Data chrztu Rusi często jest uważana za początek samego Rosyjskiego Kościoła Prawosławnego. Kościół stanowił początkowo metropolię w składzie Patriarchatu Konstantynopola i to właśnie patriarcha ekumeniczny dokonywał konsekracji głowy ruskiego prawosławia. Metropolita początkowo rezydował w Kijowie. W 1299 r. metropolita kijowski Maksym przeniósł siedzibę metropolii do Włodzimierza, a w 1325 r. następca Maksyma, Piotr przeniósł stolicę Kościoła do Moskwy. W 1448 r. Kościół uzyskał staraniem metropolity Jonasza niezależność od Patriarchatu Konstantynopola, a w 1589 r. metropolita Hiob stał się pierwszym patriarchą Moskwy i całej Rusi. Patriarchat moskiewski zajmuje piąte miejsce w dyptychu Kościołów prawosławnych, tuż po czterech patriarchatach starożytnych. Rosyjski Kościół Prawosławny pod koniec 2006 r. liczył: 157 diecezji, 29 268 parafii, 203 biskupów, 30 670 księży i diakonów, 829 monastyrów oraz 87 szkół teologicznych (w tym 5 akademii duchowych i 3 uniwersytety).
Islam jest najszerzej rozpowszechniony na północnym Kaukazie, środkowym Powołżu i Uralu, Moskwie i Petersburgu. Muzułmanie stanowią większość ludności w Inguszetii (98%), Czeczenii (96%), Dagestanie (94%), Kabardo-Bałkarii (70%), Karaczajo-Czerkiesji (63%), Baszkirii (54,5%) i Tatarstanie (54%), gdzie święta muzułmańskie obchodzone są na poziomie republikańskim. Dominującym nurtem w islamie rosyjskim jest sunnizm (90%), bogate tradycje ma także sufizm. Według Pew Research Center Rosja ma największą populację muzułmańską w Europie. W 2010 r. w Rosji miało żyć 16,4 mln muzułmanów (11,6% populacji rosyjskiej). Pew Research Center szacuje, że liczba wyznawców islamu wzrośnie w 2030 r. do 18,6 mln, czyli 14,4% populacji Rosji.
Buddyzm jest religią tradycyjną w pięciu regionach Rosji: Kałmucja (jedyny w Europie region buddyjski), Tuwa, Buriacja, Kraj Zabajkalski i obwód irkucki. Większość rosyjskich buddystów wyznaje jego tybetańską odmianę. W Mari El można spotkać wyznawców tradycyjnej religii Maryjczyków, jedynej nieprzerwanie funkcjonującej politeistycznej religii w Europie. Na Syberii oraz Dalekim Wschodzie pośród niektórych ludów tubylczych spotykane są praktyki i wierzenia szamanistyczne i animistyczne, należące do najstarszych wierzeń na świecie w ogóle.
Po wprowadzeniu ustaw antyekstremistycznych państwo rosyjskie prowadzi politykę skierowaną przeciwko grupom religijnym nawołującym do łamania prawa i stanowiącym zagrożenie dla porządku publicznego lub za takie uważane, w szczególności fundamentalistom islamskim, sektom religijnym i niektórym innym organizacjom religijnym jak np. Świadkom Jehowy. Ministerstwo Sprawiedliwości dysponuje prawem konfiskaty mienia takich wspólnot religijnych. Działaniom władz sprzeciwiają się obrońcy praw człowieka w Rosji. 10 maja 2018 roku ze związku z ograniczaniem wolności religijnej głębokie zaniepokojenie wyraziła delegatura Unii Europejskiej, 9 innych krajów europejskich oraz delegatura Stanów Zjednoczonych przy Organizacji Bezpieczeństwa i Współpracy w Europie.
|                                             |                                                               |                                                    |                                                    |                                                            |
| Pohost na wyspie Kiży (cerkwie prawosławne) | Meczet Achmata Kadyrowa w Groznym (największy meczet w Rosji) | Dacan Iwołgiński (główny ośrodek buddyzmu w Rosji) | Ałtajska szamanka (rosyjska pocztówka z 1908 roku) | Aleja Wielorybów na wyspie Itygran (miejsce kultu Inuitów) |

## Największe miasta Rosji
W Rosji (stan na 1 października 2021) 1118 miejscowości posiada prawa miejskie (w tym 18 miast na anektowanym Krymie). 16 największych miast Rosji liczy ponad milion mieszkańców, przy czym Moskwa jako jedyne miasto liczy ponad 13 mln mieszkańców i jest największym miastem Rosji i zarazem całej Europy. 20 miast jest zamieszkiwanych przez 500 tys. do 1 mln ludzi, 42 miast od 250 tys. do 500 tys. osób (w tym 2 miasta na anektowanym Krymie), 94 miasta od 100 tys. do 250 tys. mieszkańców (w tym 2 miasta na anektowanym Krymie), 146 miast od 50 tys. do 100 tys. osób (w tym 2 miasta na anektowanym Krymie) i 801 miast poniżej 50 tys. osób (w tym 13 miast na anektowanym Krymie).
| Lp. | Nazwa polska     | Nazwa rosyjska  | Region administracyjny   | Liczba mieszkańców (2021) | Moskwa Petersburg Nowosybirsk Jekaterynburg Kazań | Niżny Nowogród Czelabińsk Krasnojarsk Samara Ufa |
| 1   | Moskwa           | Москва          | miasto wydzielone        | 13 010 112                | Moskwa Petersburg Nowosybirsk Jekaterynburg Kazań | Niżny Nowogród Czelabińsk Krasnojarsk Samara Ufa |
| 2   | Petersburg       | Санкт-Петербург | miasto wydzielone        | 5 601 911                 | Moskwa Petersburg Nowosybirsk Jekaterynburg Kazań | Niżny Nowogród Czelabińsk Krasnojarsk Samara Ufa |
| 3   | Nowosybirsk      | Новосибирск     | obwód nowosybirski       | 1 633 595                 | Moskwa Petersburg Nowosybirsk Jekaterynburg Kazań | Niżny Nowogród Czelabińsk Krasnojarsk Samara Ufa |
| 4   | Jekaterynburg    | Екатеринбург    | obwód swierdłowski       | 1 544 376                 | Moskwa Petersburg Nowosybirsk Jekaterynburg Kazań | Niżny Nowogród Czelabińsk Krasnojarsk Samara Ufa |
| 5   | Kazań            | Казань          | Republika Tatarstanu     | 1 308 660                 | Moskwa Petersburg Nowosybirsk Jekaterynburg Kazań | Niżny Nowogród Czelabińsk Krasnojarsk Samara Ufa |
| 6   | Niżny Nowogród   | Нижний Новгород | obwód niżnonowogrodzki   | 1 226 076                 | Moskwa Petersburg Nowosybirsk Jekaterynburg Kazań | Niżny Nowogród Czelabińsk Krasnojarsk Samara Ufa |
| 7   | Czelabińsk       | Челябинск       | obwód czelabiński        | 1 189 525                 | Moskwa Petersburg Nowosybirsk Jekaterynburg Kazań | Niżny Nowogród Czelabińsk Krasnojarsk Samara Ufa |
| 8   | Krasnojarsk      | Красноярск      | Kraj Krasnojarski        | 1 187 771                 | Moskwa Petersburg Nowosybirsk Jekaterynburg Kazań | Niżny Nowogród Czelabińsk Krasnojarsk Samara Ufa |
| 9   | Samara           | Самара          | obwód samarski           | 1 173 299                 | Moskwa Petersburg Nowosybirsk Jekaterynburg Kazań | Niżny Nowogród Czelabińsk Krasnojarsk Samara Ufa |
| 10  | Ufa              | Уфа             | Republika Baszkortostanu | 1 144 809                 | Moskwa Petersburg Nowosybirsk Jekaterynburg Kazań | Niżny Nowogród Czelabińsk Krasnojarsk Samara Ufa |
| 11  | Rostów nad Donem | Ростов-на-Дону  | obwód rostowski          | 1 142 162                 | Moskwa Petersburg Nowosybirsk Jekaterynburg Kazań | Niżny Nowogród Czelabińsk Krasnojarsk Samara Ufa |
| 12  | Omsk             | Омск            | obwód omski              | 1 125 695                 | Moskwa Petersburg Nowosybirsk Jekaterynburg Kazań | Niżny Nowogród Czelabińsk Krasnojarsk Samara Ufa |
| 13  | Krasnodar        | Краснодар       | Kraj Krasnodarski        | 1 099 344                 | Moskwa Petersburg Nowosybirsk Jekaterynburg Kazań | Niżny Nowogród Czelabińsk Krasnojarsk Samara Ufa |
| 14  | Perm             | Пермь           | Kraj Permski             | 1 034 002                 | Moskwa Petersburg Nowosybirsk Jekaterynburg Kazań | Niżny Nowogród Czelabińsk Krasnojarsk Samara Ufa |
| 15  | Woroneż          | Воронеж         | obwód woroneski          | 1 057 681                 | Moskwa Petersburg Nowosybirsk Jekaterynburg Kazań | Niżny Nowogród Czelabińsk Krasnojarsk Samara Ufa |
| 16  | Wołgograd        | Волгоград       | obwód wołgogradzki       | 1 028 036                 | Moskwa Petersburg Nowosybirsk Jekaterynburg Kazań | Niżny Nowogród Czelabińsk Krasnojarsk Samara Ufa |
| 17  | Saratów          | Саратов         | obwód saratowski         | 901 361                   | Moskwa Petersburg Nowosybirsk Jekaterynburg Kazań | Niżny Nowogród Czelabińsk Krasnojarsk Samara Ufa |
| 18  | Tiumeń           | Tюмeнь          | obwód tiumeński          | 847 488                   | Moskwa Petersburg Nowosybirsk Jekaterynburg Kazań | Niżny Nowogród Czelabińsk Krasnojarsk Samara Ufa |
| 19  | Togliatti        | Toльятти        | obwód samarski           | 684 709                   | Moskwa Petersburg Nowosybirsk Jekaterynburg Kazań | Niżny Nowogród Czelabińsk Krasnojarsk Samara Ufa |
| 20  | Barnauł          | Барнаул         | Kraj Ałtajski            | 630 877                   | Moskwa Petersburg Nowosybirsk Jekaterynburg Kazań | Niżny Nowogród Czelabińsk Krasnojarsk Samara Ufa |

## Polityka

### Ustrój polityczny

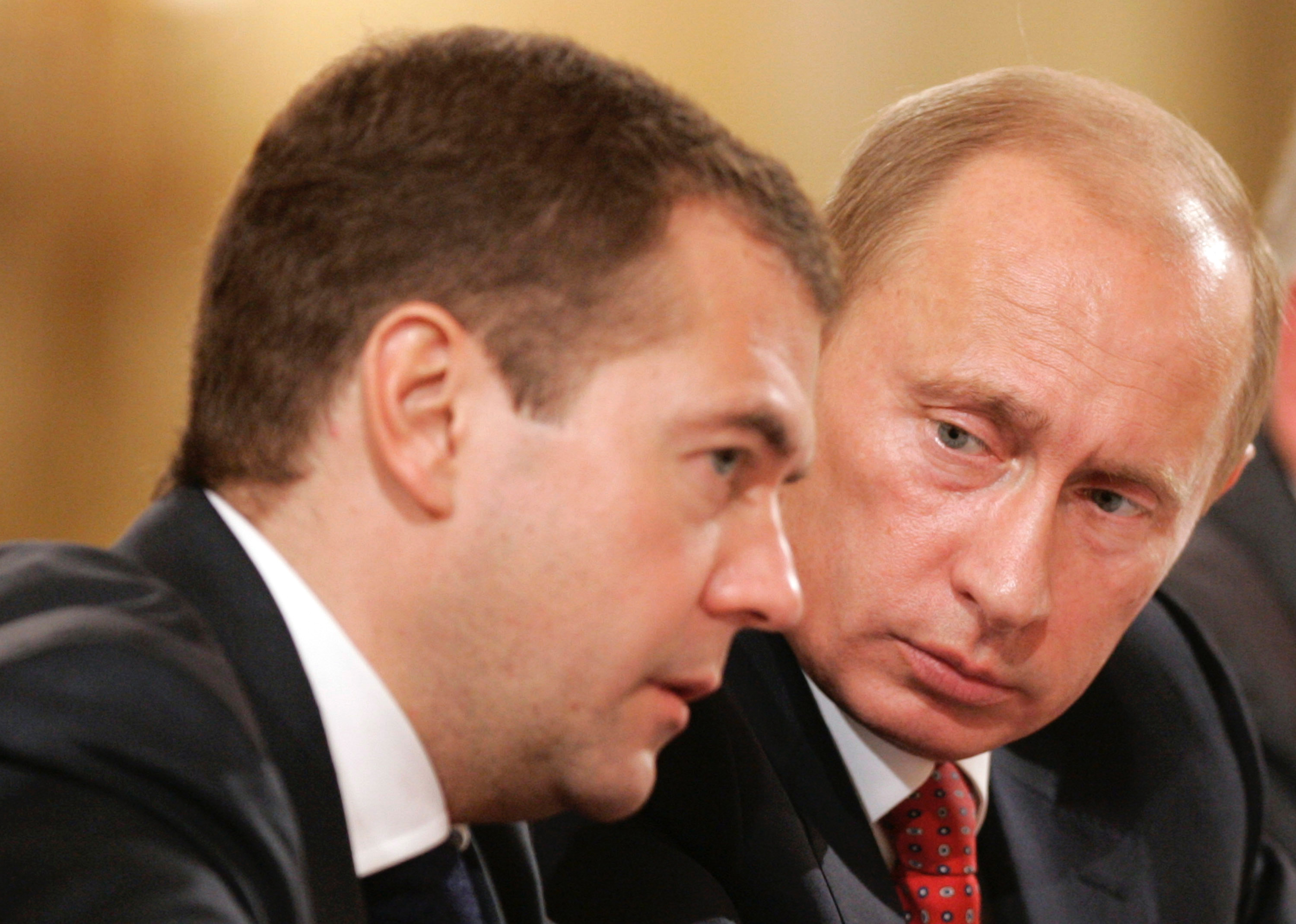
Prezydent Rosji Władimir Putin (po prawej) wraz z byłym premierem Dmitrijem Medwiediewem (po lewej).

Zgodnie z konstytucją, zaaprobowaną w referendum z 12 grudnia 1993 roku, Rosja jest republiką federalną o semiprezydenckim systemie rządów. Głową państwa jest prezydent wybierany w głosowaniu powszechnym na 6-letnią kadencję (do 2012 roku kadencja trwała 4 lata). Prezydent ma szerokie uprawnienia w zakresie władzy ustawodawczej (prawo wydawania dekretów z mocą ustawy) i władzy wykonawczej (jest m.in. gwarantem konstytucji, praw i swobód obywatelskich, naczelnym dowódcą sił zbrojnych oraz arbitrem w sprawach między władzą centralną i regionalną). Prezydenta może odwołać wyłącznie Zgromadzenie Federalne z Sądem Najwyższym na podstawie dopuszczenia się przez prezydenta zdrady państwa lub innego ciężkiego przestępstwa.
Organem władzy ustawodawczej jest dwuizbowy parlament – Zgromadzenie Federalne, składające się z izby wyższej: Rady Federacji oraz izby niższej: Dumy Państwowej. W skład Rady Federacji wchodzi 166 członków (po 2 przedstawicieli z każdego z 83 podmiotów federacji: po 1 reprezentancie delegowanym przez głowę regionu i przez lokalny parlament). Duma Państwowa składa się z 450 deputowanych którzy od 2012 są wybierani na 5-letnią kadencję (do 2012 roku kadencja trwała 4 lata) w wyborach powszechnych (225 mandatów zostaje obsadzonych w okręgu federalnym na podstawie systemu proporcjonalnego z list partyjnych, 225 – w okręgach 1-mandatowych). Organem władzy wykonawczej jest rząd, na którego czele stoi przewodniczący (premier) powoływany przez prezydenta i zatwierdzany przez Dumę (przy braku zgody Dumy prezydent posiada prawo do jej rozwiązania; premiera zatwierdza wówczas nowo wybrana Duma). Członków rządu mianuje prezydent na wniosek premiera.
Subiekty Federacji Rosyjskiej mają własne konstytucje i organy władzy ustawodawczej (ordynacja wyborcza jest analogiczna do wyborów do Dumy) oraz wykonawczej (przewodniczący regionu powołuje rząd regionalny). Kandydaturę na przewodniczącego regionu zgłasza prezydent, a zatwierdza lokalny parlament. Jeżeli żaden z trzech kolejnych kandydatów prezydenta nie otrzyma zgody parlamentu, prezydent ma prawo do rozwiązania tego parlamentu. Kandydatów zatwierdza wówczas nowo wybrany parlament.
Przez część komentatorów określane jako współczeste państwo faszystowskie, a rosyjska odmiana faszyzmu określana jako „raszyzm” z Aleksandrem Duginem jako głównym ideologiem oraz symbolem litery „Z” jako nową swastyką.

### Partie polityczne

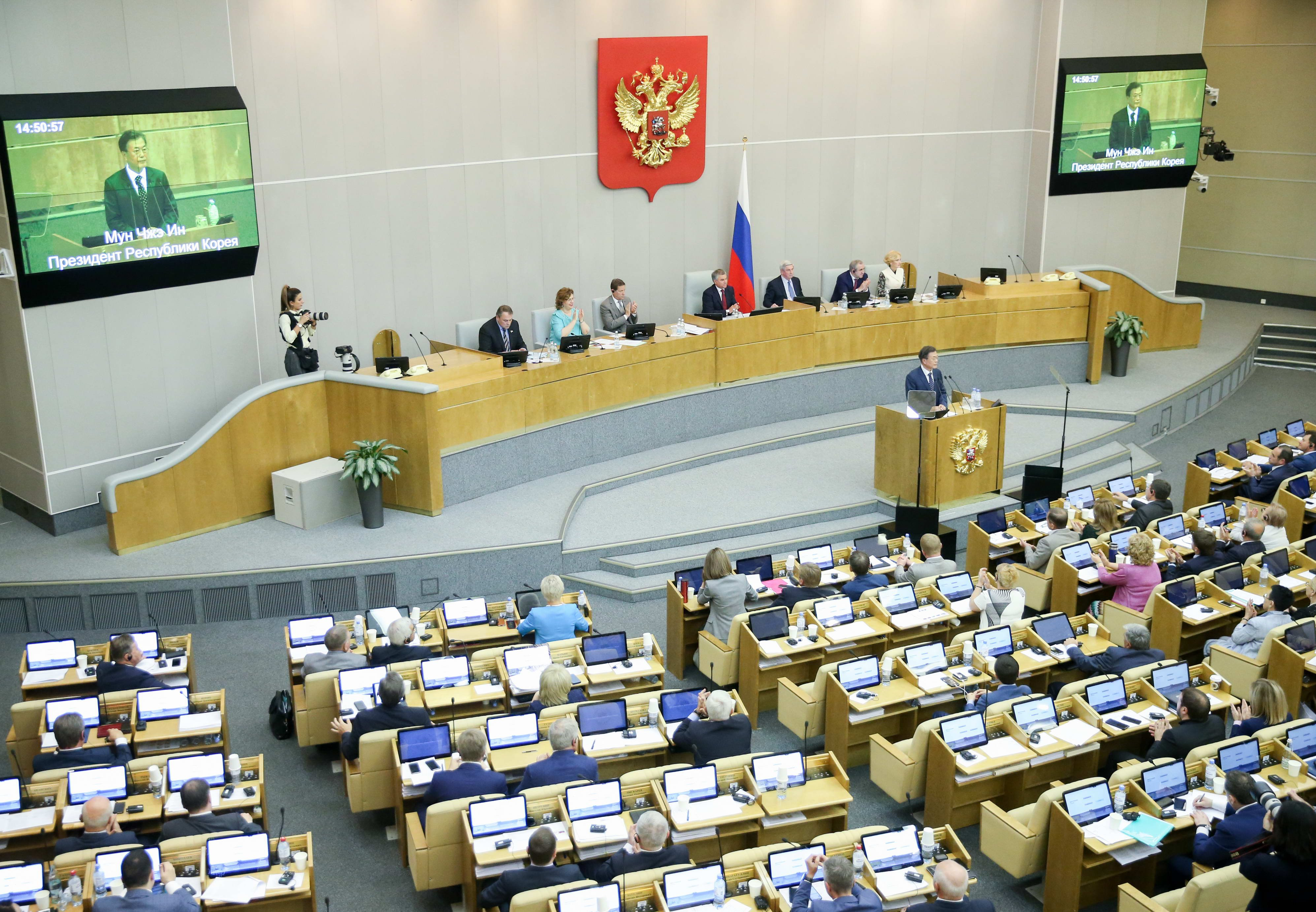
Duma Państwowa Federacji Rosyjskiej

W Rosji istnieje system wielopartyjny. Partie konkurują o miejsca w dwuizbowym parlamencie – 450-osobowej Dumy Państwowej i 170-osobowej Rady Federacji. W wyniku wyborów z 2021 roku w Dumie znalazło się osiem partii, z których pięć otrzymało więcej niż jeden mandat. Były to: Jedna Rosja (49,82% głosów), Komunistyczna Partia Federacji Rosyjskiej (18,93% głosów), Liberalno-Demokratyczna Partia Rosji (7,55% głosów), Sprawiedliwa Rosja (7,46% głosów) i Nowi Ludzie (5,32% głosów).
W Rosji działa także szereg innych organizacji reprezentujących niemal wszystkie idee i opcje społeczno-polityczne współczesnego świata (m.in. Akcja Autonomiczna, Asocjacja Ruchu Anarchistów, Front Narodowo-Patriotyczny „Pamięć”, Inna Rosja, Libertariańska Partia Rosji, Piracka Partia Rosji, Rewolucyjna Partia Robotnicza, Rosja Pracująca, Rosyjski Ruch Socjalistyczny, Rosyjski Socjaldemokratyczny Sojusz Młodzieży, Rosyjski Sojusz Obywatelski, Socjalistyczna Partia Pracujących, Sojusz Socjaldemokratów, Stowarzyszenie Rodziny Romanowów, Towarzystwo Inicjatywnych Obywateli Rosji, Unia Demokratyczna, Wielka Rosja, Wszechrosyjski Front Ludowy, Wszechzwiązkowa Komunistyczna Partia Bolszewików i Zielona Alternatywa).

### Prawo

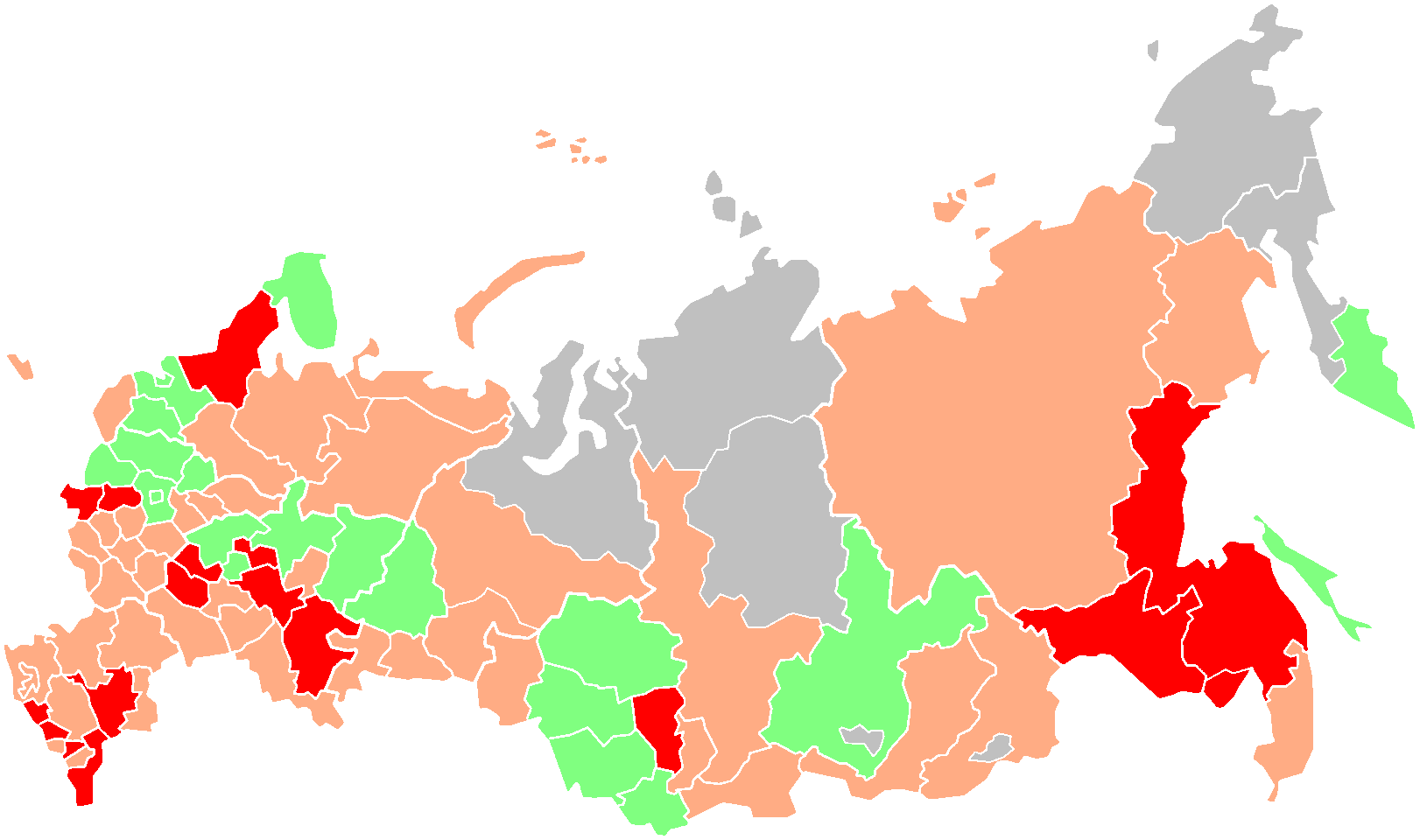
Wolność prasy w różnych regionach Rosji w 2006 r. Barwa zielona oznacza regiony „wolne”, pomarańczowa „wolne, ale zagrożone”, a czerwona oznacza regiony z „brakiem wolności prasy”, dla regionów oznaczonych szarą barwą brak danych

Poziom przestrzegania praw obywatelskich w Rosji jest trudny do ustalenia ze względu na duże różnice panujące pomiędzy poszczególnymi regionami kraju, jak i silnym upolitycznieniem tematu. Prawa i swobody obywatelskie gwarantuje w Rosji rozdział 2. konstytucji przyjętej w 1993 r. Rosja była członkiem Rady Europy, jednak po agresji na Ukrainę w 2022 roku została zawieszona w prawach członka, 15 marca 2022 rozpoczęła procedurę wystąpienia z tej organizacji, a w tym samym dniu została z niej wydalona. Jest także sygnatariuszem Powszechnej Deklaracji Praw Człowieka oraz członkiem innych międzynarodowych instytucji zobowiązujących państwo do przestrzegania praw i swobód obywatelskich. Są to m.in.: Międzynarodowy Pakt Praw Obywatelskich i Politycznych oraz Międzynarodowy Pakt Praw Gospodarczych, Społecznych i Kulturalnych. Podporządkowanie prawodawstwa wewnętrznego wymienionym instytucjom umożliwia 15. artykuł rozdziału 1. konstytucji rosyjskiej. Pomimo istnienia odpowiednich instrumentów prawnych, Rosja ma duże problemy z przestrzeganiem praw człowieka, wolności słowa i praw obywatelskich. W rankingu The Economist 2006 Rosja zajęła 102. miejsce na 167 ocenionych państw. W rankingu Press Freedom Index 2021 organizacji Reporterzy bez Granic, Rosja jest na 150. miejscu spośród 180 ocenionych państw.

#### System penitencjarny
Rosyjska Federalna Służba Wykonania Kar (FSIN) jest czwartą co do wielkości machiną penitencjarną na świecie (po USA, Chinach i Brazylii). Pod względem relatywnej liczby uwięzionych (404 na 100 tys. ludności) Rosja plasuje się na 16. pozycji w świecie. Po roku 2000 (tzn. w czasach rządów Putina) dla Rosji charakterystyczny jest prawie dwukrotny spadek liczby osób pozbawionych wolności (1 060 404 w 2000., 582 889 w 2018.), natomiast dla reszty Europy (poza Rosją) notowany był wzrost o 3,1%. W skali globalnej w latach 2015–2018 odnotowano wzrost o 3,7%, natomiast w Rosji spadek o 10%. Według danych statystycznych (2019) w więzieniach przetrzymywanych jest 558 778 osób (w tym 44.336 kobiet); w tej liczbie w areszcie śledczym przetrzymywano 100 771 osób (w tym 8.851 kobiet). Pośród osób pozbawionych wolności odnotowano spadek liczby odbywających karę pozbawienia wolności po raz pierwszy (z 356 tys. w 2002. do 211 tys. w 2018.). Zjawiskiem pozytywnym jest to, że jeszcze znaczniej zmalała liczba odbywających karę pozbawienia wolności po raz drugi (z 204 tys. w 2002. do 84 tys. w 2018.), natomiast liczba odbywających karę pozbawienia po raz trzeci i więcej pozostaje stabilna (w 2002. 161 tys., w 2018. 166 tys.). Według danych z 2019. FSIN składa się z 702 kolonii korekcyjnych (432.579 uwięzionych) w tym w 122 kolonii-osiedli z 33 269 osób, oraz 7 kolonii dla skazanych na dożywocie (2017 osób). W 209 aresztach śledczych przetrzymywano 98 301 osób, w 8 więzieniach 1145 osób, w 23 koloniach wychowawczych dla niepełnoletnich – 1182 osób. Przy koloniach żeńskich jest 13 „domów dziecka”, w których przebywa 437 dzieci osadzonych matek. Istnieje 31 zakładów przemysłowych i rolniczych FSIN, 584 „ośrodki adaptacji pracowniczej” oraz 72 warsztaty produkcyjne. Przy zakładach korekcyjnych są 283 zakłady ogólnokształcące oraz ich 503 filie, 284 zakłady kształcenia zawodowego oraz ich 442 filie. 1554 obiekty (budynki, pomieszczenia), wykorzystywane są w celach religijnych, w tym: 1074 – prawosławnych, 406 – islamskich, 24 – buddyjskich, 11 – katolickich, 17 – judaistycznych, oraz 22 – innych nurtów religijnych. System penitencjarny w Rosji zatrudnia 295 967 osób.

### Demokracja w Rosji

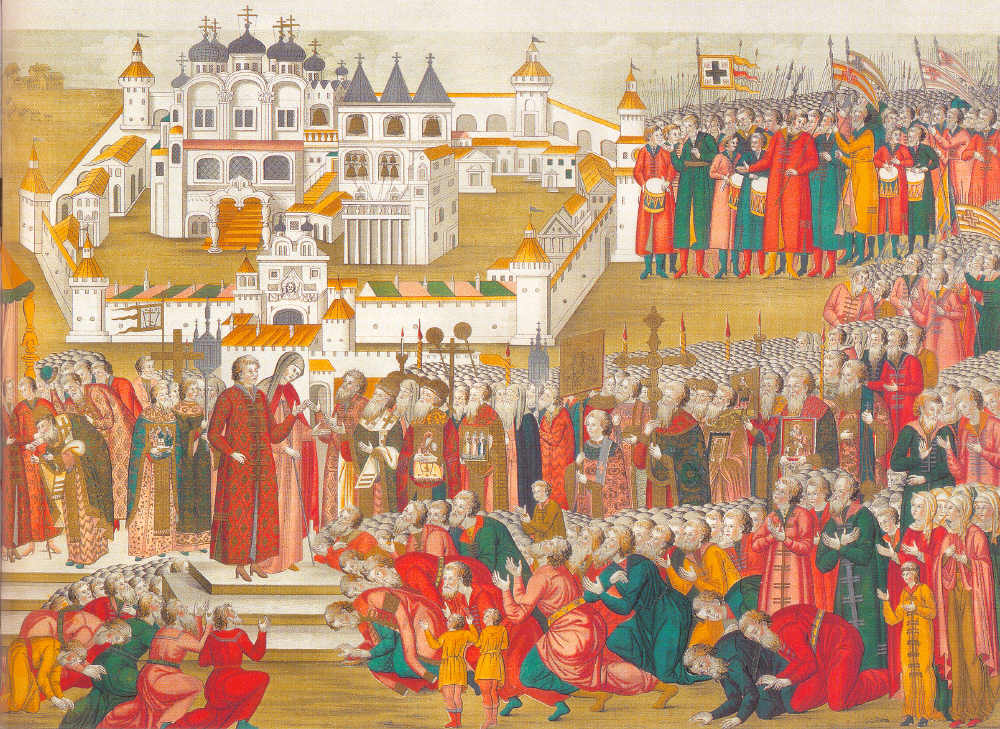
Sobór Ziemski w 1612 r. Tłum zgromadzony przed Monastyrem Ipatiewskim prosi matkę Michaiła Romanowa, by pozwoliła mu wyjechać do Moskwy na koronację carską. Iluminacja książki z 1673

W średniowieczu, w okresie rozbicia dzielnicowego Rusi, na obszarze między Bałtykiem a Uralem istniały państwa o republikańskim ustroju politycznym: Republika Nowogrodzka (1136–1478), Republika Pskowska (1348–1510) i Republika Wiacka (1452–1489), wcielone następnie do Wielkiego Księstwa Moskiewskiego.
W latach 1549–1653 były zwoływane przez cara (w okresie bezcarewia przez Dumę) Sobory Ziemskie. Do ich kompetencji należały wybór cara oraz prawodawstwo, które mogło być dodatkowo sankcjonowane przez monarchę. Duma jako organ władzy prawodawczej wykształciła się na Rusi już w X wieku. Prawo do uczestniczenia w Dumie posiadali do 1711 roku wyłącznie bojarzy, diakowie i dworianie. W XVII wieku carowie zaczęli umacniać swoją pozycję kosztem Dumy i Soborów, wprowadzając stopniowo rządy absolutne (samodzierżawie). W 1711 roku Duma została zastąpiona przez Senat Rządzący, który istniał do obalenia monarchii. W 1810 roku powołano Radę Państwa – najwyższy organ ustawodawczy w Imperium Rosyjskim. W następstwie rewolucji w 1905 roku przywrócono Dumę Państwową jako izbę niższą Parlamentu Imperium Rosyjskiego. Rada Państwa zaczęła zaś stanowić izbę wyższą tegoż parlamentu. W latach 1906, 1907, 1907 i 1912 odbyły się w Rosji cztery wybory do Parlamentu Imperium Rosyjskiego. W 1785 roku powołano do życia samorządy miejskie, a w 1864 roku samorządy ziemskie.
Po rewolucji lutowej i obaleniu caratu 14 września 1917 Rząd Tymczasowy ogłosił Rosję republiką, następnie dnia 8 października zniósł Dumę i rozpisał demokratyczne wybory do Wszechrosyjskiego Zgromadzenia Ustawodawczego (konstytuanty Rosji). Konstytuanta została wybrana 12 listopada?/25 listopada 1917 (tzn. już po obaleniu Rządu Tymczasowego i przejęciu władzy przez bolszewików) przy frekwencji ok. 50%. W wyborach uczestniczyło 44,4 mln uprawnionych do głosowania. Eserowcy zdobyli 40%, bolszewicy 23,9%, kadeci 4,7%, mienszewicy 2,3%. 6 stycznia?/19 stycznia 1918 po odbyciu posiedzenia inauguracyjnego Konstytuanta została rozpędzona przez bolszewików, co było impulsem dla wybuchu wojny domowej w Rosji.
W początkowym okresie radzieckim i dyktatury proletariatu wprowadzono demokrację rad, w której burżuazja i duchowieństwo straciły prawa wyborcze. Ugrupowania niekomunistyczne stanowiły nielegalną opozycję. Rady Delegatów były wybierane na szczeblu lokalnym i centralnym. Jako Parlament, Zjazd Rad miał zgodnie z konstytucją władzę ustawodawczą i wykonawczą, wybierał ze swojego grona Komitet Wykonawczy (tak jak każda rada). W okresie stalinizmu demokracja rad i dyktatura proletariatu w praktyce zanikły, ustępując miejsca dyktaturze jednostki, tj. sekretarza generalnego Komunistycznej Partii Związku Radzieckiego.

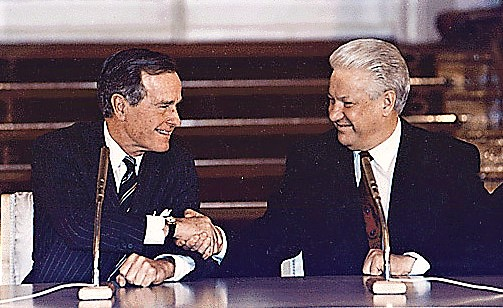
George H.W. Bush i Borys Jelcyn, 1993

Do demokratycznych wyborów powrócono pod koniec istnienia ZSRR (w czasie tzw. pieriestrojki). 26 marca 1989 roku odbyły się pierwsze alternatywne wybory do Zjazdu Deputowanych Ludowych, w którym zawiązała się opozycyjna Międzyregionalna Grupa Deputowanych. Pod jej naciskiem 15 marca 1990 roku zniesiono konstytucyjną klauzulę o kierującej roli partii komunistycznej i proklamowano system wielopartyjny. 26 marca 1990 roku odbyły się demokratyczne wybory do parlamentu Rosyjskiej FSRR oraz rad lokalnych. Przewodniczącym Rady Najwyższej Rosji wybrano pozostającego w opozycji do ówczesnych władz Borysa Jelcyna, który w 1991 roku zwyciężył w pierwszych wyborach prezydenckich w historii Rosji.
W 1993 doszło do kryzysu konstytucyjnego, rozwiązania parlamentu i zniesienia radzieckiej konstytucji. Opór parlamentu przerodził się w pucz który został stłumiony przez wierne prezydentowi wojsko. Pierwsze poradzieckie wybory do Dumy odbyły się 12 grudnia 1993 roku wraz z wyborami do Rady Federacji i referendum konstytucyjnym. Kadencja pierwszej Dumy i Rady Federacji trwała 2 lata. Kolejne wybory do Dumy odbyły się w latach: 1995, 1999, 2003, 2007, 2011 i 2016. W latach 2000–2005 zmieniono ordynacje regulujące wybory do Rady Federacji i wybory przewodniczących regionów, podnosząc rolę prezydenta.

### Stosunki międzynarodowe
Na mocy postanowień z Ałmaty (21 XII 1991) Rosji przysługuje stałe miejsce ZSRR w Radzie Bezpieczeństwa ONZ i wszystkich innych organizacjach międzynarodowych. Jednocześnie jako sukcesora ZSRR i jego międzynarodowych zobowiązań ustalono w 1991 roku Wspólnotę Niepodległych Państw.
Rosja jest obecnie członkiem następujących organizacji międzynarodowych: APEC, ARF, BIS, BSEC, Euroazjatycka Wspólnota Gospodarcza, Europejski Bank Odbudowy i Rozwoju, G20, GCTU, IAEA, IBRD, ICAO, ICC, Międzynarodowy Ruch Czerwonego Krzyża i Czerwonego Półksiężyca, IDA, IFC, IFRCS, Międzynarodowa Organizacja Hydrograficzna, ILO, IMO, Inmarsat, Interpol, IPU, ISO, ITSO, ITU, ITUC, Klub Paryski, Międzynarodowy Fundusz Walutowy, Międzynarodowy Komitet Olimpijski, MIGA, MINURSO, NSG, ONZ, OPCW, Organizacja Układu o Bezpieczeństwie Zbiorowym, OSCE, PCA, PFP, Powszechny Związek Pocztowy, Rada Arktyczna, Rada Bezpieczeństwa Organizacji Narodów Zjednoczonych, Rada Partnerstwa Euroatlantyckiego, SCO, UNCTAD, UNESCO, UNHCR, UNIDO, UNITAR, UNMEE, UNMIL, UNMIS, UNOCI, UNOMIG, UNTSO, UNWTO, WCO, WFTU, WHO, WIPO, WMO, Wspólnota Niepodległych Państw, WTO, ZC, Związek Rosji i Białorusi oraz posiada status obserwatora w organizacjach: CERN, Międzynarodowa Organizacja ds. Migracji, Stowarzyszenie Integracji Latynoamerykańskiej, OPA, Organizacja Współpracy Islamskiej. Rosja jest także sygnatariuszem Międzynarodowego Trybunału Karnego, partnerem w rozmowach ASEAN i gościem NAM-u.

#### Spory międzynarodowe
Większość sporów granicznych odziedziczonych po ZSRR zostało rozwiązanych drogą kompromisu. Do nierozwiązanych problemów należy spór japońsko-rosyjski o południową część Wysp Kurylskich o łącznej powierzchni 5175 km². Od zwrotu tych wysp Japonia uzależniła zawarcie traktatu pokojowego z ZSRR, którego nie podpisano do dzisiaj. Kolejnym sporem jest przynależność państwowa wsi Aigba i okolicznych terenów o powierzchni ok. 160 km² położonych na rosyjsko-abchaskiej granicy. Radziecki, a następnie rosyjski parlament do tej pory nie ratyfikował radziecko-amerykańskiej umowy z 1990 roku o przebiegu granicy z USA na Morzu Beringa.
Przyczyną napięcia pomiędzy Gruzją, państwami zachodnimi i Rosją jest uznanie niepodległości Abchazji i Osetii Południowej przez Federację Rosyjską oraz uznanie suwerenności Kosowa przez państwa zachodnie. Zarzewie nowego sporu stanowią roszczenia Rosji, Kanady, USA, Norwegii i Danii w roponośnej Arktyce. Od 2001 roku Rosja nalega na Komisję Granic Szelfu Kontynentalnego o poszerzenie granic strefy rosyjskiej na Oceanie Arktycznym na podstawie wyników badań geograficznych szelfu. Kontrowersje wzbudzały zgłaszane przez Rosję propozycje uruchomienia korytarza międzynarodowego mającego łączyć Białoruś z obwodem królewieckim, który miał przebiegać przez terytorium Litwy. Spór ten został złagodzony częściowym zniesieniem obowiązku wizowego dla obywateli rosyjskich (tzw. przygraniczny ruch bezwizowy), umożliwiający swobodne przemieszczanie się Rosjan z obwodu królewieckiego na Białoruś i do Rosji. Źródłem sporu pomiędzy Estonią, Łotwą a Rosją jest dyskryminacja mniejszości rosyjskiej w republikach nadbałtyckich. Rząd rosyjski zabiega o poprawę sytuacji Rosjan, którzy po 1991 roku zostali pozbawieni w znacznej mierze praw obywatelskich na Łotwie i w Estonii. Od 2014 roku Rosja na wniosek prezydenta Syrii Baszara Asada prowadzi operację zbrojną przeciw Państwu Islamskiemu i ugrupowaniom opozycyjnym usiłującym zbrojnie obalić władze syryjskie. Zarówno siły rządowe, jak i zbrojna opozycja oskarżane są o dopuszczenie się zbrodni przeciwko ludzkości. Operacja jest prowadzona z wykorzystaniem istniejącej od lat 80. XX wieku bazy marynarki rosyjskiej w syryjskim porcie Tartus oraz nowo powstałej bazy Sił Powietrzno-Kosmicznych Rosji na terenie syryjskiego portu lotniczego Latakia.

##### Konflikt na Ukrainie

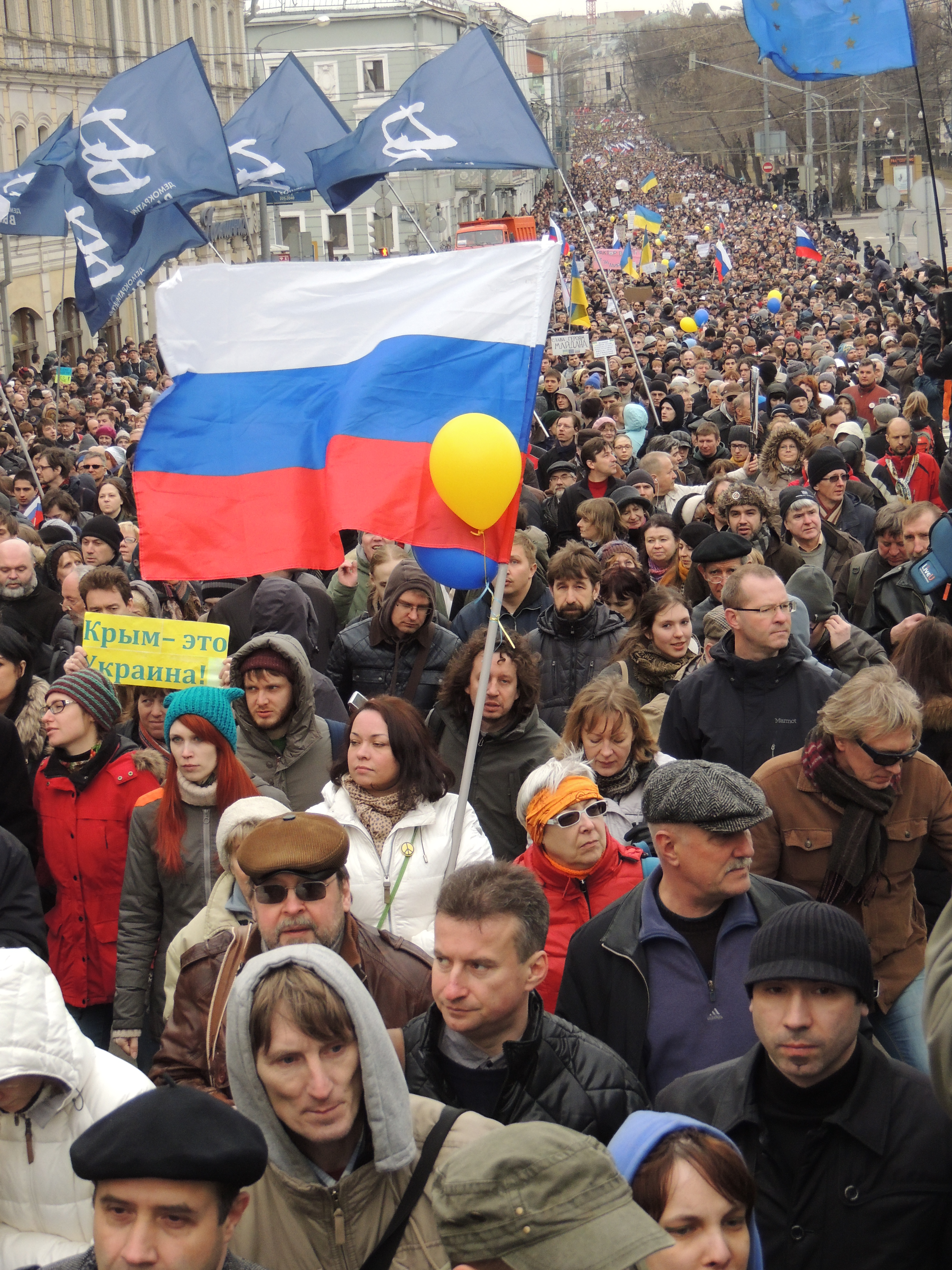
Antyputinowska demonstracja w Moskwie, 15 marca 2014

Ukraińsko-rosyjski spór terytorialny oscylował początkowo (w latach 1991–2013) wokół braku wytyczonej granicy między dwoma państwami na morzach Azowskim i Czarnym. W 2014 roku wojska Federacji Rosyjskiej przeprowadziły operację specjalną na Krymie, która doprowadziła do poddania się przeważającej części wojska ukraińskiego na tym półwyspie, jego przejścia na stronę Rosji i w większości wcielenia do sił zbrojnych Rosji. Operacja specjalna umożliwiła względnie pokojowe oderwanie się Krymu od Ukrainy, co nastąpiło 11 marca 2014, kiedy to połączone zgromadzenie radnych Rady Najwyższej Republiki Autonomicznej Krymu i Rady Miejskiej Sewastopola przyjęło deklarację niepodległości Republiki Krymu. W deklaracji niepodległościowej powołano się wprost na przypadek Kosowa i wyrok z 22 lipca 2010, w którym Międzynarodowy Trybunał Sprawiedliwości uznał, że jednostronna deklaracja niepodległości Kosowa nie narusza prawa międzynarodowego. 17 marca 2014 Rada Najwyższa ogłosiła niepodległość Krymu (w składzie którego tymczasowo połączyły się Autonomiczna Republika Krymu oraz miasto wydzielone Sewastopol), co było konsekwencją referendum, w którym za przyłączeniem Krymu z Sewastopolem do Rosji zagłosowało według oficjalnych danych krymskich 96,57% uczestników przy frekwencji 84%. Tego samego dnia niepodległość Krymu uznała Rosja. 18 marca 2014 podpisano umowę między Rosją a Krymem (razem z miastem wydzielonym Sewastopol) o włączeniu całego Krymu do Rosji. Większość państw świata nadal uznaje Krym za republikę autonomiczną w składzie Ukrainy. Niewiążąca prawnie Rezolucja Zgromadzenia Ogólnego ONZ nr 68/262 27 marca 2014 uznała przyłączenie Krymu za sprzeczne m.in. z Deklaracją Zasad Prawa Międzynarodowego z 24 października 1970 czy Aktem Końcowym KBWE z 1 sierpnia 1975.
Od marca 2014 roku władze Ukrainy oraz niektórzy politycy zachodni twierdzą, że Siły Zbrojne Federacji Rosyjskiej są zaangażowane po stronie separatystów prorosyjskich w ich konflikcie zbrojnym z Ukrainą. W dniach 28 i 29 sierpnia 2014 ministerstwa spraw zagranicznych: Litwy, Łotwy, Estonii i Polski wydały komunikaty, w których działania na Ukrainie nazwały „inwazją” rosyjskich sił zbrojnych, naruszeniem zasad prawa międzynarodowego oraz pogwałceniem suwerenności i integralności terytorialnej Ukrainy. 13 lutego 2016, podczas 52. Monachijskiej Konferencji Bezpieczeństwa minister spraw zagranicznych RP Witold Waszczykowski, w polemice z ambasadorem Rosji przy NATO Aleksandrem Gruszko oświadczył, że to co widzimy na Wschodzie, to nie jest kryzys ukraiński, ani też wojna domowa, to jest rosyjska agresja przeciwko Ukrainie.
Władze Rosji zaprzeczają obecności rosyjskich sił zbrojnych na terytorium Ukrainy, jednocześnie deklarując wsparcie polityczne, logistyczne i humanitarne dla separatystów oraz umożliwiając udział w walkach około 3–4 (według danych prorosyjskich) lub 12 (według danych ukraińskich) tysięcy ochotników z Rosji, w tym wojskowych.
Za przyczynę konfliktu obalony ukraiński prezydent Wiktor Janukowycz, a także separatyści (w tym władze republik Donieckiej i Ługańskiej), władze Krymu Rosji uznali „nielegalny, zbrojny przewrót w Kijowie” w lutym 2014 roku „zorganizowany głównie przez USA”, w wyniku którego – według propagandy rosyjskiej – miało dojść do wybuchu niezadowolenia mieszkańców na południu i wschodzie Ukrainy, „prześladowań ludności rosyjskiej”, a nawet usiłowanie „ludobójstwa” przez nowe władze ukraińskie. 24 lutego 2022, wkrótce po uznaniu niepodległości republik w Donbasie, Rosja rozpoczęła inwazję na Ukrainę.

## Gospodarka
>$10'000
     >$7'500
     >$5'000
     >$2'500
     >$1'161

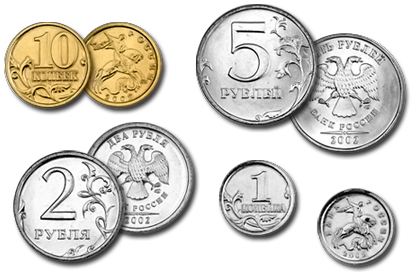
Współczesne monety rosyjskie

PKB na 1 mieszkańca w 2007 r.
>$10'000
>$7'500
>$5'000
>$2'500
>$1'161

PKB 1989–2016

Zasoby gazu ziemnego na świecie w miliardach metrów sześciennych w roku 2014

Ze względu na olbrzymie terytorium, liczbę ludności oraz ogromne zasoby naturalne Rosja należy do największych gospodarek świata. W 2014 roku pod względem całości PKB liczonego według parytetu siły nabywczej Rosja zajęła 6. miejsce na świecie, a w cenach bezwzględnych dziesiąte. Pomimo zachodnich sankcji gospodarczych Rosja utrzymała w 2014 roku wzrost gospodarczy na poziomie 0,6%. Dług publiczny w 2014 roku był znikomy i wyniósł 13,4%. Dług zewnętrzny, również stosunkowo niski, wynosił 599 mld USD (16,7% PKB). W 2014 roku Rosja dysponowała szóstymi co do wielkości rezerwami walutowymi na świecie (385,5 mld USD). Wartość bezpośrednich inwestycji zagranicznych w Rosji wyniosła w 2014 roku 353,4 mld USD. Wartość bezpośrednich inwestycji rosyjskich poza granicami kraju wyniosła 388,4 mld USD. Od 2005 roku w przetargach o koncesje na wydobywanie nośników energii i metali strategicznych mogą uczestniczyć jedynie przedsiębiorstwa, w których udział kapitału rosyjskiego wynosi przynajmniej 51%.

### Waluta
Walutą kraju jest rubel rosyjski (symbol RUB), który znajduje się w obiegu niemal od początku historii Rosji. Wprowadzono go w XIII wieku w Republice Nowogrodzkiej jako odpowiednik grzywny srebra. Jako moneta pojawił się w 1654 r., a na stałe wszedł do obiegu od 1704 r., w wyniku reformy pieniężnej Piotra Wielkiego. Ostatnia reforma pieniężna miała miejsce w 1998 r. W 2006 roku kurs rubla został uwolniony i od tej pory jego wartość ustala rynek. Średni roczny kurs rubla wobec dolara: 61,1945 (2015), 27,1355 (2006), 9,7945 (1998). Roczny średni kurs rubla wobec złotówki: 1 RUB = 0,062172 PLN (2015). Obecnie w obiegu znajdują się banknoty o nominałach: 10, 50, 100, 500, 1000 i 5000 rubli, a także monety o nominałach: 1, 5, 10 i 50 kopiejek oraz 1, 2, 5 i 10 rubli.

### PKB, inflacja, bezrobocie
Produkt krajowy brutto
- 2020 rok: 1,483 biliona USD źródło Bank Światowy
- 2013 rok: 3,556 biliona USD
- 2012 rok: 3,510 biliona USD

Dane odpowiadają wartości dolara w 2014 r.
PKB na 1 mieszkańca (PPP)
- 2014 rok: 24 400 USD
- 2013 rok: 24 300 USD
- 2012 rok: 24 000 USD

Dane odpowiadają wartości dolara w 2014 r.
Wzrost PKB
- 2014 rok: 0,6%
- 2013 rok: 1,3%
- 2012 rok: 3,4%

Struktura PKB (2014)
- rolnictwo: 4,2%
- przemysł: 35,8%
- usługi: 60%

Inflacja
- 2018 rok: 4,2%[185]
- 2017 rok: 2,5%
- 2016 rok: 5,3%
- 2015 rok: 12,9%
- 2014 rok: 11,3%
- 2013 rok: 6,4%
- 2012 rok: 6,5%

Bezrobocie
- 2014 rok: 5,2%
- 2013 rok: 5,5%
- 2012 rok: 5,5%
- Ludność poniżej granicy ubóstwa (2013): 11%

Źródło: CIA – The World Factbook

### Handel zagraniczny
Rosyjskimi towarami eksportowymi są: ropa naftowa, gaz ziemny, rudy żelaza i innych metali, drewno i wyroby drewniane, węgiel kamienny, produkty rolnicze, wyroby chemiczne, stal i żelazo, broń, maszyny. Główne kierunki eksportu w 2014 roku: Holandia 13,7%, Chiny 7,5%, Niemcy 7,5%, Włochy 7,2%, Turcja 5%. Główni partnerzy importowi: Chiny 17,8%, Niemcy 11,5%, Stany Zjednoczone 6,6%, Włochy 4,5%, Białoruś 4,1%. W 2014 roku wartość eksportu (520,3 mld USD) była ponad 1,6 raza większa od importu (323,9 mld USD). Według SIPRI Rosja jest największym na świecie eksporterem ciężkiej broni konwencjonalnej. Surowce mineralne i drewno oraz wyroby z tychże materiałów wykonane stanowiły w 2013 roku ok. 80% wartości eksportu, co powoduje dużą wrażliwość rosyjskiej gospodarki na wahania światowych cen surowców.
| Państwo                  | PKB (PPP, 2014) | Wzrost PKB (%) | Eksport (2014) | Import (2014) | Dług zewnętrzny (2014) | Dług publiczny (w %, 2014) | Rezerwy walutowe (2014) |
| ------------------------ | --------------- | -------------- | -------------- | ------------- | ---------------------- | -------------------------- | ----------------------- |
| Chińska Republika Ludowa | 18090           | 7,3            | 2343,0         | 1960,0        | 949,6                  | 14,9                       | 3217,0                  |
| Stany Zjednoczone        | 17350           | 2,4            | 1633,0         | 2374,0        | 17260,0                | 74,4                       | 130,1                   |
| Indie                    | 7411            | 7,3            | 329,6          | 472,8         | 459,1                  | 51,7                       | 370,7                   |
| Japonia                  | 4767            | -0,1           | 699,5          | 798,6         | 5180,0                 | 231,9                      | 1261,0                  |
| Niemcy                   | 3748            | 1,6            | 1492,0         | 1188,0        | 5597,0                 | 74,3                       | 192,8                   |
| Rosja                    | 3577            | 0,6            | 497,8          | 308,0         | 599,0                  | 13,4                       | 377,8                   |
| Brazylia                 | 3276            | 0,1            | 224,6          | 230,6         | 712,5                  | 58,9                       | 359,4                   |
| Indonezja                | 2686            | 5,0            | 175,3          | 168,4         | 293,2                  | 25,9                       | 103,4                   |
| Francja                  | 2591            | 0,2            | 584,5          | 631,1         | 5496,0                 | 95,5                       | 143,5                   |
| Wielka Brytania          | 2569            | 3,0            | 480,8          | 802,1         | 9219,0                 | 88,1                       | 107,7                   |
| Meksyk                   | 2149            | 2,1            | 398,3          | 400,4         | 424,1                  | 42,1                       | 204,1                   |
| Włochy                   | 2135            | -0,4           | 513,7          | 448,4         | 2459,0                 | 132,0                      | 142,2                   |
| Źródło:                  |                 |                |                |               |                        |                            |                         |

### Przemysł

#### Przemysł elektromaszynowy

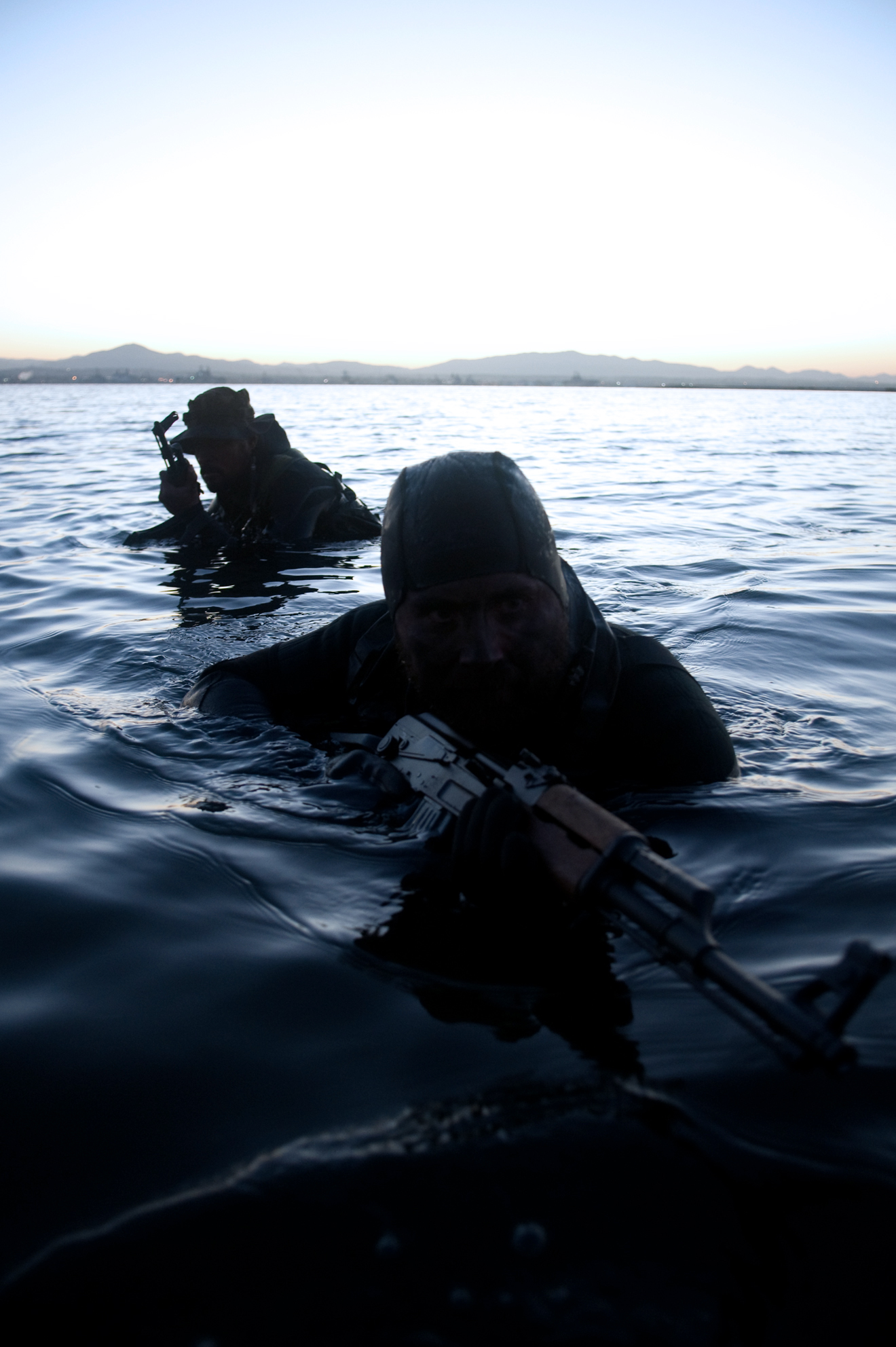
Amerykańscy komandosi uzbrojeni w rosyjskie Kałasznikowy – najpopularniejszy karabin na świecie

Rosja zajmuje trwałe, drugie miejsce (po USA) w eksporcie broni na świecie i jest największym na świecie eksporterem ciężkiej broni konwencjonalnej. Główne kierunki eksportu broni w latach 2005–2009 to: Chiny (35%), Indie (24%) i Algieria (11%). W 2014 r. Rosja sprzedała za granicę broń o wartości 15,5 mld USD i zawarła nowe eksportowe kontrakty zbrojeniowe na blisko 14 mld USD. W sumie obecny portfel zamówień broni rosyjskiej wynosi ok. 40 mld USD. Wiele eksportowanych przez ZSRR i Rosję konstrukcji, np. karabin AK-47, czołgi T-34, T-54/T-55, samoloty Ił-2, Jak-9, MiG-15 i MiG-21 oraz helikopter Mi-8 jest produkowanych masowo.
Rosyjski przemysł lotniczy ma tradycje sięgające 1910 r. Igor Sikorski zaprojektował w Rosji pierwsze samoloty wielosilnikowe oraz wiele łodzi latających na potrzeby Carskich Sił Powietrznych. Do najważniejszych koncernów lotniczych i biur konstruktorskich należą: Tupolew (1922), Irkut (1932), Iljuszyn (1933), Jakowlew (1934), Mikojan i Guriewicz (1939) oraz Suchoj (1939). W 2004 r. biura lotnicze zostały połączone w Zjednoczony Koncern Lotniczy. Rosyjski VSMPO-AVISMA to największy na świecie dostawca tytanu i wyrobów tytanowych. Do największych klientów należą Boeing i Airbus, których tytanowe części są produkowane w Rosji, następnie General Electric, Rolls-Royce, Snecma, Pratt & Whitney oraz rodzimy przemysł kosmiczny. W 2012 r. produkcja tytanu sięgnęła 47 tys. ton. Holding Russian Helicopters to największy na świecie producent w segmencie średnich i ciężkich śmigłowców (14% całkowitego światowego rynku śmigłowców, 35% światowej floty helikopterów bojowych, 74% floty światowej superciężkich śmigłowców o masie powyżej 20 ton, 56% światowej floty śmigłowców o masie od 8 do 15 ton).

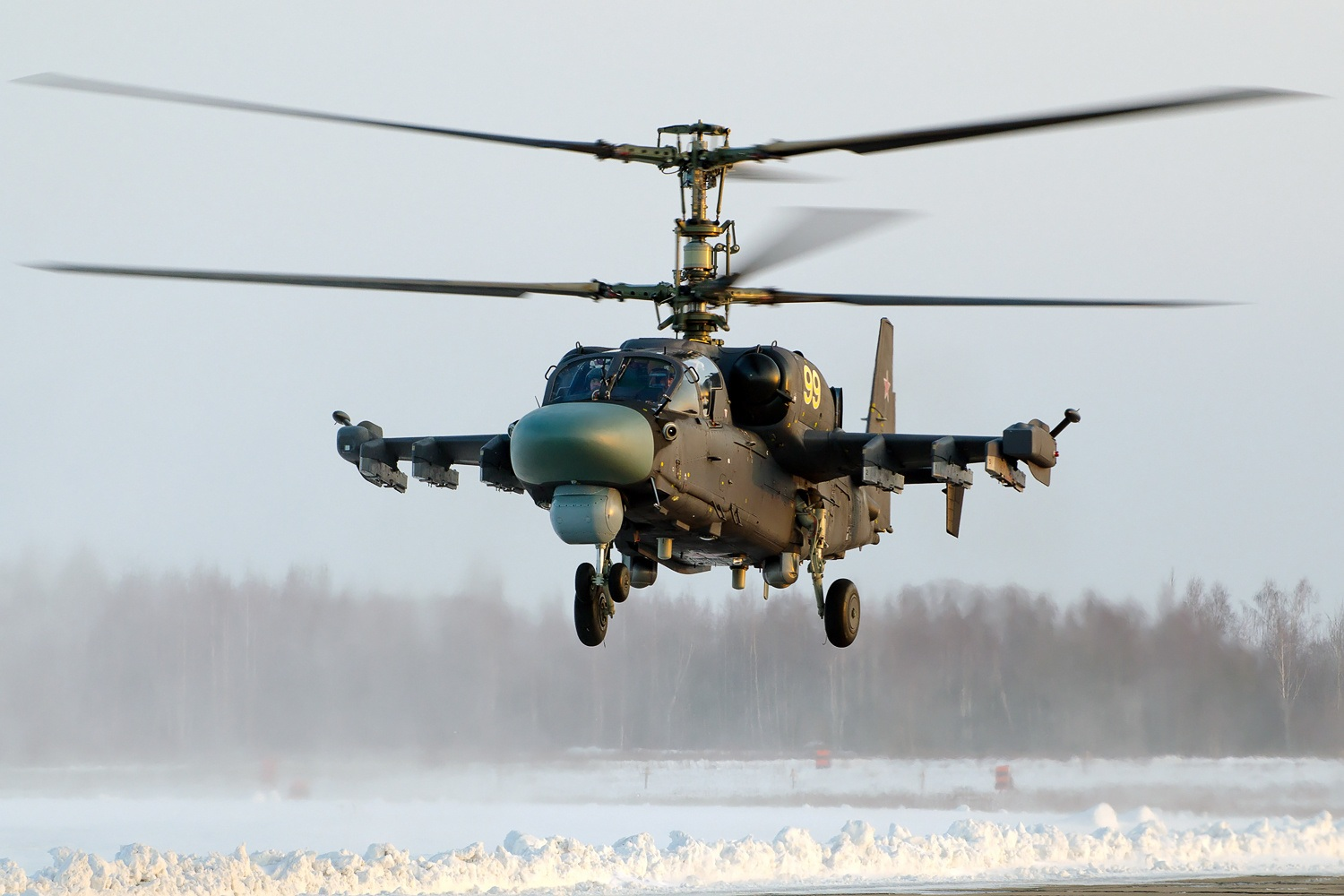
Śmigłowiec szturmowy Ka-52 zaprojektowany w biurze konstrukcyjnym Kamowa

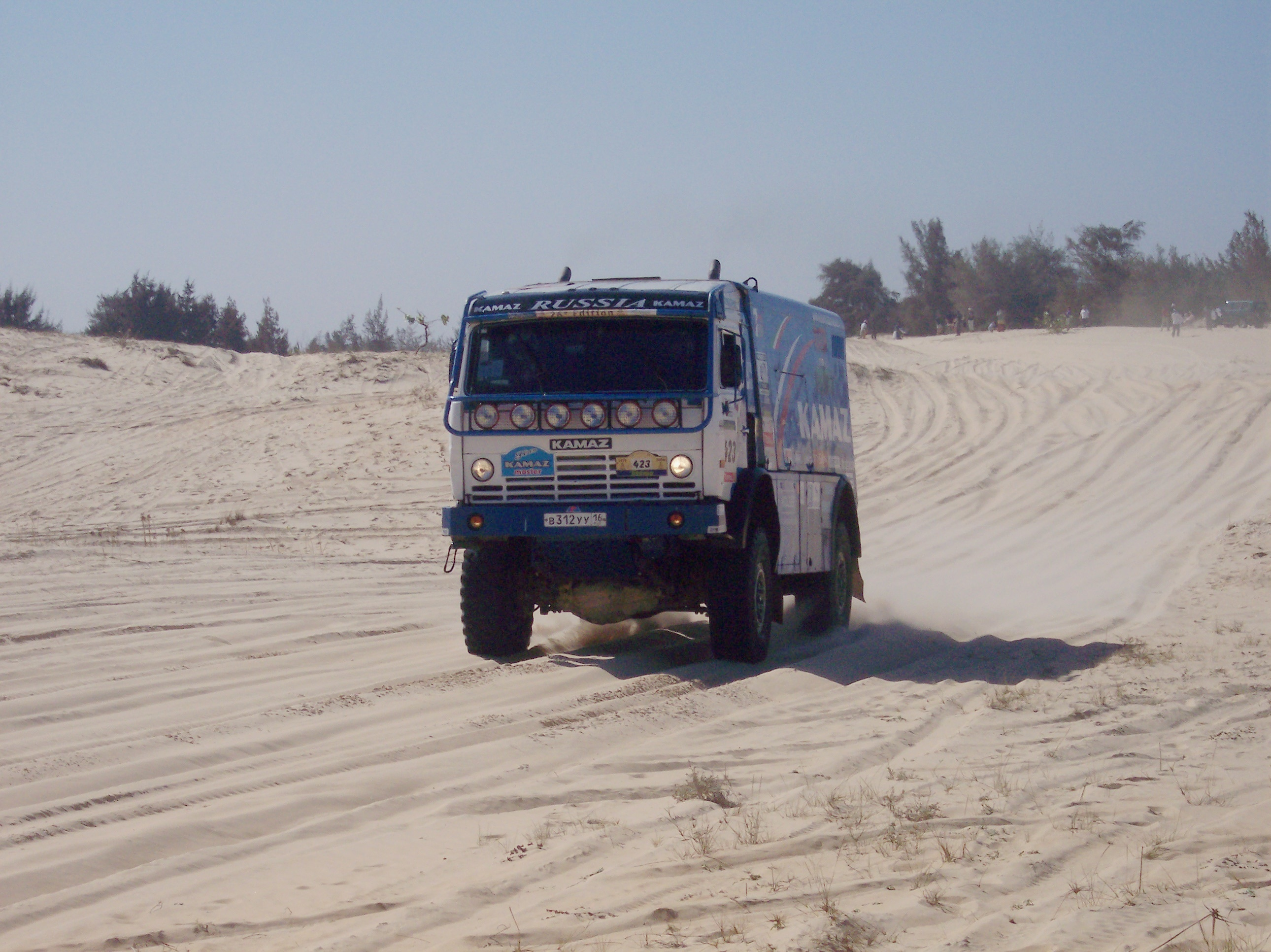
Zwycięzca Rajdu Dakar z 2006 r. jadący samochodem marki KAMAZ

Czołowym rosyjskim przedsiębiorstwem produkującym samochody jest GAZ, założony w 1929 r. Innymi przedsiębiorstwami produkującymi obecnie samochody są Russo-Bałt (1909–1923, ponownie od 2003), ZiŁ (od 1916 r.), UAZ (od 1941 r.) i Łada (dawniej WAZ, od 1966 r.). W 2012 r. uruchomiono produkcję Jo-mobilu, pierwszego rosyjskiego samochodu hybrydowego, zasilanego prądem elektrycznym, gazem i benzyną. Głównym producentem samochodów elektrycznych jest firma Ruselprom, a 30% jej produkcji jest przeznaczana na eksport. Do głównych producentów autobusów należą: PAZ (założona w 1930 r.), LiAZ (od 1933 r.) oraz KAwZ (od 1958 r.). Założony w 1969 r. KAMAZ należy do największych rosyjskich producentów samochodów ciężarowych, a jego zakłady składają się z 9 fabryk. W Rosji fabryki i montownie posiadają światowi producenci: GM, Ford, Volkswagen, Renault, PSA i Hyundai-Kia.
Rosja jest również znaczącym producentem frezarek, obrabiarek i laserów przemysłowych o dużej mocy. Firma „IPG Photonics” jest jednym z trzech największych producentów laserów przemysłowych na świecie, o kapitale ponad 1 mld USD, a w segmencie superlaserów jest monopolistą.

#### Elektronika i nanotechnologie
Rosyjska spółka Tranzas to światowy lider w produkcji systemów nawigacji morskich i profesjonalnych symulatorów dla flot handlowych. Opanowała 45% światowego rynku symulatorów morskich i 35% systemów elektroniczno-kartograficznych. Rosja produkuje także urządzenia do nawigacji morskiej, systemy zarządzania ruchem, rejestratory, dyktafony, czujniki i systemy zasilania energią słoneczną. Rząd rosyjski w ramach dywersyfikacji badań nad wschodzącymi technologiami wspiera Rosnanotech, korporację państwową nadzorującą i koordynującą badania w strefie nanotechnologii.

### Rolnictwo
Rolnictwo w 2014 roku stanowiło 4,2% PKB. Główne wyroby rolnicze: ziarno słonecznika, jęczmień, owies, gryka, porzeczka, malina, agrest – 1. miejsce na świecie; żyto, marchew – 2. miejsce; suszony groch, pszenica, ziemniaki, dynia, kapusta, rzepa, ogórek, len i konopie – 3. miejsce; burak cukrowy, pszenżyto – 4. miejsce; cebula – 8. miejsce; pomidory, jabłka – 9. miejsce; soja – 10. miejsce. Rozwinięta hodowla drobiu – 4. miejsce na świecie, trzody – 7. miejsce, koni – 10. miejsce i bydła – 13. miejsce. Połów i hodowla ryb – 8. miejsce na świecie. Produkcja piwa – 4. miejsce na świecie, surowca drzewnego – 4. miejsce, paneli drewnianych – 2. miejsce.
Lata 20. XXI w. charakteryzuje poważny problem szybkiego wyludniania się obszarów wiejskich i upadku gospodarki wiejskiej. Polityka państwa w zakresie łagodzenia negatywnych skutków tych procesów od lat traktuje rolnictwo jako główny filar rozwoju obszarów wiejskich i większość decyzji rządu ma na celu jego wsparcie. Sformułowana nowa państwowa strategia rozwoju obszarów wiejskich oraz zatwierdzony w 2019 r. ambitny program krajowy, zakładają różne możliwości rozwoju gospodarczego i dobrobytu ludności wiejskiej w zależności od dostępności zasobów naturalnych i ludzkich, stopnia peryferyjności i innych cech. Jedną ze strategii jest zachęcanie do inicjatyw opartych na społecznościach lokalnych i promocja budownictwa mieszkaniowego poprzez programy preferencyjnych kredytów hipotecznych na wsi. Na koniec autorzy przedstawiają krótki opis wpływu pandemii COVID-19 na rozwój obszarów wiejskich w Rosji i próbują przewidzieć jej dalsze konsekwencje.
Wpływu pandemii COVID-19 na rozwój obszarów wiejskich w Rosji cechuje masowy napływ mieszkańców dużych miast do podmiejskich chat, a nawet do odległych wiosek, gdzie o wiele łatwiej było przetrwać restrykcje covidowe. Prognozuje się wzrost kosztów nieruchomości poza miastami. Kilkukrotnie wzrosło zapotrzebowanie na usługi firm instalujących anteny zapewniające zrównoważony dostęp do Internetu w wiejskich domach.

### Transport i łączność
| Kategoria                       | Rosja                                       |
| ------------------------------- | ------------------------------------------- |
| Nadajniki telewizyjne           | 7306 (1998)                                 |
| Rozgłośnie radiowe              | AM 323, FM ok. 1500, fale krótkie 62 (2004) |
| Liczba użytkowników internetu   | 84,4 mln (2014)                             |
| Linie telefoniczne w użyciu     | 39,43 mln (2014)                            |
| Telefony komórkowe              | 221 mln (2014)                              |
| Porty lotnicze                  | 1218 (2013)                                 |
| Linie kolejowe eksploatowane    | 87 157 km (2006)                            |
| Drogi i autostrady łącznie      | 1 283 387 km (2012)                         |
| Drogi wodne                     | 102 000 km (2009)                           |
| Flota handlowa                  | 1143 statki (2010)                          |
| Źródło:CIA – The World Factbook |                                             |

#### Flota handlowa i drogi wodne
Flota handlowa Rosji w 2010 r. składała się z 1097 statków: 15 statków pasażerskich, 6 statków pasażerskich z możliwym załadunkiem towarowym, 634 statków towarowych, 236 tankowców naftowych, 34 tankowców naftowych z możliwym załadunkiem rud metali, 38 tankowców chemicznych, 4 tankowców specjalnych, 77 chłodniowców, 13 kontenerowców, 22 masowców, 2 gazowców oraz 11 rorowców. 145 statków znajduje się w posiadaniu innych państw (104 należy do Turcji, 12 do Ukrainy, 11 do Cypru, 9 do Włoch, 4 do Belgii i 4 do Szwajcarii). 443 statki są zarejestrowane za granicą (108 w Liberii, 60 w Kambodży, 47 na Malcie, 47 na Cyprze, 39 w Panamie, 32 w Belize, 21 na Komorach, 15 na Saint Vincent i Grenadynach, 11 na Saint Kitts i Nevis, 7 w Gruzji, 6 w Sierra Leone, 6 na Wyspach Marshalla, 6 w Dominice, 5 w Mołdawii, 4 w Mongolii, 1 na Wyspach Cooka; miejsce zarejestrowania 19 statków jest nieznane).
Do najważniejszych portów morskich i terminali należą: Azow, Królewiec, Kawkaz, Nachodka, Primorsk, Petersburg i Wostocznyj.
Łączna długość dróg wodnych w Rosji wynosi 102 000 km. Na odcinku 48 000 km gwarantowana jest głębokość zanurzenia. 72 000 km dróg wodnych przebiega w europejskiej części Rosji (połączenia z morzami: Azowskim, Bałtyckim, Białym, Czarnym i Kaspijskim).

### Turystyka

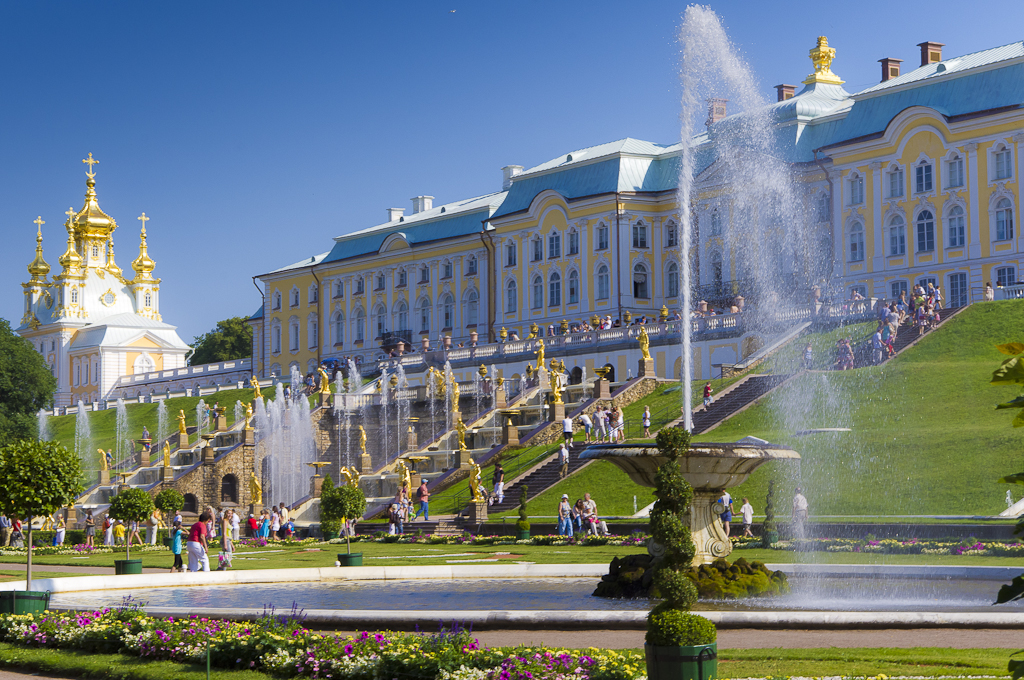
Zespół pałacowo-ogrodowy Peterhof, Petersburg

W 2015 roku kraj ten odwiedziło 31,346 mln turystów (5% więcej niż w roku poprzednim), generując dla niego przychody na poziomie 8,465 mld dolarów. Najwięcej turystów przyjechało z Ukrainy, Kazachstanu, Polski, Finlandii i Chin. W roku tym w Rosji znajdowało się 14 948 obiektów noclegowych, z czego 9243 to hotele. W 2015 roku mieściło się tam 2758 muzeów, które odwiedziło łącznie 119 mln osób.
Po inwazji Rosji na Ukrainę w lutym 2022 większość krajów europejskich (w tym cała Unia Europejska) i niektóre inne kraje na świecie wprowadziło m.in. zakaz lotów samolotów należących do rosyjskich przewoźników w swojej przestrzeni powietrznej (w odwecie Rosja zakazała lotów zagranicznych przewoźników do Rosji). Ponadto wprowadzone zostały znaczące ograniczenia w możliwości przekraczania europejskich granic lądowych (z Norwegią, Finlandią, Estonią, Łotwą, Litwą i Polską) przez obywateli Rosji. Ograniczenia te znacząco wpłynęły na ruch turystyczny: w podsumowaniu 2022 roku podkreśla się, że turystyka przyjazdowa do Rosji spadła o 99,5% w porównaniu z poprzednim rokiem; również wyjazdy Rosjan za granicę (w porównaniu z 2019 rokiem, przed pandemią COVID-19) spadły w 2022 roku o 95%. Zwiększył się za to udział turystyki wewnątrz Federacji Rosyjskiej.

### Sankcje gospodarcze
Po uzyskaniu niezawisłości w 1991 roku Rosja kilkukrotnie została poddana sankcjom gospodarczym nakładanym przez państwa zachodnie. W 2014 roku w wyniku zaangażowania zbrojnego i politycznego Rosji w konflikt na Ukrainie, USA, Unia Europejska i inne kraje wprowadziły różnego stopnia sankcje gospodarcze. Amerykańska agencja ratingowa S&P Global Ratings obniżyła rating kredytowy Rosji na BBB-. Część zagranicznych inwestorów wycofała w pierwszym kwartale 2014 roku z Rosji około 70 mld USD, więcej niż w całym roku 2013. Podobne sankcje były nakładane na Rosję również w trakcie wojny w Osetii Południowej i Abchazji w 2008 roku i w wyniku osądzenia kierownictwa przedsiębiorstwa Jukos z malwersacji finansowych, pomimo że w 2011 roku Europejski Trybunał Praw Człowieka w Strasburgu uznał, że ani postępowanie karne, ani rozprawa sądowa w związku z aresztowaniem byłego szefa Jukosu Michaiła Chodorkowskiego nie nosiły znamion procesu politycznego. Największe sankcje gospodarcze nałożono jednak na Rosję od 2022 roku, w wyniku pełnoskalowej inwazji na Ukrainę, rozpoczętej 24 lutego 2022. Sankcje te nakładane były w 2022 r. w dziewięciu pakietach (od lutego do grudnia) i obowiązują także w roku 2023.

## Środki masowego przekazu

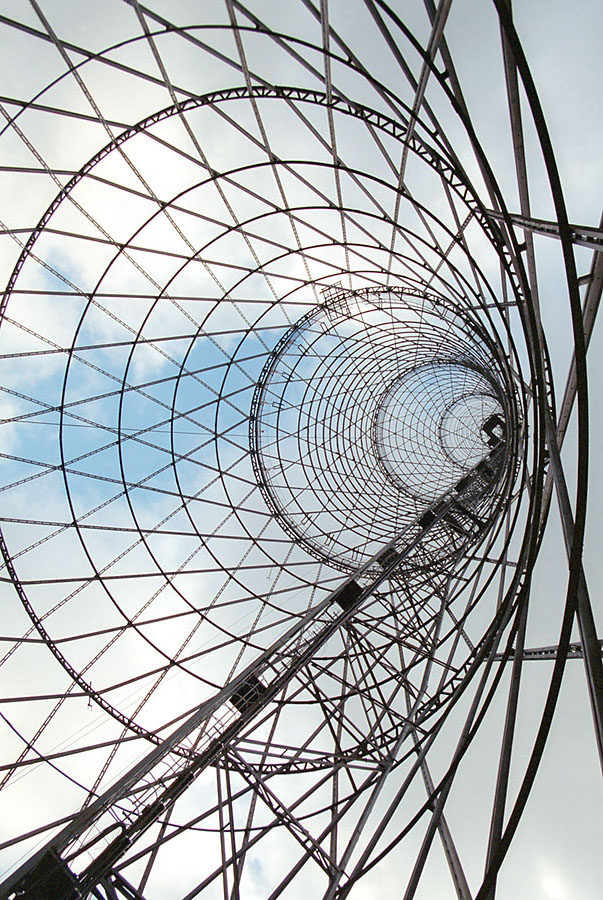
Wieża radiodyfuzyjna Władimira Szuchowa w Moskwie z 1920 r.

W 2006 r. w Rosji działało ok. 3500 kanałów telewizyjnych i stacji radiowych. W tym samym roku było zarejestrowanych 58 000 czasopism, 14 000 mediów elektronicznych oraz 5500 spółek transmisyjnych. W 2007 r. mniej niż 10% z ogółu mediów było własnością państwa, a udział koncernów zagranicznych w mediach rosyjskich stanowił ponad 50%. Do najczęściej oglądanych stacji telewizyjnych należą: państwowy Pierwyj kanał, TV Centr oraz Zwiezda. Wszechrosyjski Państwowy Koncern Telewizyjny i Radiowy zarządza kanałami: Rossija 1, Rossija 2 (sport), Rossija 24 (wiadomości) i Rossija K (kultura). Kolejną grupę kanałów tworzą telewizje należące do holdingu Gazprom-Media (NTV i TNT). Do prywatnych stacji telewizyjnych należą m.in. Piatyj kanał, CTC, Domasznij, TV-3, REN-TV, 2×2, RBC TV i Muz-TV. Oprócz różnych programów tematycznych są emitowane także obcojęzyczne serwisy informacyjne Russia Today (angielskojęzyczna) oraz Rusija Al-Jaum (arabskojęzyczna). Do największych rozgłośni radiowych należą: Radio Rossija, Radio Majak, Russkoje Radio i Głos Rosji. Do gazet o największych nakładach należą: „Komsomolskaja Prawda”, „Kommiersant”, „Moskowskij Komsomolec”, „Izwiestija”, „Rossijskaja gazieta”, „Niezawisimaja gazieta”, „Trud”, „Wiedomosti”, „Wriemia Nowostiej”, „Prawda” oraz angielskojęzyczne „The Moscow Times” i „Moskowskije nowosti”. Najpopularniejszym tygodnikiem są „Argumienty i fakty”.
Media rosyjskie reprezentują obecnie niemal wszystkie opcje polityczne świata. Znaczna część mediów przedstawia informacje zgodnie z właściwym sobie przesłaniem ideowym lub propagandowym. W Rosji funkcjonuje zarówno szereg mediów prywatnych, zagranicznych, jak i miejscowych mediów krytycznych wobec instytucji państwowych (np. kanał TV Dożd, radio Echo Moskwy, „Nowaja Gazieta”) oraz mediów państwowych, stanowiących oficjalną tubę rządową. Wiele organizacji politycznych dysponuje własnym zapleczem medialnym. Zawód dziennikarza należy do niebezpiecznych w Rosji. W latach 1992–2014 odnotowano zabójstwa 56 dziennikarzy (7. miejsce na świecie, ostatnie zabójstwo odnotowano 9 lipca 2013 roku), w które zazwyczaj były zaangażowane grupy mafijne, ekstremiści religijni lub polityczni, biznesmeni i urzędnicy na różnych szczeblach.

## Siły zbrojne
Siły Zbrojne Federacji Rosyjskiej zostały utworzone na bazie Armii Radzieckiej po rozwiązaniu ZSRR. 7 V 1992 r. na mocy ustawy prezydenta Borysa Jelcyna utworzone zostało rosyjskie Ministerstwo Obrony, któremu podlegają wszystkie rodzaje wojsk. Federacja Rosyjska należy do mocarstw nuklearnych. Wydatki na zbrojenia w 2014 r. wyniosły ok. 70 mld USD, czyli 3,7% ówczesnego PKB Rosji.
Głównodowodzącym Sił Zbrojnych jest prezydent (obecnie Władimir Putin), któremu podporządkowany jest minister obrony (obecnie Siergiej Szojgu) i szef sztabu generalnego (obecnie Walerij Gierasimow). Wojska rosyjskie dzielą się na 6 rodzajów: Siły Powietrzne, Wojska Lądowe, Marynarkę Wojenną, Strategiczne Wojska Rakietowe, Wojska Obrony Powietrzno-Kosmicznej oraz Wojska Powietrznodesantowe. Siły zbrojne podzielone są na 4 okręgi wojskowe, tj. Zachodni Okręg Wojskowy, Południowy, Centralny i Wschodni. W skład marynarki wojennej wchodzi 5 Flot: Bałtycka, Północna, Oceanu Spokojnego, Czarnomorska oraz Flotylla Kaspijska. Część rosyjskiej obrony przeciwlotniczej jest zintegrowana z obroną przeciwlotniczą Białorusi. Poza granicami Rosji i Białorusi wojska rosyjskie stacjonują w: Naddniestrzu, Abchazji, Osetii Południowej, Armenii, Kazachstanie, Kirgistanie, Tadżykistanie, Syrii i Wietnamie.
W 2010 r. wojsko rosyjskie liczyło 1,027 mln żołnierzy oraz 754 tys. rezerwistów. Liczba ludności zdolna do służby wojskowej w 2007 r. wynosiła 50,2 mln osób. Arsenał rosyjski w 2014 r. liczył w przybliżeniu: 2038 głowic nuklearnych, 367 aktywnych nośników głowic, 130 taktycznych systemów rakietowych, 3,6 tys. samolotów, śmigłowców i dronów (1,2 tys. w rezerwie), 2,4 tys. samobieżnych zestawów przeciwlotniczych, 57 okrętów podwodnych (12 w rezerwie) i 191 nawodnych jednostek, w tym 1 krążownik lotniczy, 4 krążowniki, 15 niszczycieli, 4 fregaty, 78 korwet (11 różnych okrętów w rezerwie), 2,2 tys. czołgów (10 tys. w rezerwie), 3 tys. bojowych wozów piechoty (13,5 tys. w rezerwie), 3,7 tys. transporterów opancerzonych (9,6 tys. w rezerwie), 5,1 tys. dział i moździerzy (10,6 tys. w rezerwie), 1,4 tys. wieloprowadnicowych wyrzutni rakietowych (2,4 tys. w rezerwie).
|                                       |                                                                                         |                                         |                                        |                                                |
| Pocisk strategiczny R36-M2 „Wojewoda” | Silniki NPO Energomasz RD-264 będące bazą wyjściową dla silników pocisku RS-28 „Sarmat” | Czołgi T-14 z podwoziem projektu Armata | Okręt Noworosyjsk klasy „Warszawianka” | Su-57 – rosyjski samolot myśliwski V generacji |

## Języki urzędowe
Język urzędowy
     Język używany

Zasięg występowania języka rosyjskiego.
Język urzędowy
Język używany

Językiem urzędowym Rosji jest język rosyjski – język z rodziny języków słowiańskich o największej liczbie użytkowników. Posługuje się nim jako pierwszym językiem około 145 mln ludzi, ogółem (według różnych źródeł) 250–300 mln. Oprócz samej Rosji język rosyjski jest także językiem urzędowym na Białorusi, w Kazachstanie, Kirgistanie, w Naddniestrzu, Gagauzji, Abchazji i Osetii Południowej. Jest jednym z sześciu języków oficjalnych Organizacji Narodów Zjednoczonych. Posługuje się  cyrylicą. Język literacki rozwinął się bezpośrednio z języka staroruskiego i uległ kodyfikacji w XVIII wieku.
Zgodnie z art. 68 § 2 rosyjskiej konstytucji republiki mogą wprowadzać na swoim terytorium dodatkowe języki urzędowe. Obecnie status języka urzędowego posiada oprócz rosyjskiego 27 innych języków: abazyński, adygejski, ałtajski, baszkirski, buriacki, czeczeński, czukocki, czuwaski, erzja, inguski, jakucki, jidysz, kabardyjski, kałmucki, karaczajo-bałkarski, krymskotatarski, chakaski, chantyjski, komi, mansyjski, maryjski, moksza, nieniecki, nogajski, osetyjski, tatarski, tuwiński, udmurcki i ukraiński. Wyjątkowa sytuacja panuje w wieloetnicznym Dagestanie, gdzie obok rosyjskiego obowiązuje 13 dodatkowych języków urzędowych: agulski, awarski, azerski, cachurski, czeczeński, dargiński, kumycki, lakijski, lezgiński, nogajski, rutulski, tabasarański i tacki.
Poza językami oficjalnymi, na obszarach zwartego zamieszkiwania mniejszości narodowych, języki tych mniejszości mogą być wprowadzane jako języki z urzędowym statusem w dowolnym regionie Rosji.

## Oświata
Rosja należy do krajów o najmniejszym odsetku analfabetów na świecie (0,6%). W Rosji działają obecnie 1304 uczelnie (685 szkoły państwowe i 619 szkoły prywatne) i 48 państwowych uniwersytetów. W latach 2003–2004 liczba uczniów szkół wyższych wyniosła 5 947 500 (5 228 700 uczniów szkół państwowych i 718 800 uczniów szkół prywatnych). W rezultacie silnego nacisku państwa na promowanie nauk ścisłych oraz technologii w edukacji, matematyka, fizyka, chemia, medycyna, lotnictwo oraz astronautyka są w Rosji najlepiej rozwiniętymi dziedzinami nauki. Konstytucja Rosji gwarantuje obywatelom bezpłatny dostęp do edukacji.

## Kultura
Rosja w mniemaniu części własnych ideologów i filozofów nie jest ani częścią Zachodu, ani częścią Azji, ale jej mieszanką, tworząc wyjątkową cywilizację, odrębną kulturę – według Samuela Huntingtona jest to cywilizacja prawosławna. Według innych stanowi część kultury europejskiej.

### Literatura i filozofia

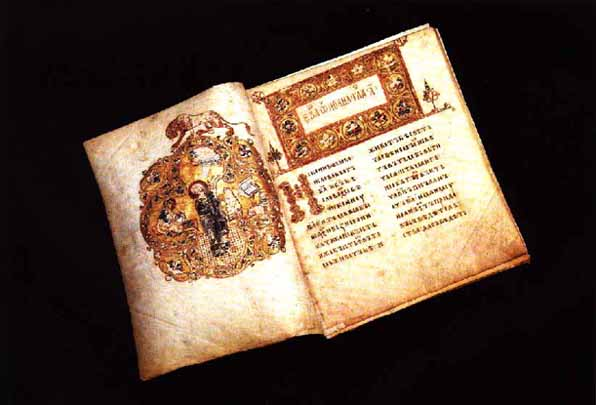
Ewangeliarz Ostromira – drugi pod względem dawności zabytek piśmiennictwa ruskiego pochodzący z lat 1056–1057 – zbiory Rosyjskiej Biblioteki Narodowej

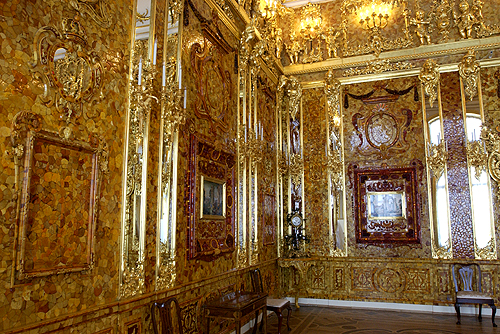
Bursztynowa Komnata w Carskim Siole – rekonstrukcja zniszczonego wnętrza z 2003 r.

Rosyjska literatura, powstała na przełomie X–XI w. w związku z rozwojem piśmiennictwa i kultury feudalnej Rusi. Jej fundamentem stała się ustna twórczość ludowa – tzw. byliny, skazy, pieśni, legendy i inne przejawy folkloru. W rozwoju staroruskiej literatury XI–XIV w. znaczną rolę odegrały integralne związki Rusi z Bizancjum i kulturą południowosłowiańską, skąd przeniesione zostały na Ruś m.in. wzorce literatury religijnej. W monastyrach i cerkwiach, m.in. w Ławrze Peczerskiej (1051), Troicko-Siergijewskiej (1337/1345) i Monasterze Cyrylo-Biełozierskim (1397), zaczęły się gromadzić literatury i sztuki, a one same po stuleciach przekształciły się w pomniki architektury. W XIII w., w wyniku rozbicia dzielnicowego Rusi kultura ruska zaczęła się rozwijać odmiennie w różnych dzielnicach kraju. Do najważniejszych zabytków literackich okresu staroruskiego należą m.in.: Ewangeliarz Ostromira (1056–1057), Ruska Prawda (XI w.), Powieść minionych lat autorstwa Nestora (1113), Słowo o wyprawie Igora (ok. 1186), Żywot Aleksandra Newskiego (XIII w.) oraz Zadońszczyzna autorstwa Sofoniusza (XIV w.).
W XV-wiecznej literaturze pojawia się temat zjednoczenia całości ziem ruskich pod berłem carów moskiewskich, podjęty m.in. w Opowieści o książętach włodzimierskich Pachomiusza Logofeta oraz w Teorii trzech Rzymów Filoteusza z Pskowa. Szczególne miejsce w literaturze tego okresu zajmuje Podróż za trzy morza (1466–1472) Atanazego Nikitina, pierwsze w całości świeckie dzieło literatury rosyjskiej. Najważniejszymi zabytkami literatury XVI-wiecznej są nierzadko monumentalne, wielotomowe dzieła, m.in. Sudiebnik z 1550 r., Domostroj, Wielkie Czytane Mineje, Stoglaw, Latopis Carski Iwana Groźnego oraz Latopis Patriarchalny Nikona, które stały się oficjalnymi kronikami i zbiorami praw ówczesnej Rosji. Literatura ruska i ruski język literacki rozwijały się również w Wielkim Księstwie Litewskim, gdzie ostatecznie zanikły w XVII w., ustępując literaturze polskiej i polskiemu językowi literackiemu. W XVII w. do najznaczniejszych pisarzy należeli Awwakum Pietrow, autor pierwszego dzieła autobiograficznego w języku rosyjskim, pt. Żywot protopopa Awwakuma (1672–1673) oraz Symeon Połocki, twórca rosyjskiego wiersza sylabicznego. Z XVII w. pochodzi także Synopsis Kijowski (1674) Innocentego Gizela, uważany za pierwszy rosyjski podręcznik historii.
Dynamiczny rozwój literatury rosyjskiej nastąpił w okresie oświecenia pod koniec XVIII w. Utworzono nowe szkoły i uniwersytety zorganizowane na wzór nowożytno-europejski. Okres ten nazywany jest „brązowym” w literaturze rosyjskiej. Do najważniejszych pisarzy tego okresu należą m.in. Michaił Łomonosow, Aleksandr Radiszczew, Antioch Kantemir, Gawriła Dierżawin, Aleksandr Gribojedow oraz przedstawiciel preromantyzmu Iwan Kryłow.

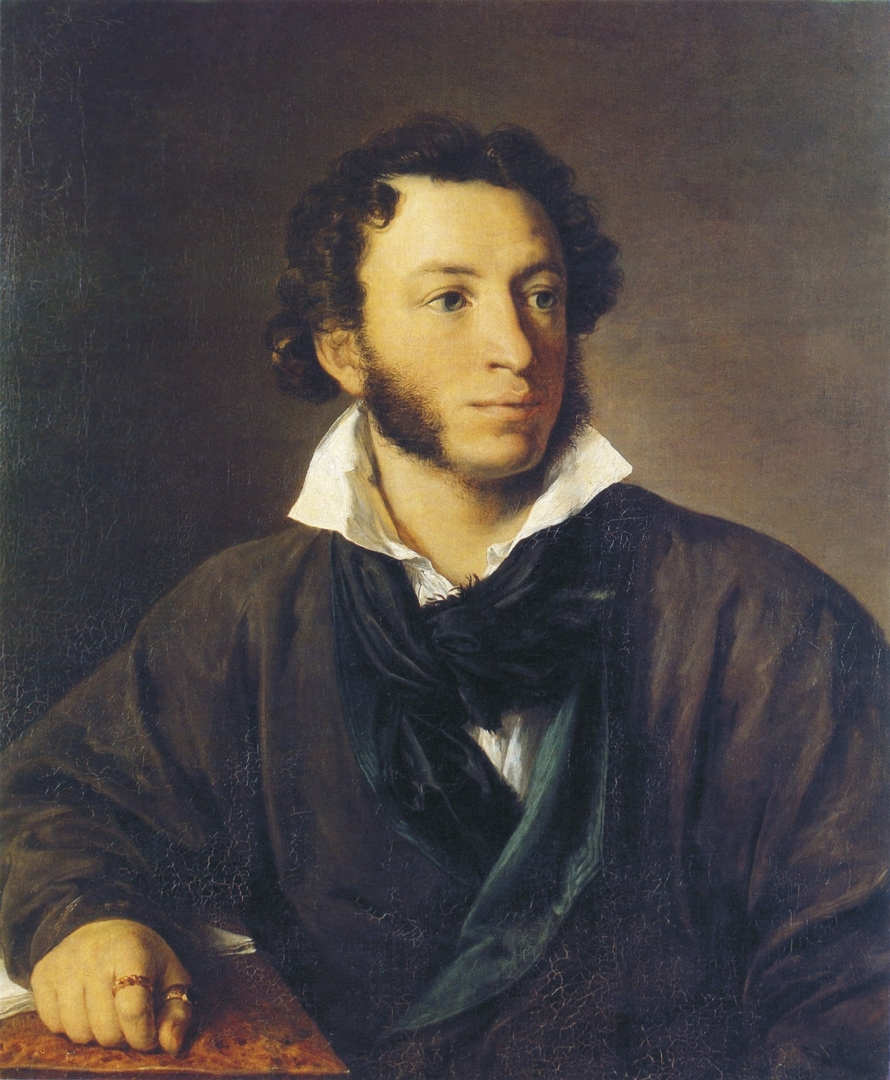
Aleksandr Puszkin – portret pędzla Wasilija Tropinina z 1827 r., Muzeum Sztuk Pięknych im. Puszkina w Moskwie

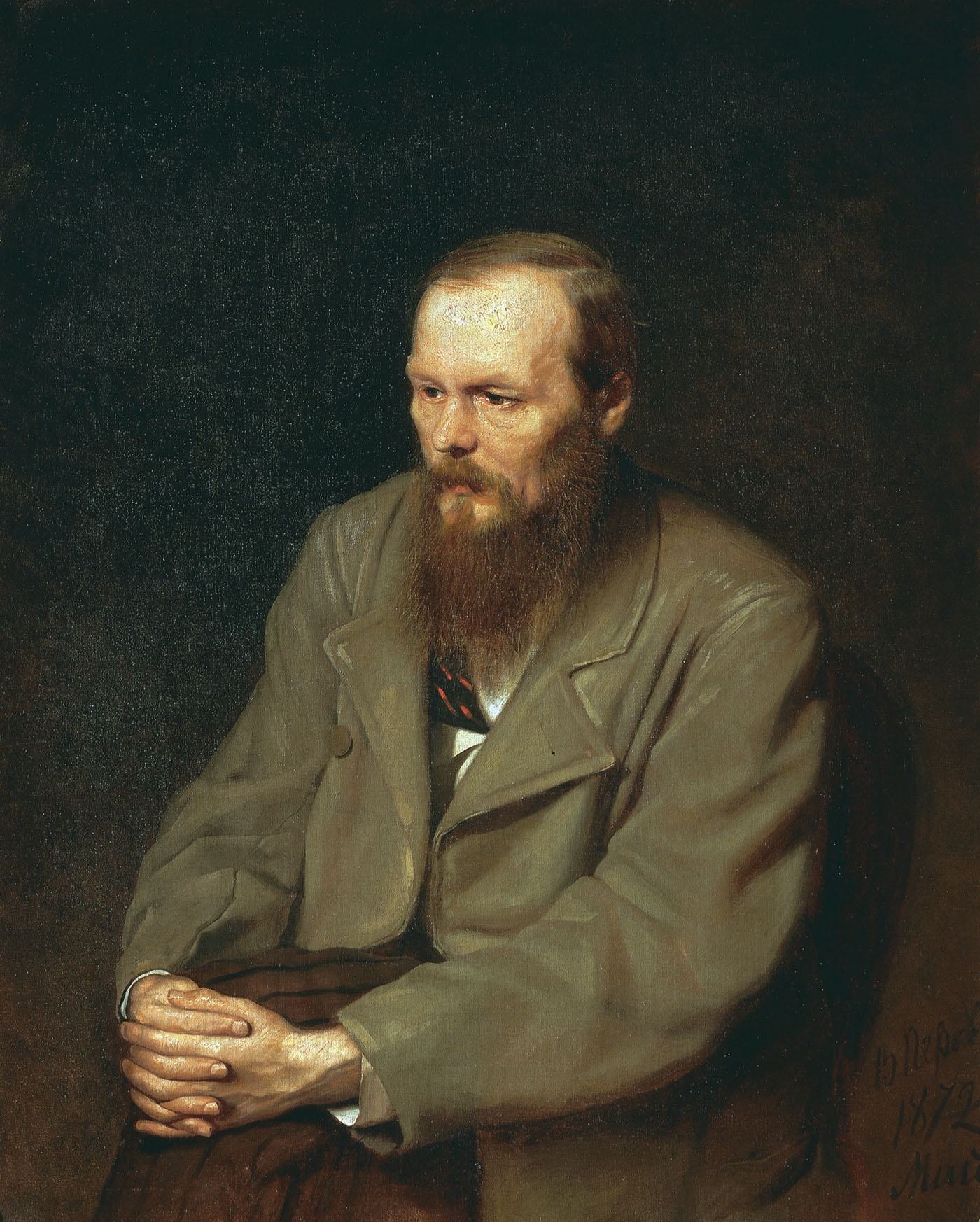
Fiodor Dostojewski – portret pędzla Wasilija Pierowa z 1872 r., Galeria Tretiakowska

Wiek XIX nazywany jest często „złotym” w literaturze rosyjskiej. W okresie tym pojawiły się liczne nowe prądy literackie i ideowe (m.in. romantyzm, realizm, socjalizm i anarchizm) w rezultacie czego powstały takie dzieła jak: Eugeniusz Oniegin (1833), Wojna i pokój (1865–1869) czy Zbrodnia i kara (1866). Do najważniejszych pisarzy tego okresu należą: Aleksandr Puszkin, Michaił Lermontow, Taras Szewczenko, Iwan Turgieniew, Nikołaj Gogol, Fiodor Dostojewski, Lew Tołstoj, Michaił Sałtykow-Szczedrin, Nikołaj Niekrasow i Fiodor Tiutczew. Najważniejszymi filozofami tego okresu są: główny ideolog anarchizmu kolektywistycznego Michaił Bakunin, ojcowie rosyjskiego socjalizmu Aleksandr Hercen i Wissarion Bielinski oraz okcydentalista Timofiej Granowski. W połowie XIX w. sformułowano w Rosji zasady słowianofilstwa. Do najważniejszych przedstawicieli tego kierunku należą: Iwan Kiriejewski, Piotr Czaadajew i Nikołaj Danilewski. W XIX wieku na bazie dialektów zachodnioruskich powstały nowe języki literackie: ukraiński i białoruski, które nawiązywały do tradycji ruskich z byłego Wielkiego Księstwa Litewskiego.
Okres od 1880 do 1917 r. jest nazywany „srebrnym”. W okresie tym w literaturze zaczyna dominować symbolizm (Andriej Bieły, Aleksandr Błok, Marina Cwietajewa). Wielu spośród symbolistów wyrażało poglądy dekadenckie (Dmitrij Mereżkowski, Zinaida Gippius, Konstantin Balmont, Fiodor Sołogub i Walerij Briusow). Imażynistami byli Siergiej Jesienin i Anatolij Marienhof. Do akmeistów należeli m.in.: Nikołaj Gumilow, Osip Mandelsztam i Anna Achmatowa. Szczególne miejsce zajmuje twórczość Antona Czechowa. Do głównych filozofów tego okresu należeli: pozytywista Maksim Kowalewski, nihilista i anarchista Piotr Kropotkin oraz poczwennik Nikołaj Strachow. W 1915 r. w Petersburgu powstała rosyjska szkoła formalna, do której głównych działaczy należeli Wiktor Szkłowski i Boris Tomaszewski. Radykalni formaliści skupiali się także w Moskiewskim Kole Lingwistycznym, którego członkami byli m.in. Roman Jakobson i Nikołaj Trubieckoj. Uczeni ci działali później w Czechosłowacji i USA, gdzie przyczynili się do powstania Praskiego Koła Lingwistycznego oraz w zasadniczy sposób wpłynęli na rozwój strukturalizmu.
Od 1917 r. zaczyna dominować literatura o tematyce rewolucyjnej, z której następnie rozwinęła się rosyjska literatura radziecka. Pojawiły się liczne kierunki awangardowe i nowe prądy umysłowe. Do przedstawicieli internacjonalizmu należeli: Władimir Majakowski, Marc Chagall, Wasilij Kandinski czy Włodzimierz Lenin. Prekursorem ekspresjonizmu był Leonid Andriejew. Czołowymi futurystami byli: Aleksiej Kruczonych, Wadim Szerszeniewicz, Wielimir Chlebnikow i Władimir Majakowski. Na początku lat 40. w literaturze zaczął dominować socrealizm, który obowiązywał do końca lat 50. Do głównych przedstawicieli tego kierunku należeli Maksim Gorki i Michaił Szołochow. Innymi wpływowymi pisarzami okresu radzieckiego byli: symbolista Ilja Erenburg, mistrz krótkich form Izaak Babel, Michaił Bułhakow, Boris Pasternak, Andriej Wozniesienski i Vladimir Nabokov.
W okresie radzieckim w znaczny sposób odstąpiono od tradycyjnych form kultury, usiłując zastąpić je nowymi, komunistycznymi treściami. Począwszy od lat 80. widoczny jest powrót do starych tradycji ruskich przy czym jednocześnie nie próbuje się odrzucać dziedzictwa kulturowego okresu radzieckiego. Po zniesieniu cenzury (1985–1990) zaczęły być wydawane teksty do tej pory nieopublikowane w Rosji, m.in. utwory Aleksandra Sołżenicyna czy Wieniedikta Jerofiejewa. Do obecnie tworzących pisarzy należą m.in. Władimir Sorokin, Wiktor Pielewin, Siergiej Łukjanienko i Wiktor Jerofiejew.

### Muzyka poważna i balet

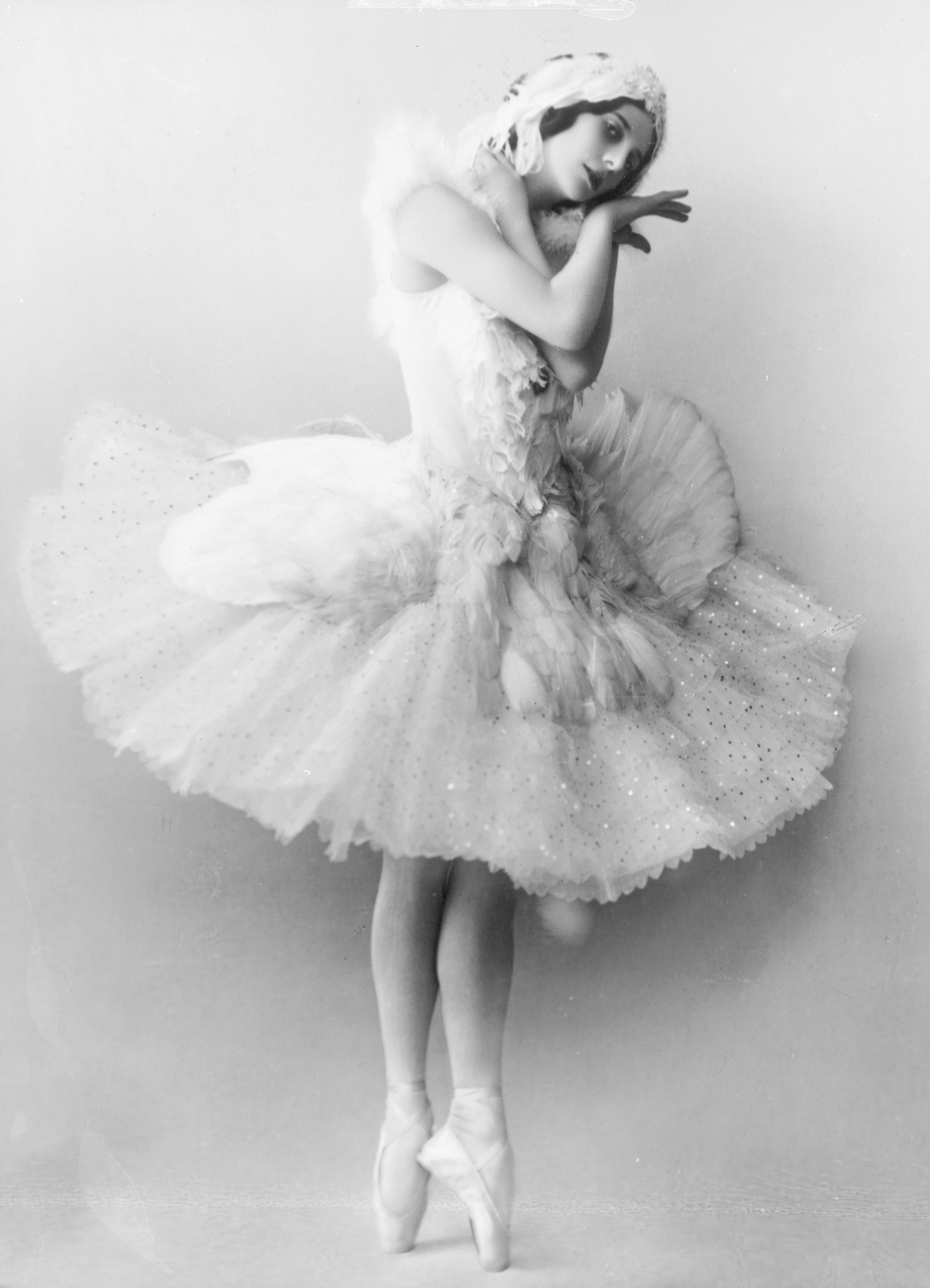
Anna Pawłowa – Umierający łabędź

Podstawy muzyki rosyjskiej stanowi bogaty folklor muzyczny, którego historia sięga okresu Rusi Kijowskiej. Dynamiczny rozwój muzyki rosyjskiej nastąpił pod wpływem klasycyzmu na początku XIX w. Do najważniejszych kompozytorów tego okresu należy Michaił Glinka, który wraz ze swymi uczniami z tzw. „potężnej gromadki” (Aleksandrem Borodinem, Modestem Musorgskim, Nikołajem Rimskim-Korsakowem i innymi) stworzył rosyjską szkołę narodową. Do najsłynniejszych dzieł tego okresu należą opery: Życie za cara (1836), Borys Godunow (1868–1872) i Kniaź Igor (1869–1888). Istotnym wydarzeniem było założenie Rosyjskiego Towarzystwa Muzycznego (1859) przez Antona i Nikołaja Rubensteinów. Za najważniejszego kompozytora okresu romantyzmu uważa się powszechnie Piotra Czajkowskiego. Kontynuatorem tradycji romantycznych był m.in. XX-wieczny kompozytor Siergiej Rachmaninow.
Do najznaczniejszych kompozytorów w XX w. należeli m.in. Aleksandr Skriabin, Siergiej Rachmaninow, Igor Strawinski, Siergiej Prokofjew oraz Dmitrij Szostakowicz, autor VII Symfonii Leningradzkiej (1941). Do światowej sławy muzyków należą: skrzypkowie Dawid Ojstrach i Gidon Kremer, wiolonczelista i dyrygent Mstisław Rostropowicz, pianiści: Vladimir Horowitz, Swiatosław Richter i Emil Gilels oraz śpiewaczka operowa Galina Wiszniewska.
Rosyjski kompozytor Piotr Czajkowski skomponował najbardziej znane balety na świecie: Jezioro łabędzie (1875–1876), Dziadka do orzechów (1891–1892) i Śpiącą królewnę (1889). Na początku XX w. tancerze Anna Pawłowa i Wacław Niżyński wraz z impresariem Siergiejem Diagilewem i jego Ballets Russes położyli podwaliny pod taniec nowoczesny. W okresie radzieckim kontynuowano tradycje sięgające XIX wieku. Do największych gwiazd sceny radzieckiej należeli: Maja Plisiecka, Rudolf Nuriejew czy Michaił Barysznikow. Do najważniejszych światowych ośrodków baletu należą Teatr Wielki w Moskwie i Teatr Maryjski w Petersburgu.

### Muzyka rozrywkowa
W 1. połowie XX wieku popularnością cieszyły się utwory m.in. Aleksandra Wiertinskiego, Leonida Utiosowa, Adolfa Rosnera. Do późniejszych gwiazd estrady należą: Ałła Pugaczowa, Sofia Rotaru, Natali, Mark Bernes, Lew Leszczenko, Iosif Kobzon, Walerij Leontjew, Muslim Magomajew i Oleg Gazmanow. Miano bardów rosyjskich zyskali sobie Bułat Okudżawa, Włodzimierz Wysocki, Aleksandr Galicz i Jurij Wizbor. Do najpopularniejszych rosyjskich zespołów rockowych należą m.in. DDT, Lube, Nautilus Pompilius, Akwarium, Bi-2, Siektor Gaza, Arija i Kino. Światową sławę zyskał duet poprockowy t.A.T.u. Tatu, wykonujący jedną z najpopularniejszych współczesnych rosyjskich piosenek Nas nie dogoniat. Innym żeńskim zespołem, który odniósł komercyjny sukces, jest trio Serebro, którego singiel Mama ljuba w 2012 roku pojawił się na wielu światowych listach przebojów i był pierwszą, od czasów t.A.T.u., pozycją rosyjskiego wykonawcy na liście amerykańskiego Billboardu. Do innych popularnych rosyjskich artystów muzycznych można zaliczyć raperów Timati oraz Alljego, piosenkarzy Maksima Fadiejewa i Aleksieja Worobjowa, a także grupę rockową Leningrad.

### Sztuki piękne

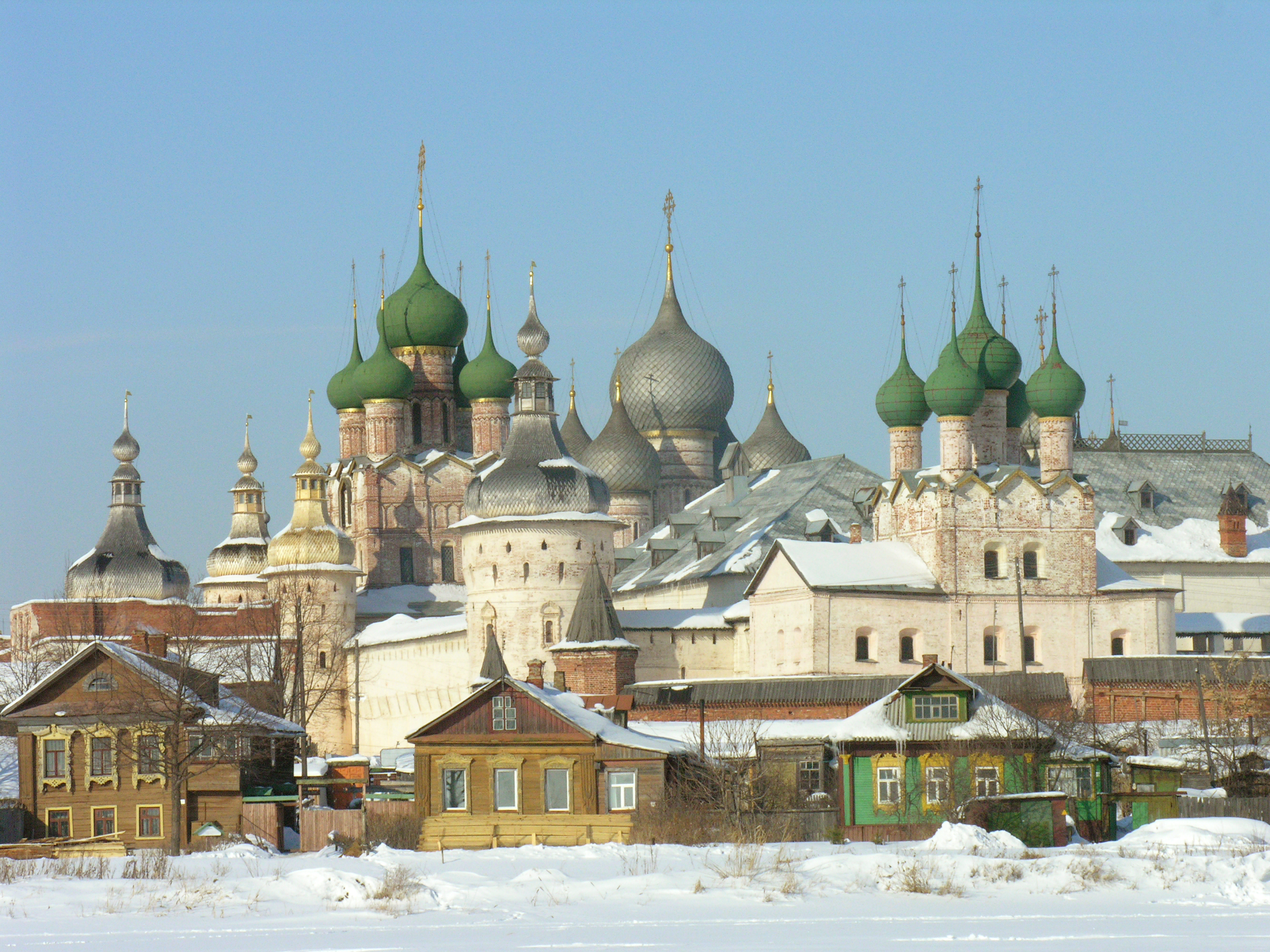
Architektura miasta Rostów (2006)

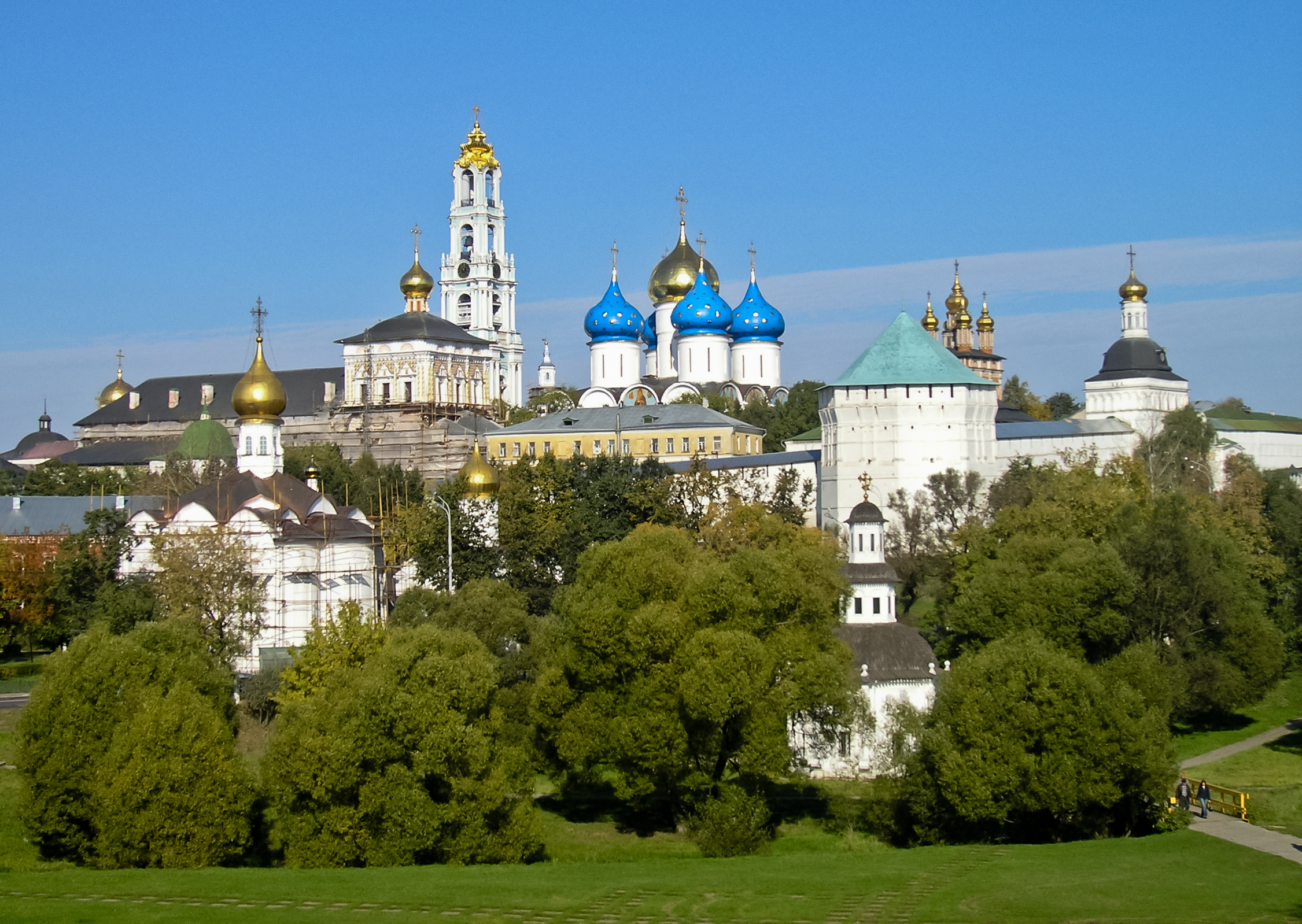
Ławra Troicko-Siergijewska (2007)

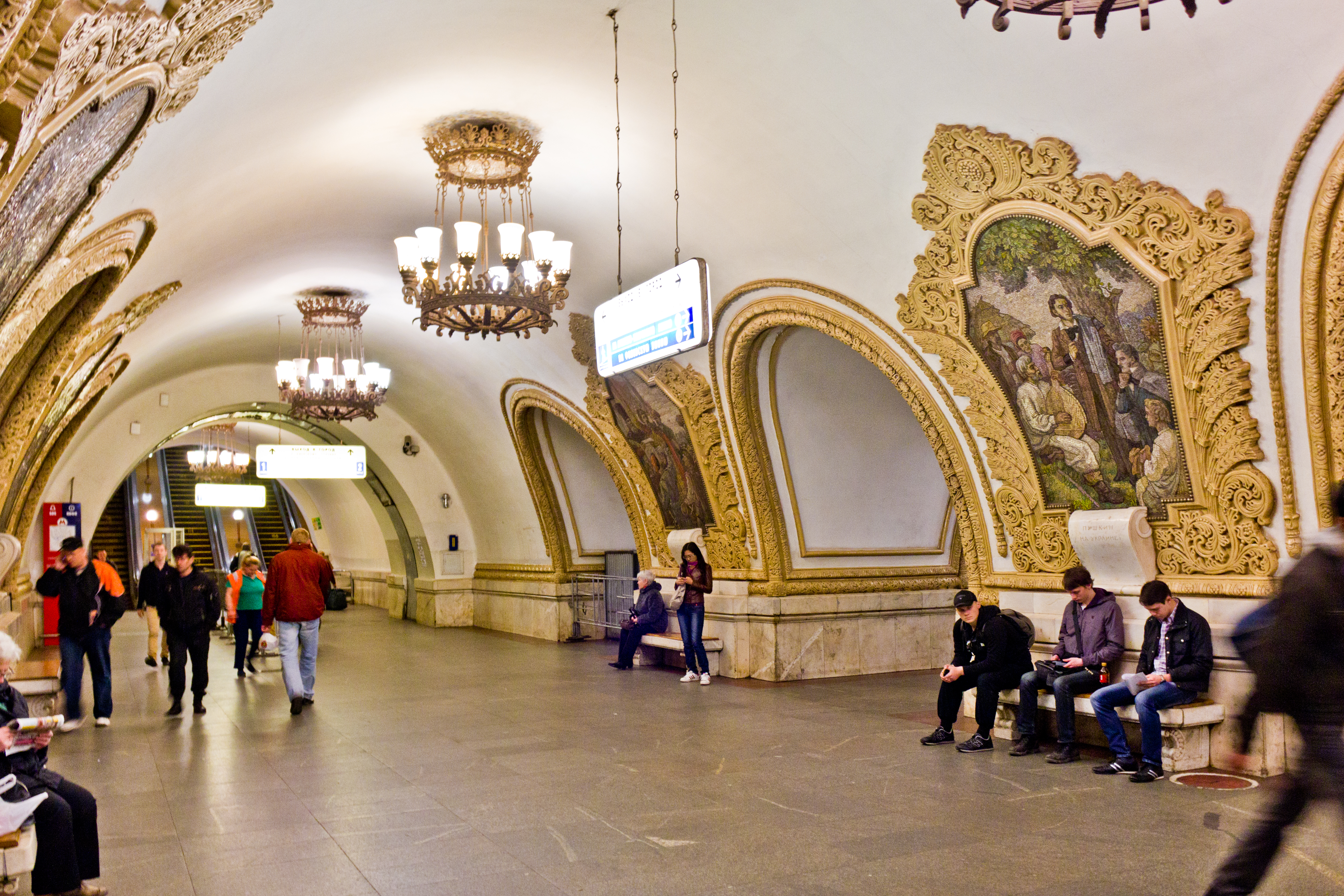
Stacja Kijowska, metro w Moskwie

Podstawy sztuki rosyjskiej stanowią sztuka staroruska i bizantyjska. W X wieku rozpoczęto budowę pierwszych świątyń opartych na wzorcach bizantyjskich, ale noszących oryginalne cechy ruskie. Zaczęła się rozbudowa miast z kremlem (w sumie na terenie Rosji wybudowano ponad 70 kremli). Obok drewnianych budowli z silnymi wpływami budownictwa ludowego (np. pogost na Kiży z XVI wieku) wznoszono okazałe budowle kamienne. Do najznaczniejszych należą: kreml nowogrodzki z monasterem juriewskim (1030) i Soborem św. Sofii (1045–1052), Sobór św. Sofii w Kijowie (1037) i Ławra Peczerska (1051). W XII wieku ukształtowało się kilka odrębnych szkół architektury i malarstwa, z czego na czołowej pozycji uplasowała się szkoła nowogrodzka. W okresie tym powstały bogato zdobione freskami cerkwie nowogrodzkie, np. Zwiastowania (1179) i Spasa na Nieriedice (1198). Inne szkoły – pskowska i włodzimiersko-suzdalska – zapoczątkowały wznoszenie budowli z białego kamienia, harmonijnie wpisanych w krajobraz, np. cerkiew św. św. Borysa i Gleba w Kidekszy (1152), sobór Zaśnięcia Matki Bożej (1158–1189), Złota Brama (1158–1164) i sobór św. Dymitra (1194–1197) we Włodzimierzu, zamek Andrzeja Bogolubskiego w Bogolubowie (1158–1165), cerkiew Opieki Matki Bożej na Nerli (1165), kreml suzdalski z soborem Narodzenia Matki Bożej (1222–1225).
Najazdy tatarskie zahamowały rozwój sztuki, ale już w XIV wieku zaczęła się odradzać architektura w całej Wielkorosji. W wyniku przeniesienia stolicy metropolii prawosławnej i wielkiego księstwa do Moskwy miasto to stało się głównym ośrodkiem sztuki na Rusi. W okresie tym powstał Monaster Daniłowski (1300) – obecnie siedziba patriarchów, Ławra Troicko-Siergijewska w Siergijew Posadzie (ok. 1340), Monastyr Świętego Cyryla Biełozierskiego w Kiriłłowie (1397), Monaster Terapontowski (1398) i Monastyr Sołowiecki (1429). Cerkwie były często bogato zdobione freskami i ikonami Teofana Greka, Andrieja Rublowa i innych mistrzów.

Od lat 70. XV do XVII wieku na sztukę Rosji oddziałowały ideały renesansu włoskiego. Obok architektów rosyjskich działali także budowniczy włoscy (Pietro Solari, Marco Ruffo). Wykształcił się styl łączący elementy renesansu, sztuki staroruskiej i nowych oryginalnych form. Za przykłady mogą posłużyć: Sobór Zaśnięcia Najświętszej Maryi Panny (1475–1479) Sobór Zwiastowania (1484–1489), rozbudowa kremla moskiewskiego z lat 1485–1495, Cerkiew Wniebowstąpienia w Kołomieńskiem (1535) i Cerkiew Wasyla Błogosławionego na Placu Czerwonym (1555–1560). Rozbudowano także kreml kazański. Pod wpływem działalności Rublowa ukształtowała się w XVI wieku szkoła stroganowska – najwybitniejsza szkoła w ikonografii ruskiej. W drugiej połowie XVI wieku na skutek inspiracji renesansem uformował się frjazyński styl malarski.

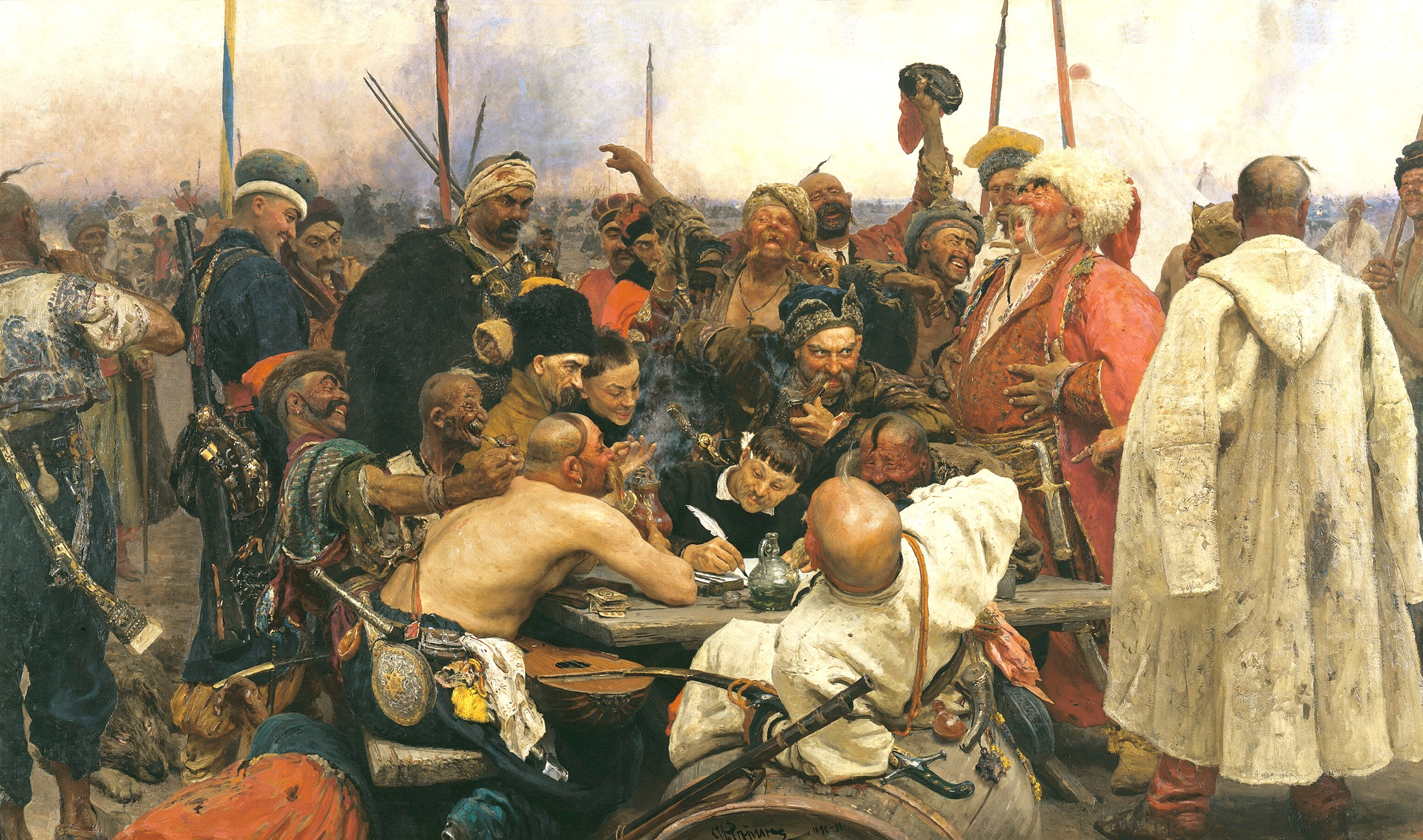
Kozacy piszą list do sułtana – obraz pędzla Ilji Riepina z lat 1880–1891, Muzeum Rosyjskie w Sankt Petersburgu

Od lat 80. XVII do lat 60. XVIII wieku silnie wpłynął na sztukę barok, który można podzielić na kilka stylów i etapów (moskiewski, piotrowski, jelizawetyński, syberyjski, naryszkinowski, stroganowski, golicyński). Za przykład rosyjskiej architektury barokowej mogą posłużyć Monaster Nowodziewiczy w Moskwie, liczne zabytki Jarosławia i Petersburga. Od XVIII do połowy XIX wieku dominował klasycyzm, a szczególnie popularna była jego późna odmiana – empire. W Rosji przez szereg stuleci działało wielu zagranicznych artystów, np. Domenico Trezzini, Bartolomeo Rastrelli, Antonio Rinaldi, Giacomo Quarenghi, Carlo Rossi, Étienne Falconet, Jean-Baptiste Vallin de la Mothe, Jean-Baptiste Le Blond i Andreas Schlüter. Wielu z nich postanowiło w Rosji osiąść na stałe i zostało nadwornymi artystami carów lub arystokracji. Do najważniejszych zabytków z okresu od XVIII do XIX wieku należą: historyczne centrum Petersburga oraz powiązane z nim obiekty w miejscowościach: Carskie Sioło, Peterhof, Pawłowsk, Strelna, Gatczyna, Oranienbaum, Ropsza, Pułkowo, Szlisselburg i Kronsztadt.
W 1757 roku została otwarta Akademia Sztuk Pięknych w Petersburgu, która nadała malarstwu rosyjskiemu rangę międzynarodową. Do najwybitniejszych akademickich malarzy portretowych należeli: Iwan Argunow, Fiodor Rokotow, Dymitr Lewicki i Władimir Borowikowski. W 2. połowie XIX wieku akademizm uległ silnym wpływom romantyzmu, historyzmu, tradycjonalizmu i realizmu. Rosyjski pejzaż z rozległymi rzekami, dziewiczymi lasami i gajami brzozowymi oraz pełne wigoru sceny rodzajowe stały się symbolami rosyjskości. Istotnym wydarzeniem było powołanie w 1870 roku Towarzystwa Objazdowych Wystaw Artystycznych (pieriedwiżników), którego członkami byli m.in. Wiktor Wasniecow, Ilja Riepin, Wasilij Surikow, Iwan Kramskoj, Konstantin Makowski i Iwan Szyszkin. Na początku XX wieku pojawił się retrospektywizm nawiązujący do sztuki staroruskiej, renesansu i klasycyzmu.
Awangarda rosyjska obejmowała szereg zjawisk i zróżnicowanych kierunków w ramach modernizmu, które dominowały w sztuce rosyjskiej w latach 1890–1932. Szczególne miejsce zajęły kierunki: symbolizm i secesja (Michaił Eisenstein, Michaił Wrubel, Aleksandr Benois), neoprymitywizm (Michaił Łarionow, Natalija Gonczarowa), abstrakcjonizm (Wasilij Kandinski), inżynieria strukturalna (Władimir Szuchow), konstruktywizm (Aleksandr Rodczenko, Iwan Leonidow, Władimir Tatlin, Konstantin Mielnikow), suprematyzm (Kazimierz Malewicz, El Lissitzky), kubizm, kubofuturyzm i rajonizm (Marc Chagall, Michaił Łarionow, Natalia Gonczarowa, Dawid Burluk, Aleksandra Ekster). Neoprymitywiści utworzyli grupę artystyczną Walet karowy (1909), a kubofuturyści Ośli ogon (1910). Czołowi konstruktywiści współpracowali z Wchutiemasem. Ostatnim stylem jednoznacznie dominującym w XX wieku był socrealizm (Wiera Muchina, Borys Jofan, Jewgienij Wuczeticz). Czołowym konceptualistą i przedstawicielem soc-artu (radziecka odmiana pop-artu) był Dmitrij Prigow.
Wielu rosyjskich artystów odniosło sukcesy za granicą, m.in. malarze Wasilij Kandinski, Marc Chagall, Iwan Puni i rzeźbiarz Naum Gabo. Do najważniejszych rosyjskich muzeów sztuki należą: Ermitaż, Galeria Tretiakowska, Muzeum Rosyjskie w Sankt Petersburgu i Muzeum Sztuk Pięknych im. Puszkina w Moskwie. Najbogatsze zbiory twórczości ludów pierwotnych posiada Muzeum Antropologii i Etnografii przy Akademii Sztuk w Petersburgu.

### Film
Podczas kiedy na Zachodzie kino było przede wszystkim formą rekreacji i wypoczynku dla klasy pracującej, kinematografia rosyjska aż do wybuchu rewolucji w 1917 roku była rozrywką elity i była dostosowana do jej wymagań intelektualnych. Pierwszy rosyjski film z 1896 roku uwiecznia koronację cara Mikołaja II i podobnie jak szereg kolejnych produkcji miał charakter dokumentalny. Do najważniejszych filmów fabularnych z okresu Rosji carskiej należą m.in. Stieńka Razin (1908), Obrona Sewastopola (1911) i Odejście wielkiego starca (1912).
Rosyjskie kino radzieckie stało się po rewolucji lutowej jednym z najbardziej innowacyjnych ruchów kulturalnych. W 1919 roku Władimir Gardin otworzył w Moskwie Instytut Kinematografii – najstarszą uczelnię filmową na świecie. Za głównego teoretyka radzieckiego kina można uważać Lwa Kuleszowa, który miał zasadniczy wpływ na rozwój Instytutu Kinematografii. W 1922 roku Dziga Wiertow razem z grupą Kino-Oko ogłosili radykalny manifest, negujący rozrywkowe kino zachodnie przedstawiające wyidealizowany świat burżuazji oraz postulujący filmowanie zwykłych, prostych ludzi. W okresie tym powstały takie dzieła jak np. Ojciec Sergiusz (1918), Niezwykłe przygody Mister Westa w krainie bolszewików (1924), Pancernik Potiomkin (1925), Matka (1926), Październik: 10 dni, które wstrząsnęły światem (1928) i Człowiek z kamerą (1929). Radzieccy twórcy filmowi, przede wszystkim Siergiej Eisenstein, Wsiewołod Pudowkin i Andriej Tarkowski należeli do grona najbardziej wpływowych reżyserów. W atmosferze nadchodzącej wojny oraz w ciągu II wojny światowej Eisenstein nakręcił dwa dramaty historyczne – Aleksander Newski (1938) oraz Iwan Groźny (1942–1946), mające wydźwięk polityczny.
Od 1932 roku zaczyna dominować promowany przez władze socrealizm i zanika kino awangardowe. W okresie tym powstają takie dzieła jak: Czapajew (1934), Lecą żurawie (1957) czy Ballada o żołnierzu (1959). W latach 60. i 70. wielką popularność zyskały komedie Leonida Gajdaja, np. Operacja „Y”, czyli przypadki Szurika (1965), Brylantowa ręka (1968) i Iwan Wasiljewicz zmienia zawód (1973). W 1969 r. Władimir Motyl nakręcił Białe słońce pustyni – pierwszy film z gatunku „ostern”. Film ten był tradycyjnie oglądany przez radzieckich, a obecnie jest oglądany przez rosyjskich kosmonautów przed lotami w kosmos. Powstały dzieła rangi światowej reżyserii Tarkowskiego Andriej Rublow (1966), Solaris (1972), Zwierciadło (1974), Stalker (1979).
W przeciągu lat 80. i 90. pomimo zniesienia cenzury, kino rosyjskie przeżywało kryzys spowodowany drastycznymi cięciami w dotacjach państwowych i wdrażaniem zasad rynkowych w produkcji filmowej. Na początku XXI wieku, wraz z polepszeniem się sytuacji gospodarczej kraju, kino rosyjskie doznało odrodzenia. Poziom produkcji filmowej w Rosji w bardzo krótkim czasie osiągnął wyższy pułap od produkcji brytyjskiej lub niemieckiej. Dochody z kinematografii wyniosły w 2007 roku 565 mln USD, o 37% więcej niż w roku poprzednim. Do najbardziej znanych filmów nakręconych po roku 1991 należą m.in. Spaleni słońcem (1994) i Dwunastu (2007) Nikity Michałkowa, Brat (1997) i Brat 2 (2000) Aleksieja Bałabanowa, Rosyjska arka (2002) Aleksandra Sokurowa oraz 9 kompania (2005) Fiodora Bondarczuka.

### Kuchnia
Kuchnia rosyjska ze względu na bogactwo etniczne i kulturowe kraju jest niezwykle różnorodna. Powstawała często w surowych warunkach klimatycznych, a jej podstawy stanowią: ryby, drób, dziczyzna, grzyby, owoce leśne i miód. Ze względu na urodzaj żyta, pszenicy, jęczmienia i prosa na południu kraju, powstało w Rosji wiele rodzajów pieczywa, kwasu chlebowego, piwa i wódki. Głównymi składnikami zup i sosów o różnych smakach są warzywa sezonowe lub magazynowane oraz ryby i mięso. Za tradycyjne dania rosyjskie uważa się m.in. przepiórkę z pierogami, pielmieni, naleśniki, czarny kawior (podawany jako zakąska), wędzone, suszone lub surowe ryby (np. bieługa, jesiotr, tołpyga), paschę, barszcz, botwinę i wiele innych.

### Święta państwowe
| Data                  | Polska nazwa                | Oryginalna nazwa           |
| --------------------- | --------------------------- | -------------------------- |
| 1 stycznia–5 stycznia | Nowy Rok                    | Новый год                  |
| 7 stycznia            | prawosławne Boże Narodzenie | Рождество Христово         |
| 23 lutego             | Dzień Obrońcy Ojczyzny      | День защитника Отечества   |
| 8 marca               | Międzynarodowy Dzień Kobiet | Международный женский день |
| 1 maja                | Święto Wiosny i Pracy       | Праздник весны и труда     |
| 9 maja                | Dzień Zwycięstwa            | День Победы                |
| 12 czerwca            | Dzień Rosji                 | День России                |
| 4 listopada           | Dzień Jedności Narodowej    | День народного единства    |

## Sport

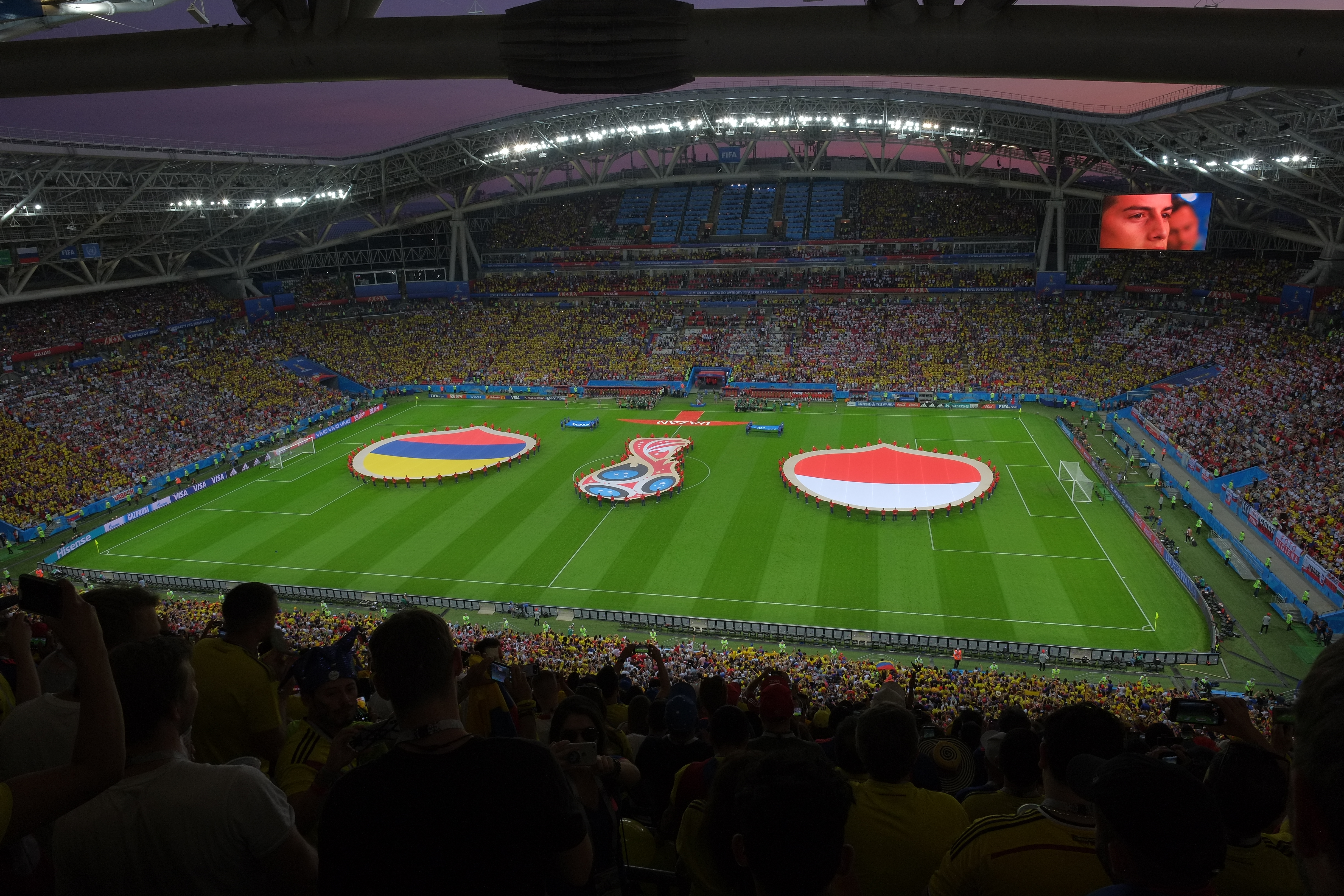
Kazań Ariena, Mistrzostwa Świata w Piłce Nożnej 2018

Rosjanie od dawna odnosili wielkie sukcesy sportowe, dzięki sporej liczbie utalentowanych sportowców zdobywających medale na najważniejszych zawodach międzynarodowych. 
Radzieccy olimpijczycy zdobyli największą liczbę medali na sześciu letnich olimpiadach (1956, 1960, 1972, 1976, 1980, 1988). Począwszy od Igrzysk Olimpijskich w 1952 r. aż do Igrzysk w Pekinie w 2008 roku sportowcy z ZSRR/Rosji zawsze byli w pierwszej trójce państw z największą liczbą zdobytych złotych medali (nie licząc zbojkotowanych przez nich Igrzysk w 1984 roku). 
Letnie Igrzyska Olimpijskie w 1980 roku zostały zorganizowane w Moskwie, a w 2014 r. Zimowe Igrzyska odbyły się w Soczi. Rosja zorganizowała również mistrzostw świata w piłce nożnej w 2018 r.